# Paisaje cultural de Aranjuez
El paisaje cultural de Aranjuez es un conjunto monumental que se encuentra en la localidad homónima, en la Comunidad de Madrid (España), y comprende diversos elementos: el palacio y los jardines ornamentales (jardines del Príncipe, de la Isla, del Parterre, del Rey y de Isabel II), huertas históricas, paseos arbolados y sotos (Pico Tajo, Doce Calles, Legamarejo, El Rebollo), obras hidráulicas, zonas agrícolas y el centro histórico. Fue declarado Patrimonio de la Humanidad por la Unesco en 2001.

## Introducción

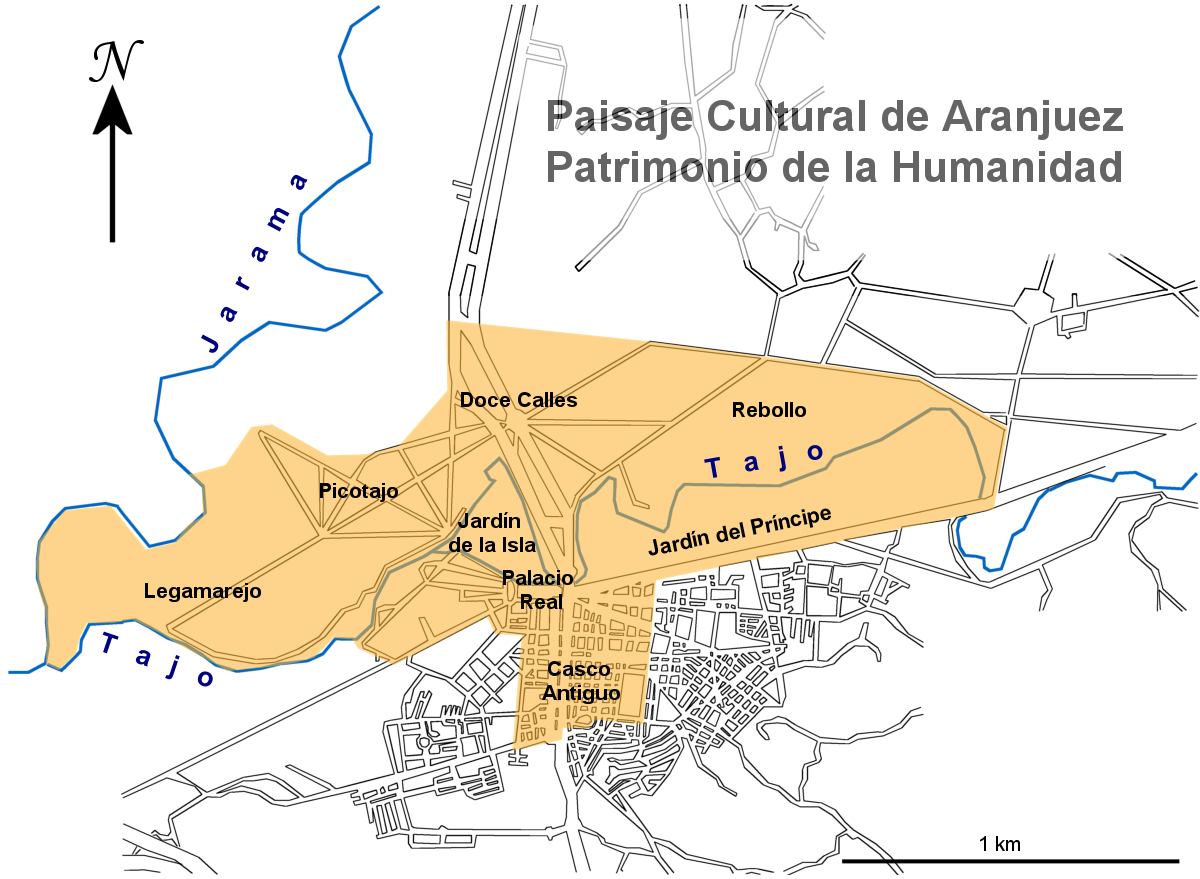
Zona delimitada

El Paisaje Cultural de Aranjuez es una entidad singular de relaciones complejas e históricas entre la naturaleza y la actividad humana, los sinuosos cursos de agua de los ríos y el diseño geométrico del paisaje, la vida urbana y rural, y entre la fauna forestal y la arquitectura refinada. Los ríos Tajo y Jarama son las dos arterias principales de este Paisaje Cultural, una extensa zona (2047,56 ha) al sur de la Comunidad de Madrid. La zona de protección circundante se encuentra dentro de los límites del municipio de Aranjuez (16 604,56 ha). 
Aranjuez es testigo de diversos intercambios culturales a lo largo del tiempo que han influido de manera significativa en el desarrollo de sus hitos y en la creación de su paisaje, convirtiéndose así en un modelo de uso del territorio por parte de la cultura. El proceso de transformación se remonta al reinado de Felipe II cuando, con la influencia de la Corona y la riqueza de la naturaleza como elementos determinantes, Aranjuez se estableció como Real Sitio en el siglo XVI. Los reinados de Fernando VI, Carlos II e Isabel II marcaron su evolución en los siglos XVIII y XIX. Este paisaje sobrevivió durante el siglo XX cuando se abrió para el disfrute del público.
La declaración comprende diversos elementos que conforman las diferentes zonas: huertos históricos, avenidas arboladas y sotos (Legamarejo, Picotajo, El Rebollo), el Palacio y los jardines ornamentales (jardines del Príncipe, de la Isla, del Parterre, del Rey y de Isabel II) y el centro histórico del siglo XVIII. La combinación conceptual de estas zonas crea una serie de paisajes que, en conjunto, conforman el Paisaje Cultural de Aranjuez. Este incluye el paisaje del agua (ríos, estanques, presas y acequias), el paisaje agrícola (huertos y viveros, ganaderías y praderas), el paisaje del ocio (jardines ornamentales), el paisaje ordenado (la geometría de las calles y plazas que conforman el espacio natural) y el paisaje construido (el palacio, la ciudad planificada, las carreteras y las construcciones agrícolas).

## Elementos singulares dentro de la delimitación

### Palacio Real

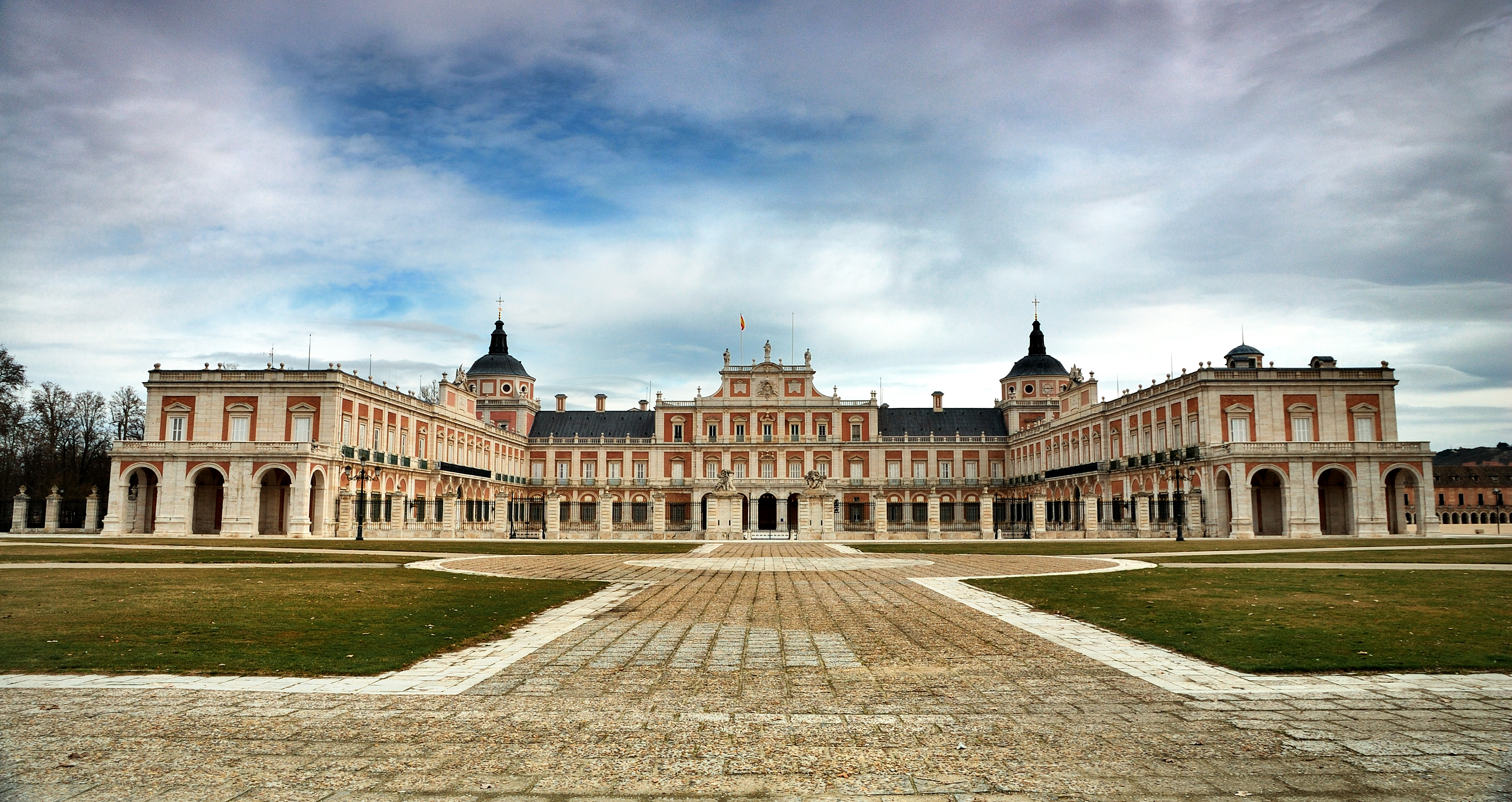
Fachada principal del palacio

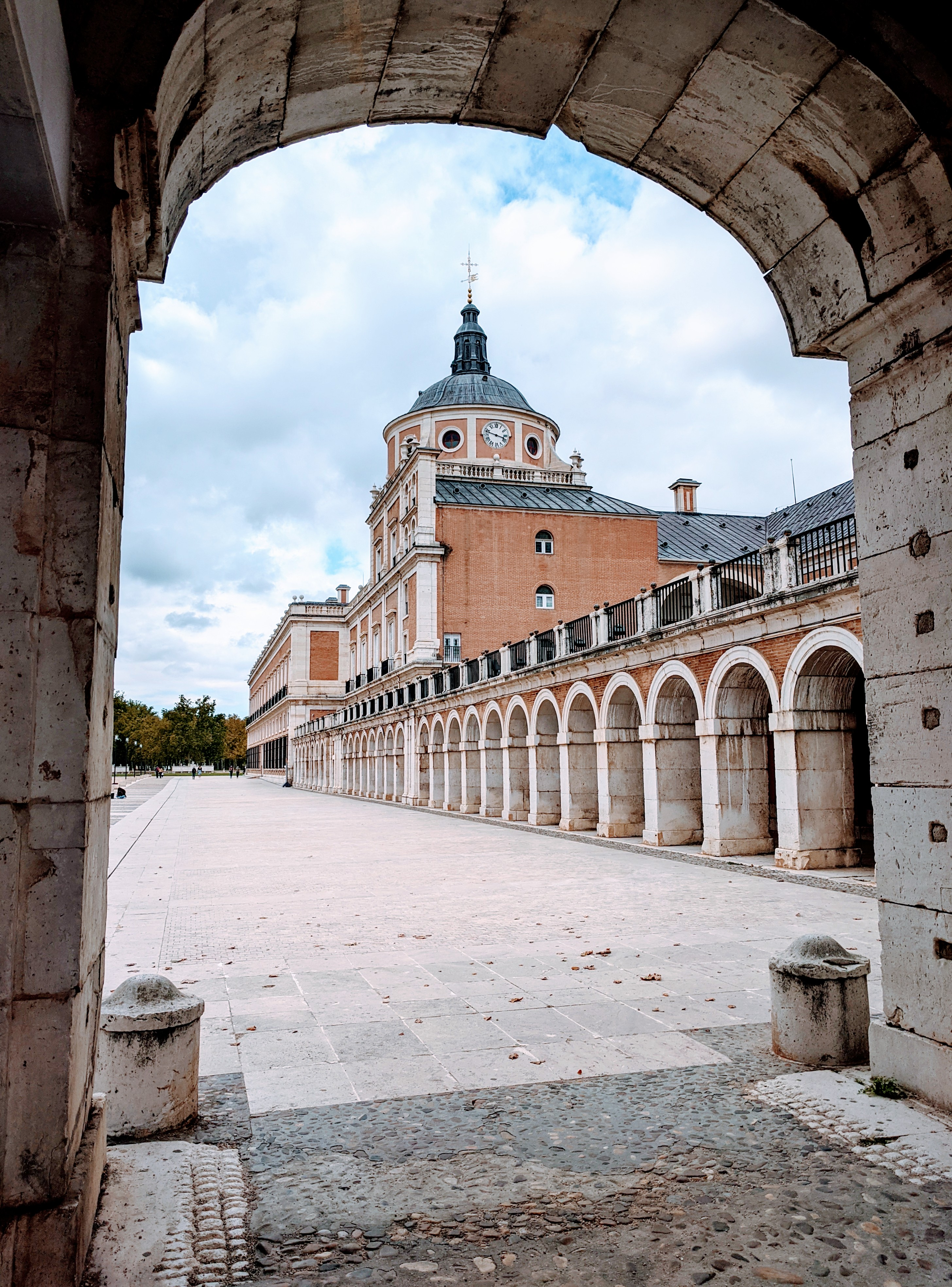
Fachada sur del palacio

Levantado en el mismo sitio donde se ubicaba una casa de los maestres de la Orden de Santiago, su edificación tuvo lugar a lo largo de distintas etapas. El proyecto inicial consistía en un edificio cuadrado, de dos plantas y con patio interior, cuya fachada principal se alargaría con dos alas, terminadas en torres, que solaparían los jardines del Rey y de la Reina. La primera fase constructiva tuvo lugar bajo Felipe II; las obras se llevaron a cabo entre 1565 y 1586, según el proyecto de Juan Bautista de Toledo, y continuadas por Jerónimo Gili y Juan de Herrera. Consistió en la construcción de la torre de la Capilla, parte de la fachada y el ala meridional. Felipe V ordenó continuar las obras y así, entre 1715 y 1733, se levantó el ala oriental y parte de la septentrional, además de una gran escalinata, bajo la dirección de Pedro Caro Idrogo.
En 1741 Santiago Bonavía se hizo cargo de las obras y, hasta 1749, sustituyó la escalinata principal por una nueva, concluyó el ala septentrional y sector noroccidental y reformó la cubierta con dos niveles de desvanes. Posteriormente (1750-51), y ya bajo reinado de Fernando VI, realizó el sector central de la fachada. Por último, y por orden de Carlos III, Francisco Sabatini amplió el palacio entre 1771 y 1778 con dos alas al oeste de la fachada principal. Su fábrica es de ladrillo y piedra caliza de Colmenar, y el bicromatismo que genera fue una constante en las construcciones que se realizaron en Aranjuez desde ese momento.

### Jardín del Rey

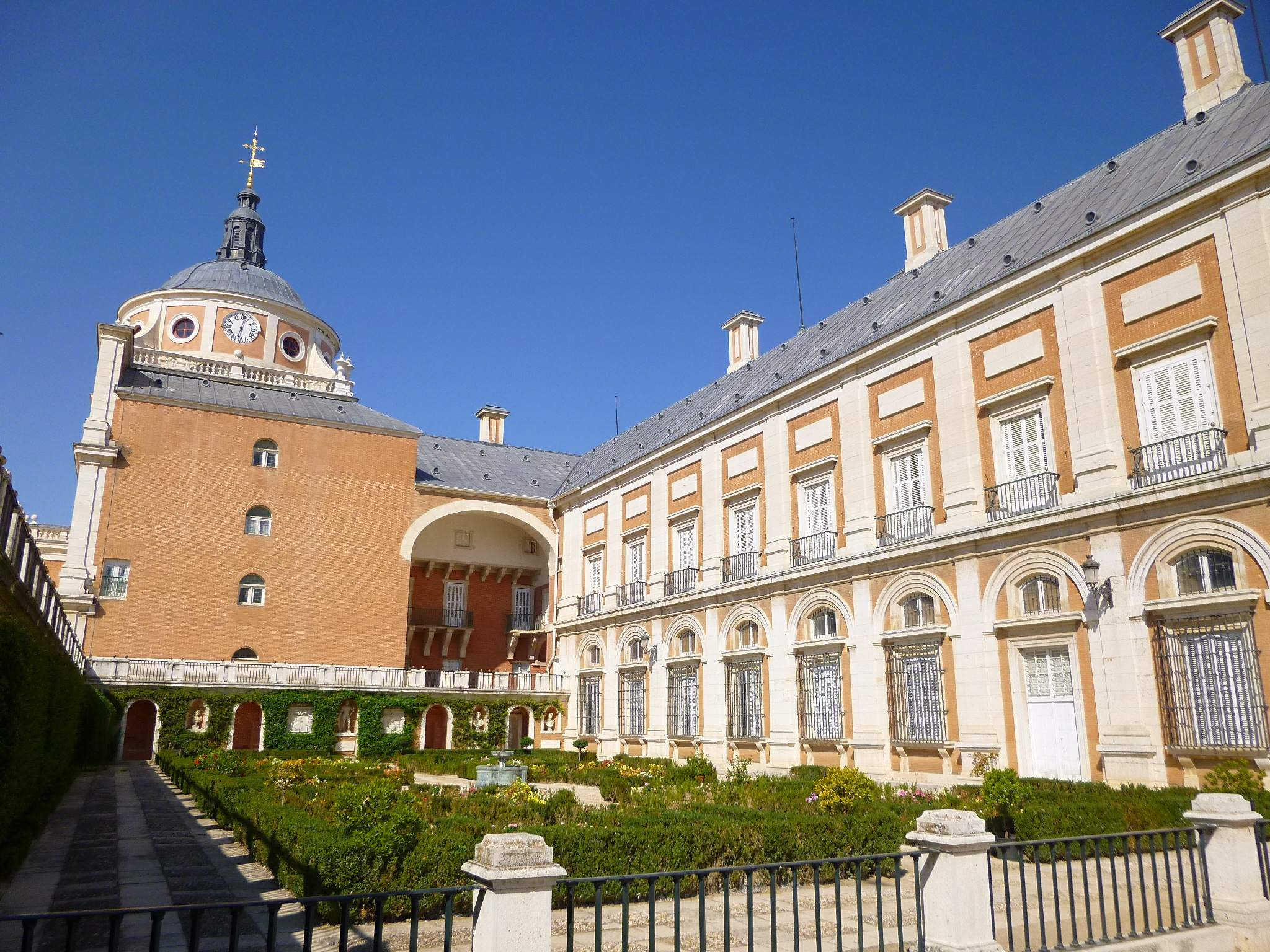
Jardín del Rey, junto al ala meridional del palacio

Se ubica junto al ala sur del Palacio. Fue proyectado como un elemento más del conjunto palaciego por Juan Bautista de Toledo en 1561 y realizado por Juan de Herrera entre 1577 y 1582. Entre 1622 y 1623 se llevó a cabo, de la mano de Juan Gómez de Mora, una renovación del conjunto escultórico del jardín, cuya iconografía fue sustituida por otra relacionada con los emperadores romanos y con los antepasados del monarca. Posteriormente, en 1733, y con motivo de la realización del jardín del Parterre, fue eliminado el muro que cerraba su lado oriental, y en época contemporánea existe una barandilla de hierro.
Presenta una planta cruciforme compuesta por dos ejes perpendiculares, en cuyo cruce se forma una plaza cuadrada, y por otros dos ejes transversales, lo cual da lugar a ocho cuadros plantados de boj. En la plaza central destaca una fuente de jaspe verde de planta mixtilínea realizada por Roque Solario en 1580, mientras que en los muros se sitúan hornacinas para bustos que representan los doce césares romanos y bancos de piedra. En el muro occidental se encuentra una estatua de Felipe II, obra de Pompeo Leoni de 1568, y a ambos lados de la misma dos medallones que representan a Carlos I e Isabel de Portugal, obra de Leone Leoni.

### Jardín del Parterre

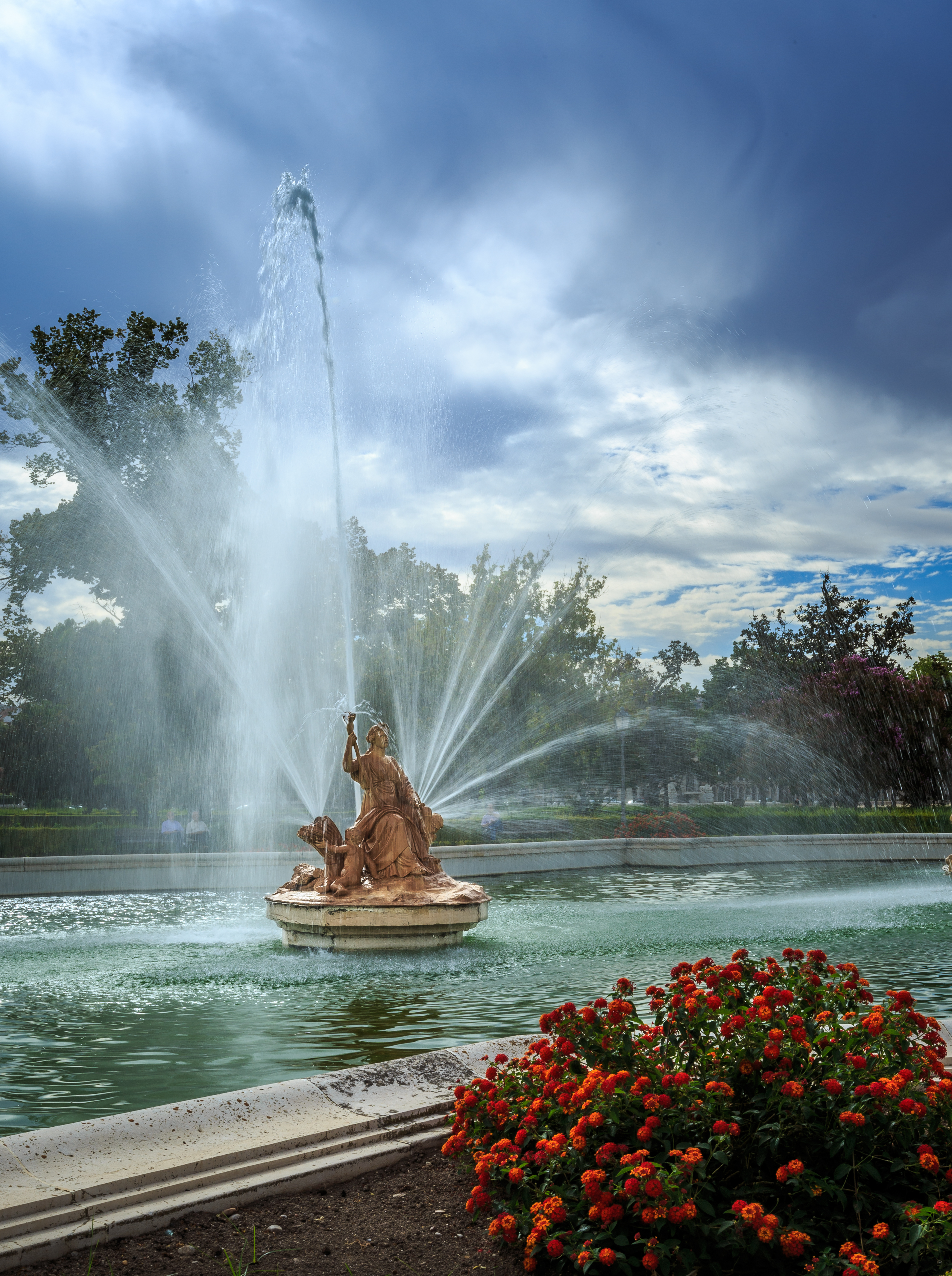
Jardín del Parterre; fuente de Ceres

Se ubica en la parte trasera del palacio. Fue realizado entre 1728 y 1735, según un proyecto de Esteban Marchand, y supuso la introducción del modelo de jardín francés. Está compuesto por tres grandes grupos, organizados en torno a cuatro fuentes. El primer grupo presenta dos fuentes, las Nereidas, situadas simétricamente dentro de dos zonas de pradera bordeadas por seto de boj, y entre estas aparecen dos rotondas: una ovalada, con la figura de una corona en su interior, y otra circular, con una rosa de los vientos en seto de boj. El segundo grupo se organiza en torno al estanque de la fuente de Ceres, situado de forma transversal respecto al eje principal del jardín y enmarcado por una platabanda de flores y seto de boj. En el interior del estanque se dan tres grupos escultóricos.
Por último, el tercer grupo, dentro del semicírculo que cierra el jardín por el este; en él se encuentra la fuente circular de Hércules y Anteo y piezas de pradera. Entre los tres grupos se sitúan piezas triangulares de césped, cuyo interior presenta arbustos y árboles ornamentales y están bordeadas con setos de boj. En origen, el jardín estaba cerrado por un muro en sus límites sur y este; sin embargo, en 1751 Santiago Bonavía lo sustituyó por una barandilla de hierro con pilastrones de piedra de Colmenar, y entre 1760 y 1763, bajo la dirección de Jaime Marquet, se realizó un foso perimetral con agua, a modo de ha-ha. 

### Jardín de la Isla

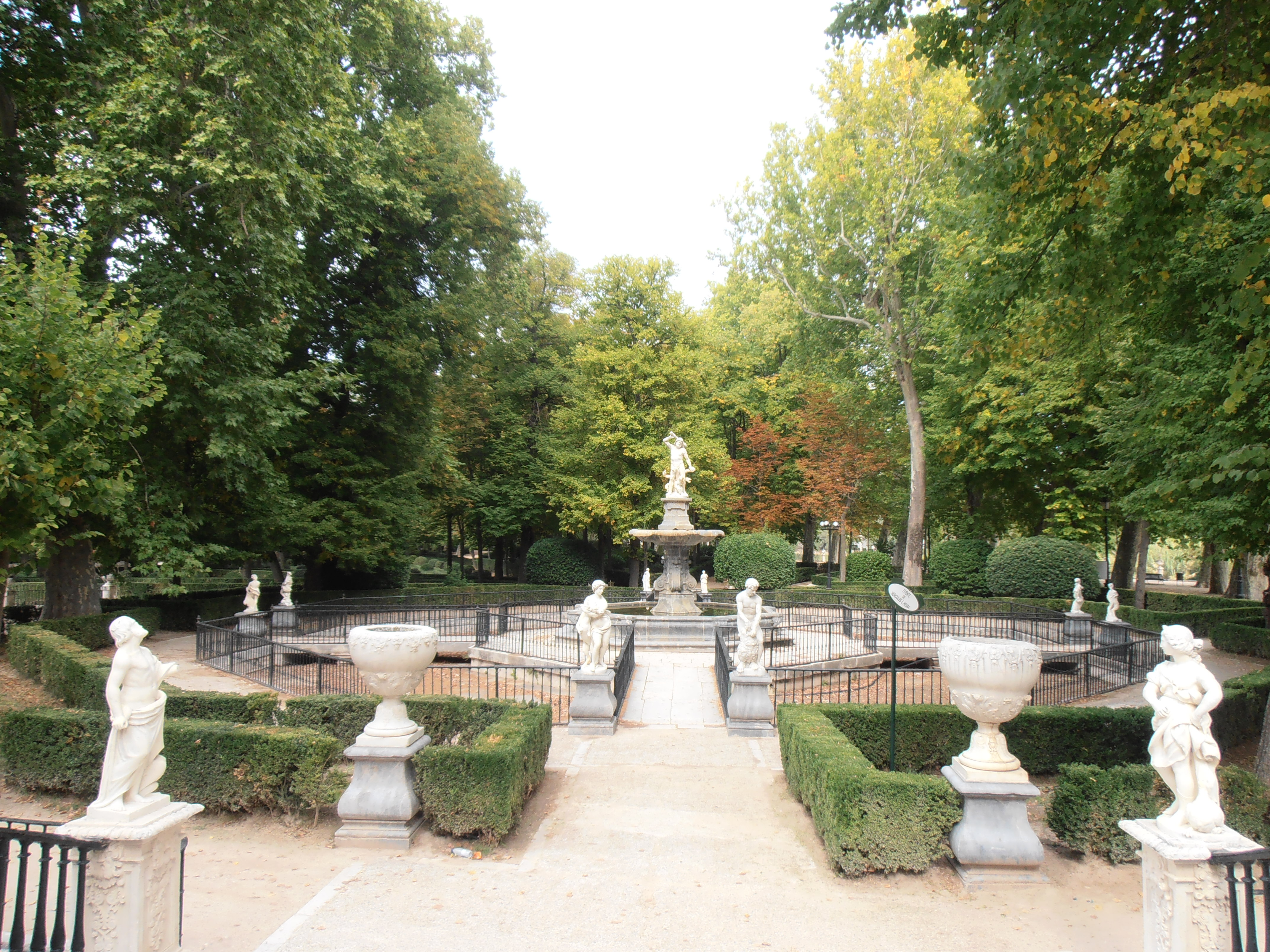
Jardín de la Isla; fuente de Hércules y la Hidra

Se sitúa al norte del palacio, en una isla artificial de aproximadamente 25 hectáreas de extensión, entre el río Tajo (desde la presa del Palacio hasta donde se encontraba el puente Verde) y una ría o canal. Fue promovido a iniciativa de Felipe II, como una representación del paraíso o locus amoenus, y trazado por Juan Bautista de Toledo en 1561; las obras se prolongaron desde ese año hasta 1564, y fueron continuadas por Juan de Herrera, con la ordenación de las fuentes en 1582. Se planteó un eje central principal, siguiendo la línea más larga de la isla, en el cual se situarían un conjunto de fuentes y en torno al que se desarrollaría un trazado ortogonal de cuadros rectangulares, con la simetría como protagonista. En su extremo occidental, el eje se quiebra 120° en dirección suroeste hacia el puente del Tajo.
Felipe III inició una reforma de su iconografía y su sucesor, Felipe IV, continuó la labor, contando para ello con la dirección de José de Villarreal. Tras el grupo escultórico del puente del Canal, en primer lugar se encuentra la fuente de Hércules y la Hidra. Le siguen, a lo largo del eje principal, la fuente de Vertumno, la fuente del Anillo, la fuente de las Harpías, la fuente de Venus, la fuente de Baco y la fuente de Neptuno. Otros espacios del jardín, al margen del trazado original y realizados en el siglo XVIII, son el Salón de los Reyes Católicos, en cuyo inicio se encuentra la fuente de la Boticaria, y el jardín de Diana, con la fuente del mismo nombre.

### Jardín del Príncipe

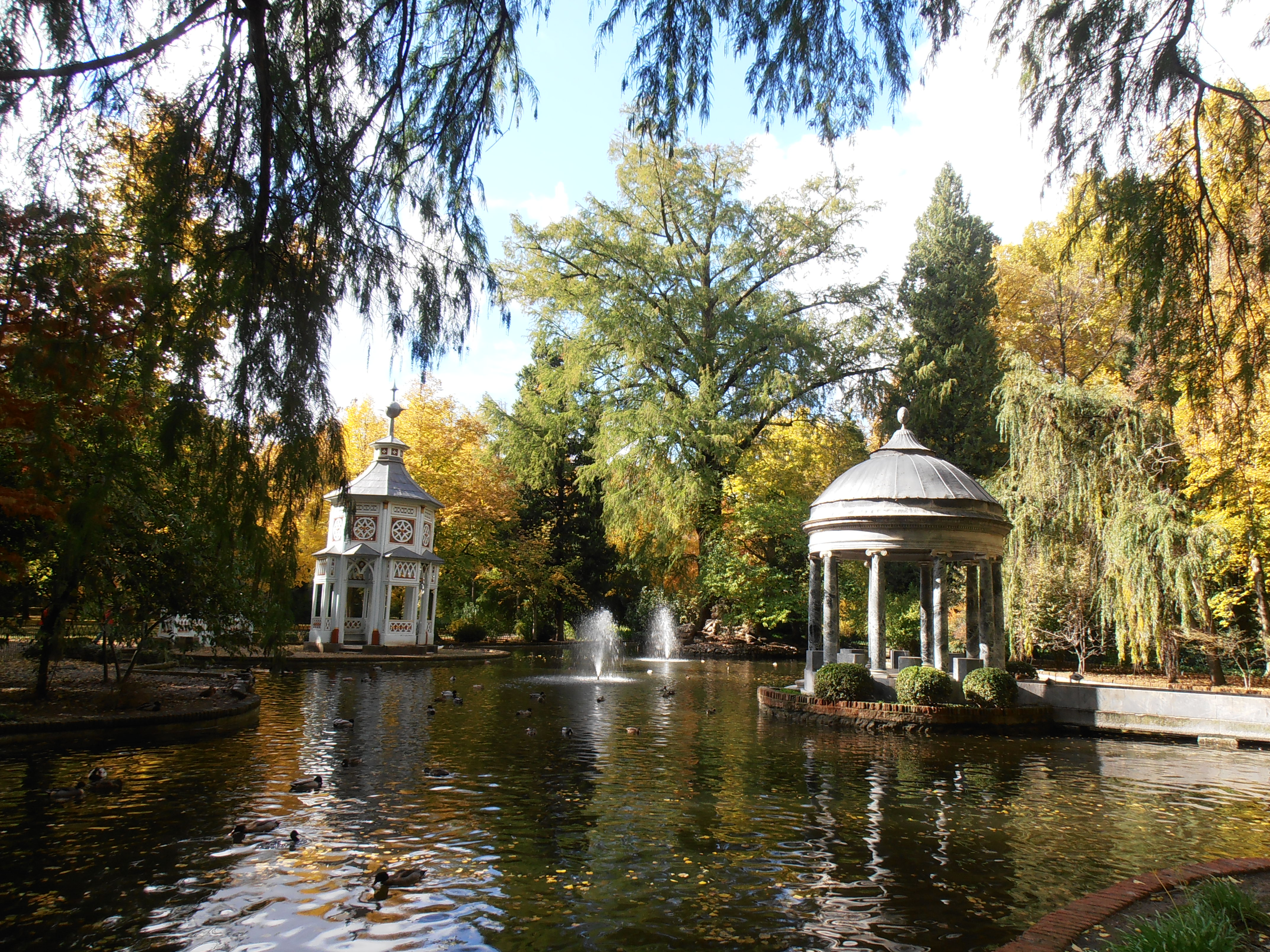
Jardín del Príncipe; estanque chinesco

Situado al norte de la calle de la Reina, y delimitado por el río Tajo, su realización tuvo lugar en el último cuarto del siglo XVIII con la intención de unificar distintas actuaciones anteriores con nuevos espacios trazados bajo el concepto de jardín paisajista. Dichas actuaciones habían sido la organización de unas huertas entre 1553 y 1561 por Jerónimo de Algora y Juan Bautista de Toledo, bajo Felipe II, y la construcción del embarcadero y la calle homónima bajo Fernando VI. Estas actuaciones fueron reestructuradas bajo Carlos III y, finalmente, Carlos IV terminaría los cuatro últimos jardines. En su ejecución trabajaron Pablo Boutelou, entre 1775 y 1784, y él mismo y Juan de Villanueva entre 1785 y 1808.
El jardín posee una longitud, entre un extremo y otro, de aproximadamente tres kilómetros. Su cerramiento se comenzó a levantar entre 1758 y 1759, de la mano de Santiago Bonavía, y los trabajos continuaron a partir de 1785. Tras la interrupción debida a la guerra de la independencia, se completó en 1845. El acceso desde la calle de la Reina se produce a través de 15 puertas, algunas de ellas monumentales, siendo la principal la situada más cercana al palacio. En los ocho espacios que lo componen destacan fuentes como las de Narciso y Apolo, las islas americana y asiática, el estanque chinesco y la Casa del Labrador.

### Casa del Labrador

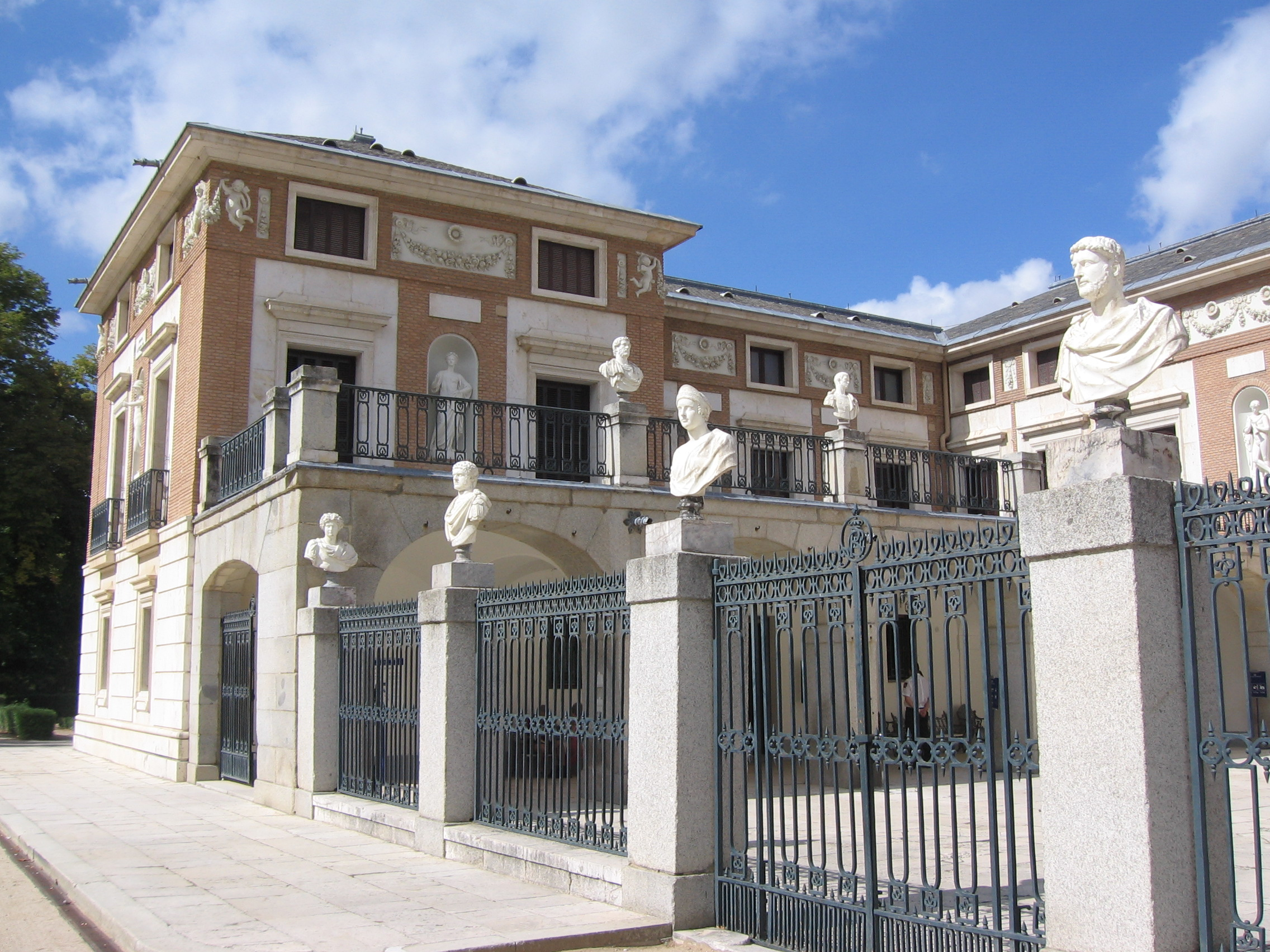
Casa del Labrador

Ubicada en el extremo oriental del jardín del Príncipe y ejemplo de la arquitectura neoclásica, se trataba de un capricho destinado al recreo y diversión de Carlos IV, lejos del protocolo de Palacio. La casa sufrió dos fases constructivas. Una primera, entre 1794 y 1796, de la mano de Juan de Villanueva, en la que se levantó un edificio rectangular, con planta baja, principal y ático, fábrica de ladrillo y sin decoración exterior. Buscaba parecer una típica casa de labor —de ahí su nombre— como complemento al paisaje del jardín.
La segunda fase, entre 1798 y 1804, consistió en una ampliación y reforma del edificio de la mano de Juan de Villanueva e Isidro González Velázquez, con la construcción de dos alas laterales, la creación de un patio de honor cerrado y el enriquecimiento de su decoración tanto interior como exterior. Así, en su fachada, la escayola adquiere protagonismo y presenta almohadillado en el piso bajo, hornacinas para estatuas y marcos de los balcones en el piso principal, y tableros con frutas y flores en el ático. En las hornacinas se colocaron figuras de escayola, obra de Joaquín Arali, y en los pedestales de la verja y las balaustradas de las terrazas se instalaron, en 1805, veinte bustos de emperadores romanos.

### Paseos arbolados, huertas y sotos

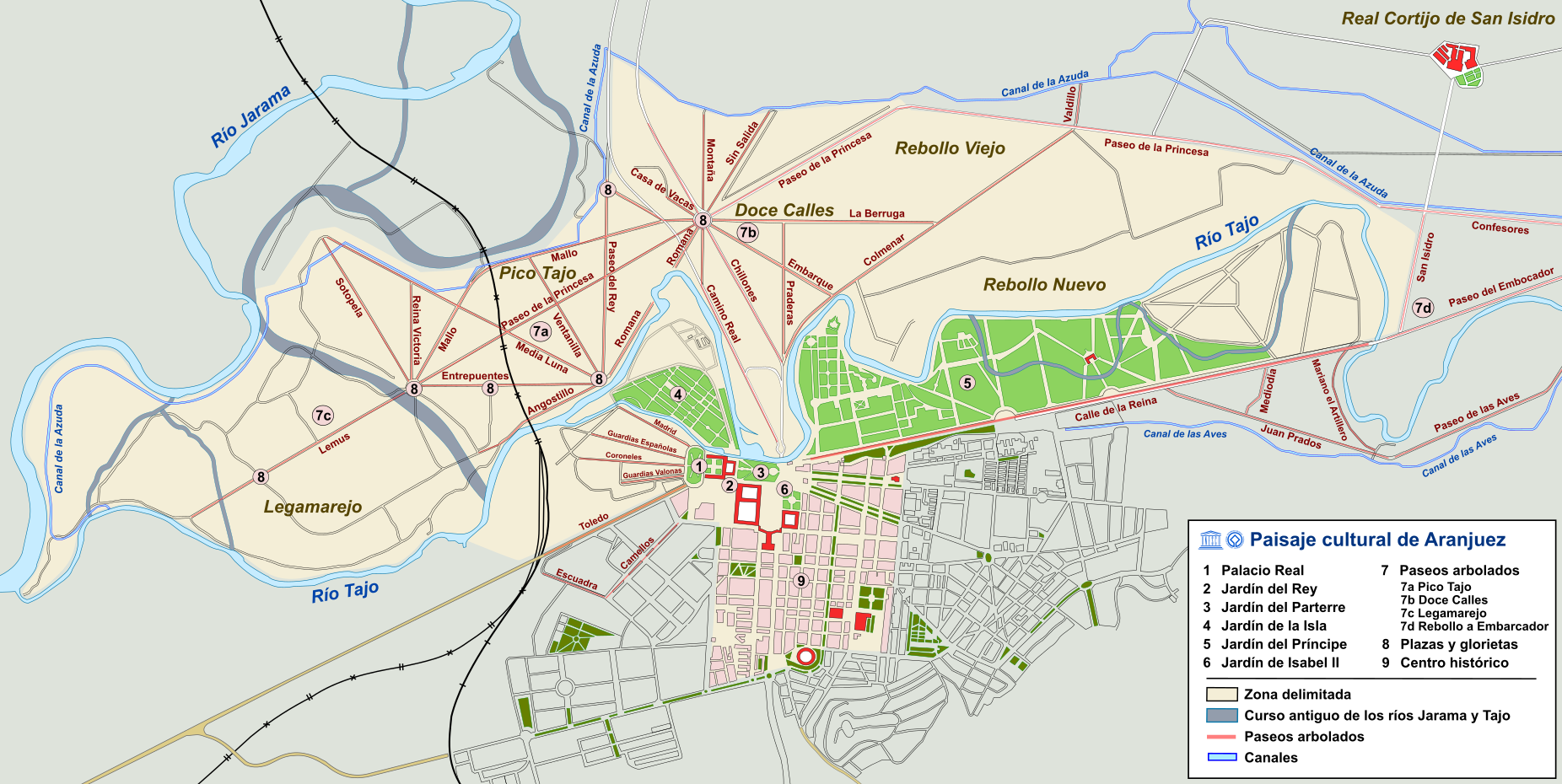
Mapa del Paisaje cultural de Aranjuez con la distribución de los distintos paseos arbolados

Entre la presa del Embocador, por el este, hasta los cauces de los ríos Tajo y Jarama, por el oeste, se extiende una amplia extensión de terreno caracterizada por su riqueza natural y por el ordenamiento llevado a cabo en ella. El elemento más singular de la misma son los paseos arbolados, constituidos por un camino flanqueado por alineaciones de árboles en sus márgenes; además de embellecer los accesos a Aranjuez y amenizar los paseos de la Corte, sirvieron para estructurar y urbanizar el conjunto de huertas, prados y sotos a través de una trama en cuyo trazado inicial se aplicaron recursos estéticos del Renacimiento, como simetría, proporcionalidad, geometría y perspectiva. Puede así considerarse como el primer caso de ordenación territorial en el oeste de Europa, con un dominio de la arquitectura del paisaje que hicieron de Aranjuez pionera.
La zona de Picotajo fue donde se inició esta ordenación en tiempos de Felipe II. Contaba con dos puentes, uno sobre el antiguo cauce del Jarama y otro sobre el Tajo, que formaban parte del antiguo itinerario de los Reyes desde Madrid al Palacio. El camino entre ambos —llamado Entrepuentes— fue el primer vial que se arregló, en 1553, y siete años después ya contaba con alineaciones de árboles, una plaza central y la previsión de construir junto a ambos puentes otras plazas semicirculares. En 1561, momento en el que Juan Bautista de Toledo planificaría el entramado de paseos a partir de dichas plazas, se trazó la calle de la Ventanilla, desde la plaza del Tajo, que sirvió posteriormente como eje de simetría para ubicar la glorieta de las Doce Calles equidistante de la plaza del Jarama. La explanación de las calles se acompañó de los trabajos necesarios para la acometida de riego, incluidas arcas, compuertas, zanjas y caceras, gracias a los cuales se pusieron en cultivo los terrenos entre las calles, con huertas y árboles frutales.
Si bien en las dos primeras plazas solo podían confluir cinco paseos debido al cauce de los ríos, en la glorieta de las Doce Calles ese problema no existía y se trazaron doce paseos orientados a los puntos cardinales. Su explanación y arbolado se adjudica a Felipe III en 1613, aunque ya aparece citada en los años setenta del siglo XVI, y los terrenos de su entorno se usaron, en un principio, como pastos. Al oeste de Picotajo se encuentra el soto de Legamarejo, en la confluencia de los ríos; las crecidas de estos y los légamos que depositaban fueron modificando su extensión y configuración y así, al principio, para acceder a sus terrenos había que cruzar un puente sobre el Jarama. Desde el siglo XVIII estuvo dedicado a pastos para la Real Yeguada y cultivos, y aquí se ubicó, a principios del siglo XX, el Real Hipódromo de Legamarejo. Por último, al este de Doce Calles se extiende el soto del Rebollo, cuyo nombre proviene de la existencia de un antiguo robledal. Sus terrenos se utilizaron como cazadero hasta que en 1839 se trasladó aquí la Real Yeguada, y desde el siglo XX se destina a tierras de cultivo.
| Calle                       | Longitud (m) | Especies                                    | Año  | Calle                        | Longitud (m) | Especies                        | Año  |
| --------------------------- | ------------ | ------------------------------------------- | ---- | ---------------------------- | ------------ | ------------------------------- | ---- |
| De los Tilos (Entrepuentes) | 760          | Álamo negro del Canadá                      | 1553 | Del Embarque                 | 690          | Plátano de sombra               | 1613 |
| De la Ventanilla            | 680          | Álamo negro del Canadá, Nogal común, Morera | 1561 | De Chillones                 | 1200         | Plátano de sombra               | 1613 |
| De Madrid                   | 390          | Plátano occidental, Álamo negro             | 1564 | De la Casa de Vacas          | 150          | Plátano de sombra               | 1613 |
| De la Princesa              | 5340         | Plátano de sombra, Falso plátano, Sófora    | 1592 | Camino Real                  | 265          | Plátano de sombra               | 1637 |
| De la Romana                | 450          | Tilo de hoja ancha, Álamo negro             | 1592 | Del Angostillo               | 470          | Tilo de hoja ancha, Álamo negro | 1737 |
| De la Reina Victoria        | 490          | Álamo negro del Canadá                      | 1592 | De Lemus                     | 1200         | Plátano de sombra, Fotinia      | 1756 |
| Del Mallo                   | 1745         | Almez, Cinamomo, Olmo                       | 1592 | De Colmenar                  | 1890         | Plátano de sombra               | 1770 |
| Del Rey                     | 880          | Plátano de sombra                           | 1592 | De las Praderas              | 680          | Plátano de sombra               | 1773 |
| Del Bonetillo (Media Luna)  | 1430         | Roble común, Álamo negro                    | 1592 | De las Guardias Españolas    | 470          | Plátano de sombra               | 1773 |
| De Sotopela                 | 810          | Plátano de sombra                           | 1592 | De las Guardias Valonas      | 385          | Plátano de sombra               | 1773 |
| De la Montaña               | 480          | Tilo de hoja ancha                          | 1613 | De los Coroneles             | 550          | Plátano de sombra               | 1773 |
| Sin Salida                  | 600          | Plátano de sombra                           | 1613 | Al este de la plaza Cirigata | 220          | Plátano de sombra               | 1775 |
| De la Berruga               | 1100         | Nogal común, Álamo blanco                   | 1613 | De Toledo                    | 8580         | Plátano de sombra               |      |

Por otro lado, a lo largo del Tajo se encuentran los sotos, comunidades vegetales compuestas por especies favorecidas por la proximidad al agua. Antiguamente cubrían una extensión mayor, a modo de bosque, pero debido a la acción antrópica se eliminaron en la ribera sur del Tajo. En su ribera norte, el ordenamiento llevado a cabo fue menos agresivo con el medio natural y su vegetación típica se mantiene en arboledas de cierta entidad junto al río. Son un refugio idóneo para la avifauna, además de suavizar los efectos de elementos climáticos como el viento y la helada. Entre ellos destaca El Rebollo; es el mejor preservado del tramo medio y bajo del Tajo y acoge especies vegetales como mimbre bardaguera, regaliz, esparcilla, hierba del escorbuto, lepidium cardamines, brachyapium dichotomum, y animales como gineta, garduña o lirón careto, además de numerosos reptiles, anfibios y aves. El Rancho Grande, en la zona de Legamarejo, está compuesto principalmente por álamos blancos y presenta una espesa maleza de zarzas, además de periploca graeca. Por último, en la Junta de los Ríos —también en Legamarejo— se pueden encontrar tamarix gallica, tamarix africana, cañas y zarzas.

### Plazas y glorietas
Como parte del conjunto de elementos que conforman y configuran los sotos históricos, están las distintas plazas o glorietas. La más emblemática es la glorieta de las Doce Calles, que resulta fundamental en la configuración de todo ese espacio. Concebida por Juan Bautista de Toledo, se tienen noticias de la misma desde los años 70 del siglo XVI. Está constituida por una plaza circular, con plantación de árboles en todo su perímetro, que desde el siglo XVIII cuenta con un cerramiento circular, de 73 metros de diámetro, compuesto por muro bajo de piedra de Colmenar —interrumpido por doce aberturas frente a las doce calles—, pilastras y pilastrones de ladrillo, y valla de madera de tilo (de iroko desde su rehabilitación en 2011). Los pilastrones se rematan con copas, mientras que las pilastras presentan un adorno oval. Otra de las plazas es la de la puerta de Cirigata, situada al norte de la anterior, y que constituía el lugar de entrada al Real Sitio en época borbónica. De planta circular, presenta un cerramiento similar al de las Doce Calles, aunque su datación es posterior, de mediados del siglo XIX, y en lugar de piedra de Colmenar se utiliza piedra artificial.
Al suroeste de las Doce Calles, al final de la calle de la Princesa, se encuentra la plaza de Legamarejo. Ubicada junto al punto donde existía un puente sobre el antiguo cauce del Jarama, presenta una puerta realizada por Santiago Bonavía en 1756; esta formó parte de la tapia de piedra que, desde tiempos de Fernando VI, cerraba las huertas de Picotajo, y consta de cuatro pilastrones de ladrillo, similares a los de Cirigata y Doce Calles. Al sur de Legamarejo, en el otro extremo de la calle de Lemus, está la glorieta de los Mosquitos. En el siglo XVIII el Tajo discurría junto a ella y desde ese punto partía otra calle hacia la entonces Junta de los Ríos, donde había un mirador. Por último, en la calle de los Tilos se ubica la plaza del Bonetillo, en origen de planta cuadrada, y al final de la misma se encuentra la plaza de la Isleta, donde estaba el puente sobre el Tajo para acceder a la Isla y al Palacio.

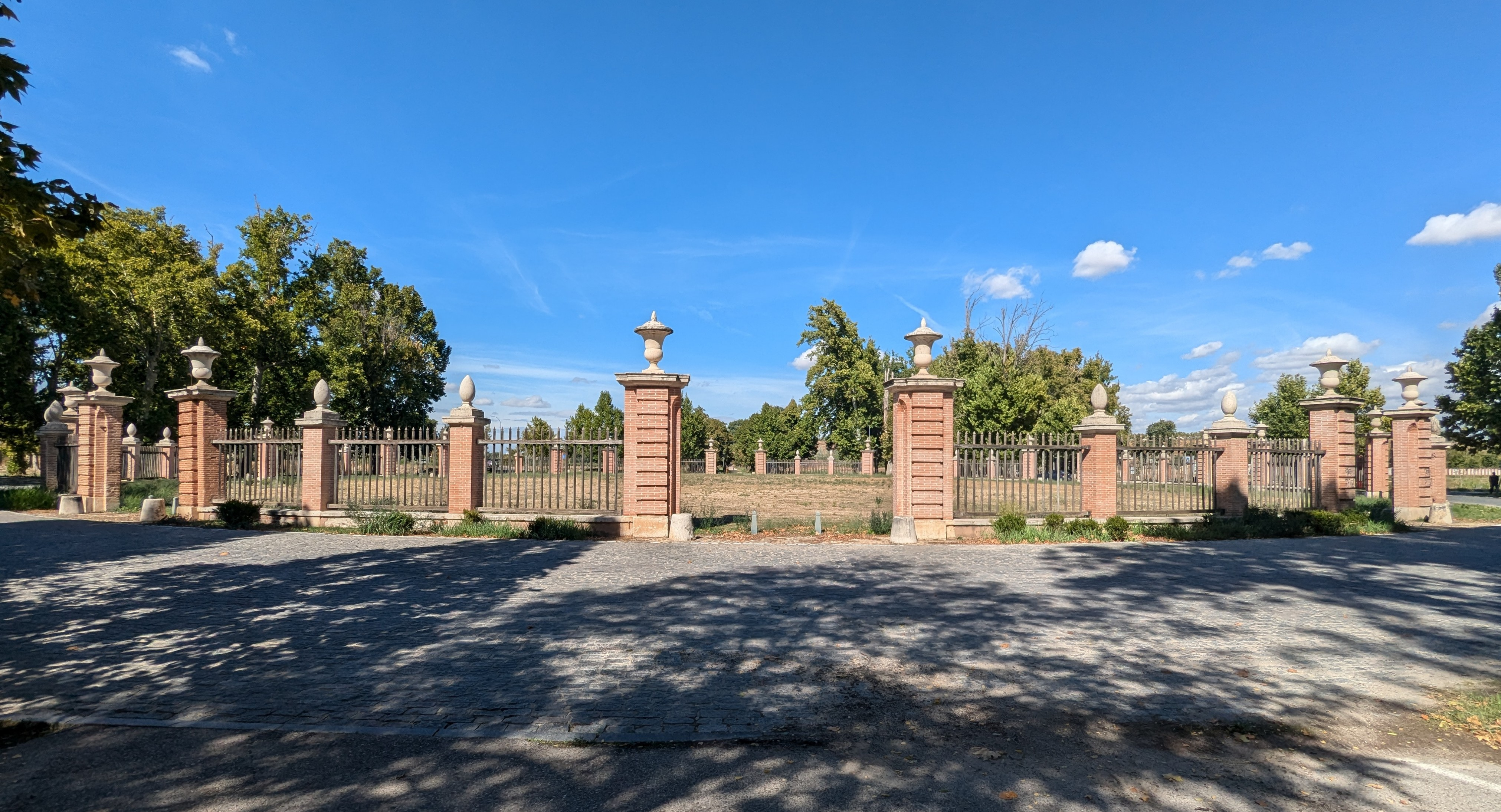
Glorieta de las Doce Calles
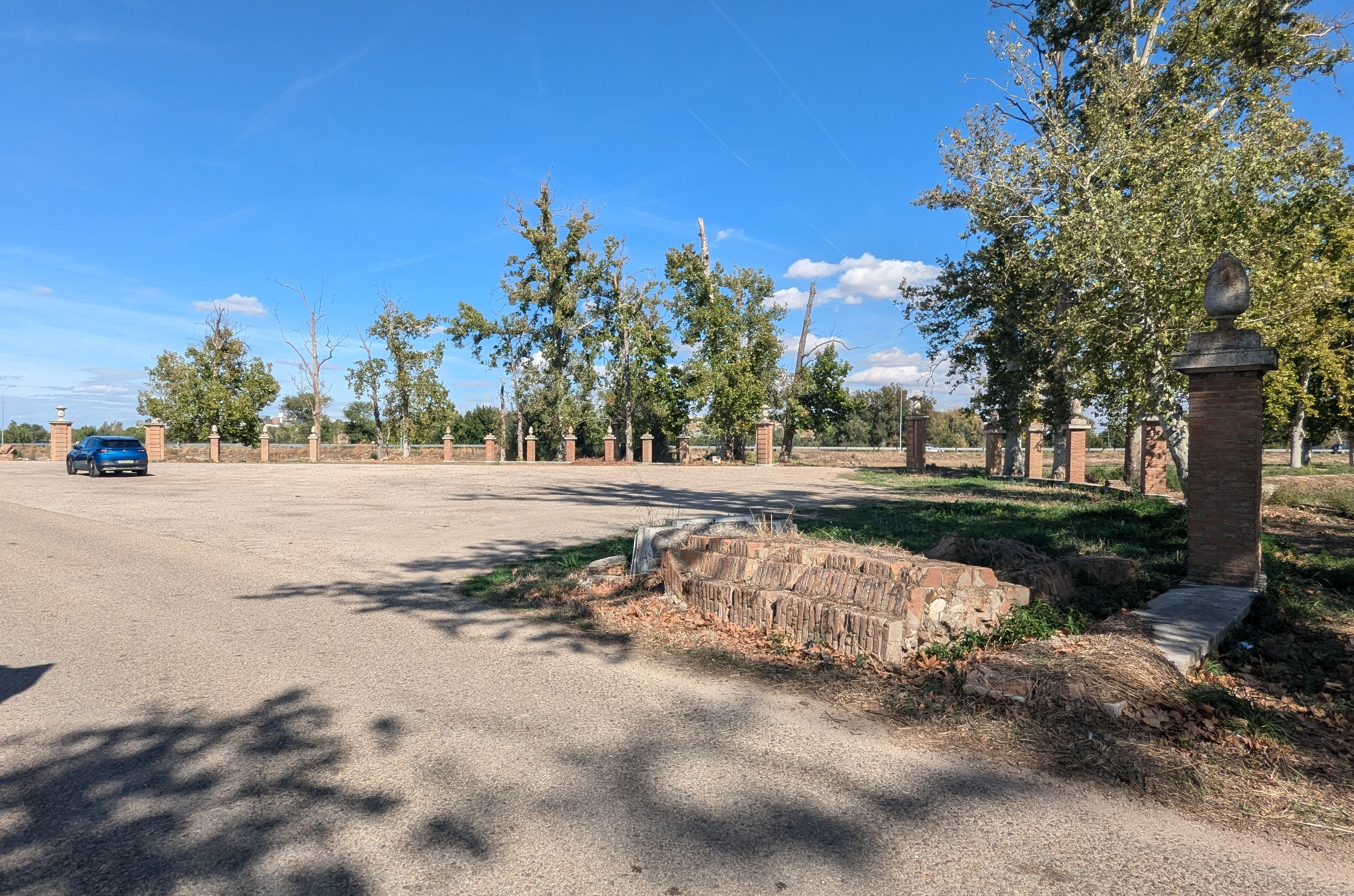
Plaza de Cirigata
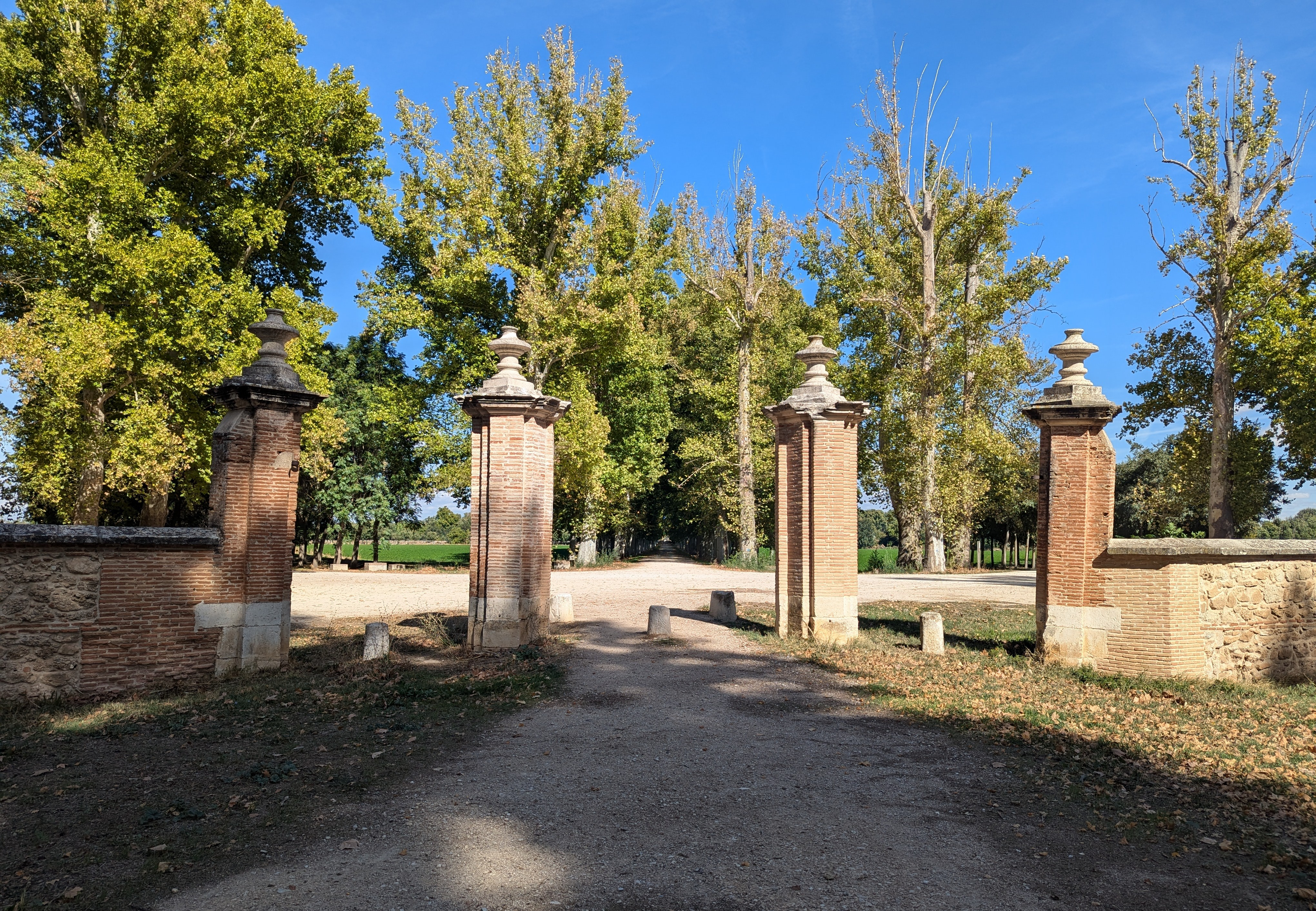
Puerta de Legamarejo

### Obras hidráulicas y sistemas de irrigación

#### Caz de la Azuda

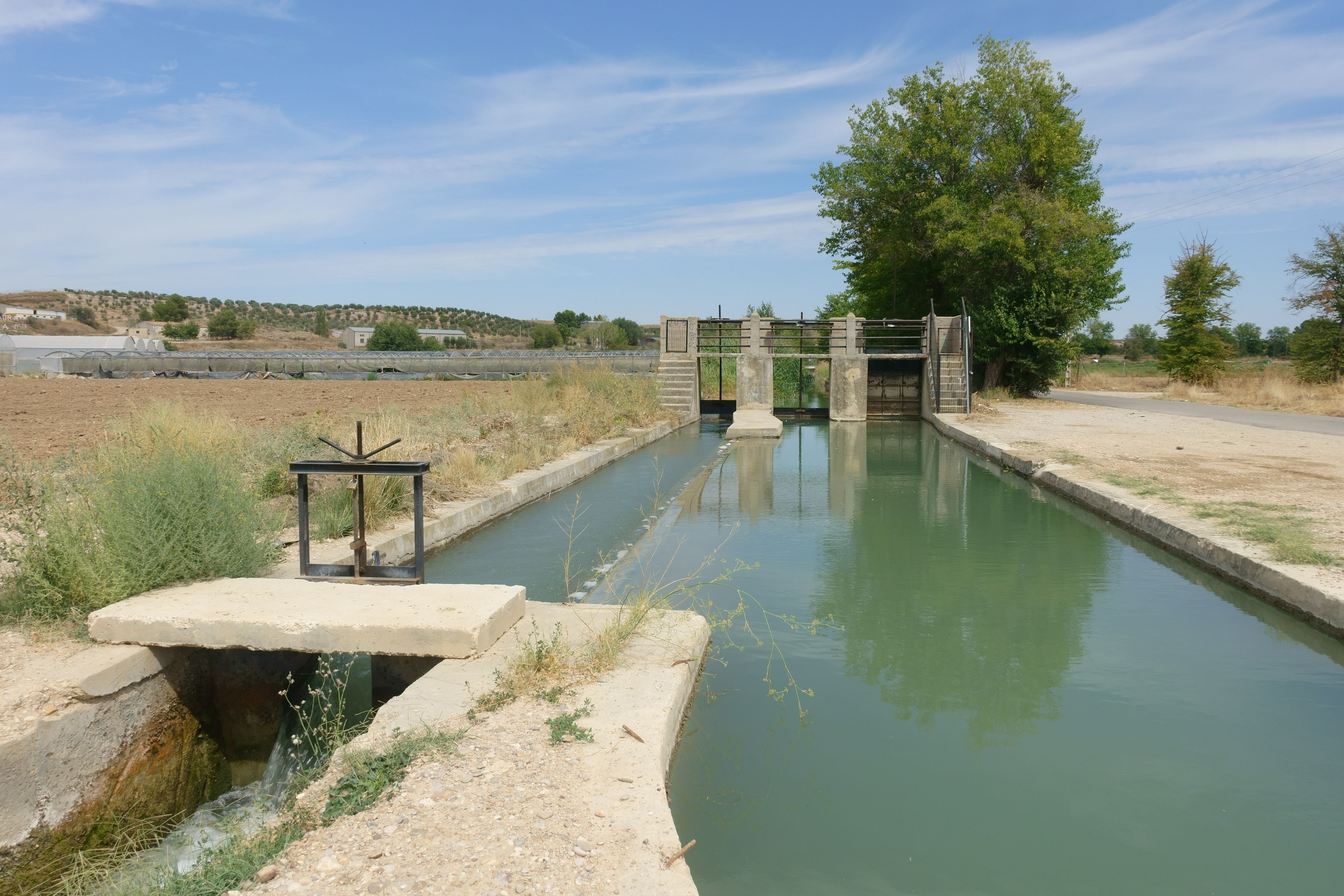
Cacera del canal de la Azuda

Trazado en la orilla derecha del Tajo a lo largo de casi ocho kilómetros, fue mandado construir por Felipe II en una fecha desconocida, aunque las distintas teorías datan su construcción entre 1535 y 1572. Arranca 350 metros aguas arriba de la presa del Embocador y después de regar los cultivos y huertas del Cortijo, del Rebollo, de las Tejeras y de Picotajo —donde el agua se deriva a través de caceras—, desagua en el río Jarama. A la altura del Cortijo recibe las aguas de los canales de la Cola Alta y la Cola Baja, cuyo inicio se encuentra en el canal del Tajo.

#### Presa de Palacio, Cascada y la Ría

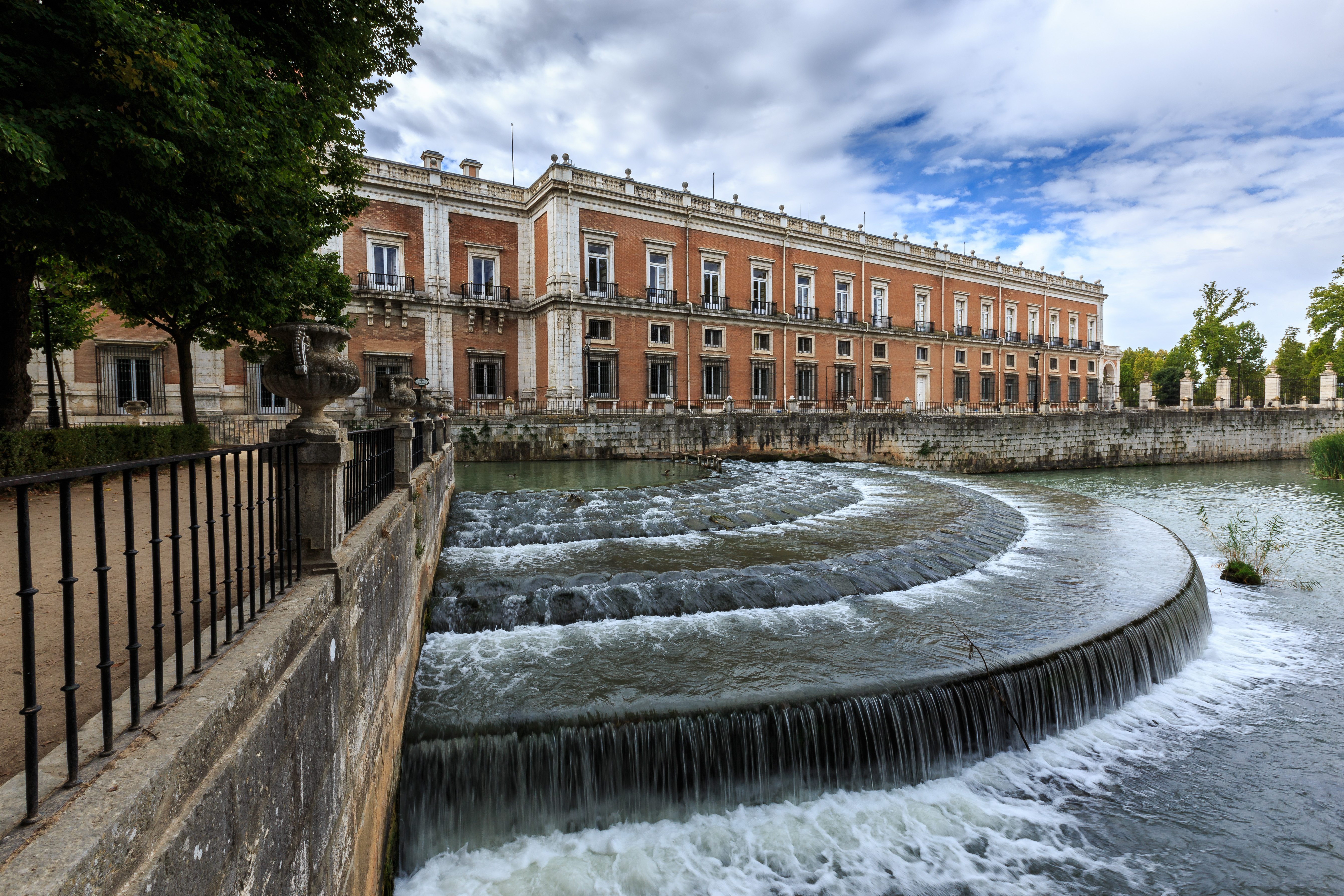
Cascada de las Castañuelas

La presa se construyó con una triple función: permitir la navegabilidad del Tajo, filtrar la entrada de agua a la Ría y formar un salto de agua que permitiera la instalación de molinos. Existen noticias de estos desde el siglo XVI, por lo que la presa y la Ría datarían de ese momento o incluso de finales del siglo XV, si bien la estructura existente fue definida por De Witte y Bonavía en 1751. 
La Ría tiene su antecedente en el canal de unos molinos existente desde el siglo XIV, y gracias a ella el brazo de tierra debido al meandro del Tajo se convierte en isla. En el tramo que discurre junto al palacio, Carlos III ordenó construir una cascada ornamental, la cascada de las Castañuelas, cuyo proyecto fue realizado por Caro Idrogo y su construcción finalizó en 1753; se trata de un conjunto de plataformas semicirculares, a distinto nivel, con dos series de piedras que producen el encrespamiento del agua.

#### Molino
Tras la concesión otorgada por Fernando VII a una empresa privada, aguas abajo de la presa de Palacio —en el mismo sitio donde previamente se emplazaba un molino— se levantó una fábrica de harinas (El Puente) con seis piedras de moler y maquinaria de diseño inglés. Se inauguró en 1830 y su entorno estaba ajardinado. Posteriormente sufrió distintas modificaciones hasta que finalmente fue derribada en 2001.

#### Puente de la Reina

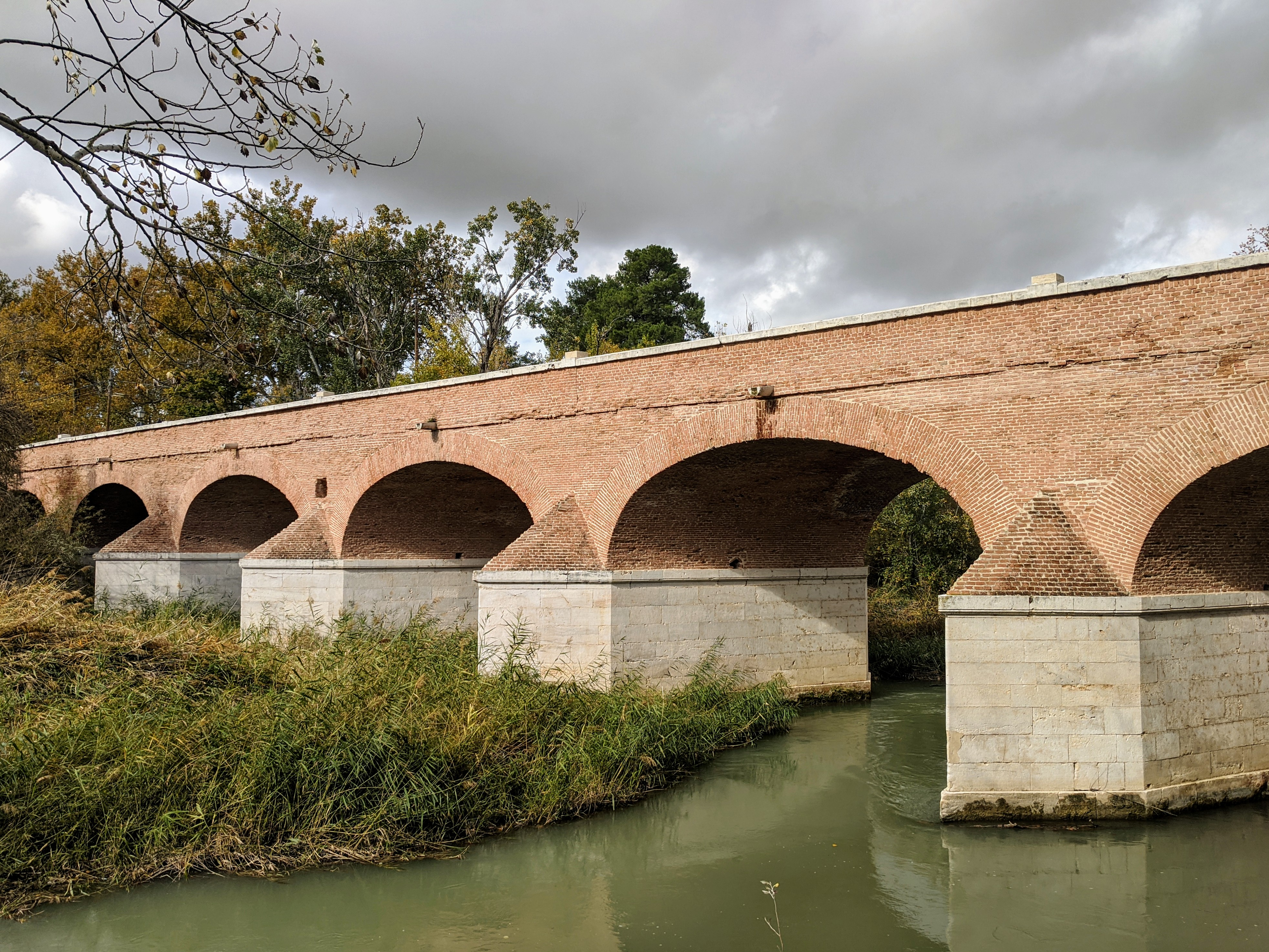
Puente de la Reina

Puente de la Isleta

Se encuentra al final de la calle de la Reina, tres kilómetros al este del conjunto palaciego. En el mismo lugar existieron anteriormente otros puentes de madera, al menos desde el siglo XVI, cuando Luis de Vega trazó la calle hacia 1551. En 1774, Carlos III ordenó que se hiciese de cantería para asegurar el paso del Tajo en los periodos de crecidas del río, ya que en ocasiones el puente Verde también quedaba inutilizado, cortando la comunicación de la Corte con el sur peninsular. El proyecto fue ejecutado por Manuel Serrano, pero en 1776, con los machotes y contrafuertes ya finalizados con piedra de Colmenar, se suspendió la obra y se instaló un suelo provisional de madera. Finalmente, y tras los destrozos y reparaciones sufridas tras la guerra de la Independencia, en 1847 se completaron los arcos, antepechos y estribos con ladrillo. Está formado por seis ojos, con arcos carpaneles de 8,5 metros de luz, tajamares triangulares y tablero de 6,2 metros de anchura.

#### Puente de la Isleta
El principal acceso de la Corte al Real Sitio, establecido cuando este se constituyó en el siglo XVI, se producía a través de un puente sobre el Tajo, en el extremo oeste del jardín de la Isla, y tras cruzar este y la ría seguía por la calle de Madrid hasta el Palacio. Sin embargo a finales del siglo XVII estaba muy deteriorado por lo que en 1728 se construyó, aguas abajo, el puente Verde, que permitía cruzar el río sin pisar la Isla. Con el fin de recuperar el antiguo camino, Santiago Bonavía propuso en 1748 un proyecto con dos puentes de madera apoyados en la Isleta y portadas de cantería en sus extremos. Este proyecto fue abandonado pero en 1750 se levantó una portada en el acceso desde la calle de Madrid; realizada en ladrillo y piedra de Colmenar, se compone de dos exedras enfrentadas, con pilastras toscanas y decoradas con jarrones de mármol, y se cierra con una puerta de rejería realizada por Francisco Barranco. Así mismo, al año siguiente se levantó el puente sobre la ría, aún en pie, construido en ladrillo y con un solo arco de piedra de Colmenar.

### Trazado urbano

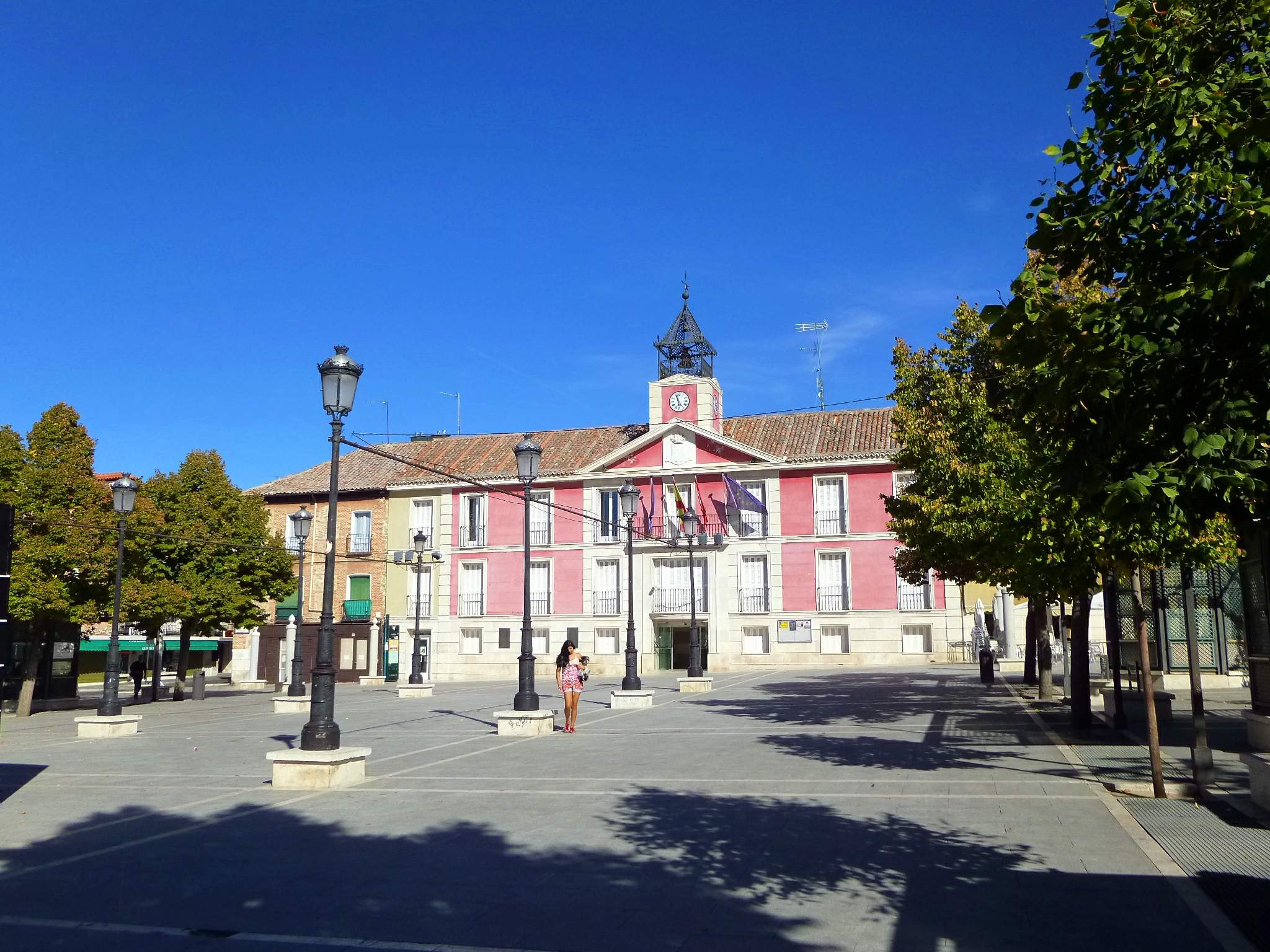
Plaza de la Constitución

Hasta el siglo XVIII estuvo prohibido residir en el Real Sitio, a excepción de la Corte y sus sirvientes; además del Palacio y la Casa de Caballeros y Oficios, solo había dos espacios ordenados —el Raso de la Estrella y la plaza de Parejas— y unas pocas casas en lo que sería la plaza de San Antonio. Sin embargo, a mediados de ese siglo, Fernando VI emprendió la iniciativa de crear una nueva ciudad, cuyo diseño y ejecución estuvo en manos de Santiago Bonavía. Este, por un lado, trazó un tridente desde el palacio (oeste-este), compuesto por las calles Reina, Príncipe e Infantas, a partir de la existencia previa de la primera. Perpendicular a ese eje, ubicó la plaza de San Antonio, en línea con el puente de Barcas y el camino de Andalucía (norte-sur). Al oeste de esa plaza, Bonavía destinó el terreno a huertos y jardines, mientras que en su parte oriental fue donde trazó la nueva ciudad. Esta se componía de una retícula de manzanas centrada alrededor de otra plaza, la de Abastos.
La consolidación del núcleo urbano se debió a Carlos III, quien impulsó la finalización de las obras iniciadas por su predecesor y bajo cuyo reinado la ciudad creció al sur del trazado de Bonavía. La dirección de los trabajos estuvo en manos de Jaime Marquet, quien sucedió a Bonavía en 1760, y de Manuel Serrano, que reemplazó a Marquet en 1774. Bajo Carlos IV, que dedicó especial atención a los jardines, fue Juan de Villanueva el encargado de ejecutar nuevas obras en un momento de gran auge constructivo. En 1801 comenzó la numeración de los bloques y la colocación de los nombres de las calles. Su imagen cambió poco bajo Fernando VII. El conjunto se caracterizó por su regularidad y uniformidad; la altura variaba entre uno y tres pisos, con palacios de gran tamaño, casas unifamiliares y bloques de dos pisos dispuestos en torno a patios. A lo largo del siglo XX, la falta de mantenimiento y la construcción de edificios que no respetaron las normas preexistentes llevaron a un cierto deterioro del paisaje urbano; esto se suplió a finales de siglo con la aprobación de planes especiales que regulan las nuevas construcciones.

### Plaza de San Antonio

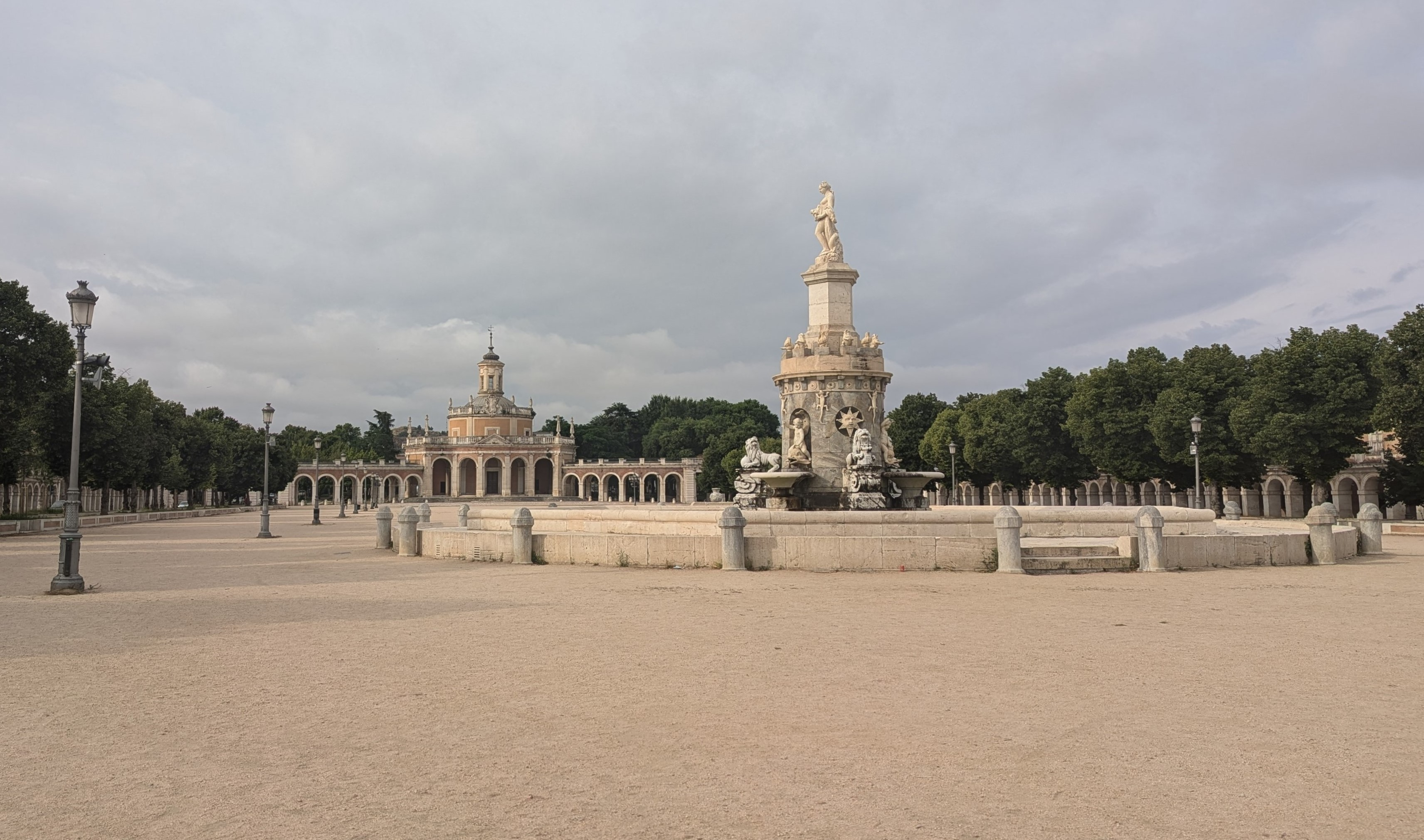
Vista parcial de la plaza de San Antonio

El espacio que ocupa, antes de su realización, era una extensión sin allanar y bastante accidentada, en la que se alzaban antiguas construcciones, casas y establecimientos comerciales que daban servicio a la comitiva que acudía a Aranjuez con motivo de las jornadas reales. Sin embargo, hacia 1745 se había decidido una reordenación de los accesos a Aranjuez y para el público la entrada sería por el puente de Barcas, por lo que ese espacio sería la antesala de entrada a la ciudad. Además, de cara al abastecimiento de agua de la población, se instalaría una fuente en el centro de la plaza. Ambas razones motivaron la creación de una plaza principal que sirviera igualmente como elemento de conexión entre el conjunto palaciego y la nueva ciudad. El proyecto corrió a cargo de Santiago Bonavía y su ejecución tuvo lugar entre 1750-1752.

#### Casa de Caballeros y Oficios

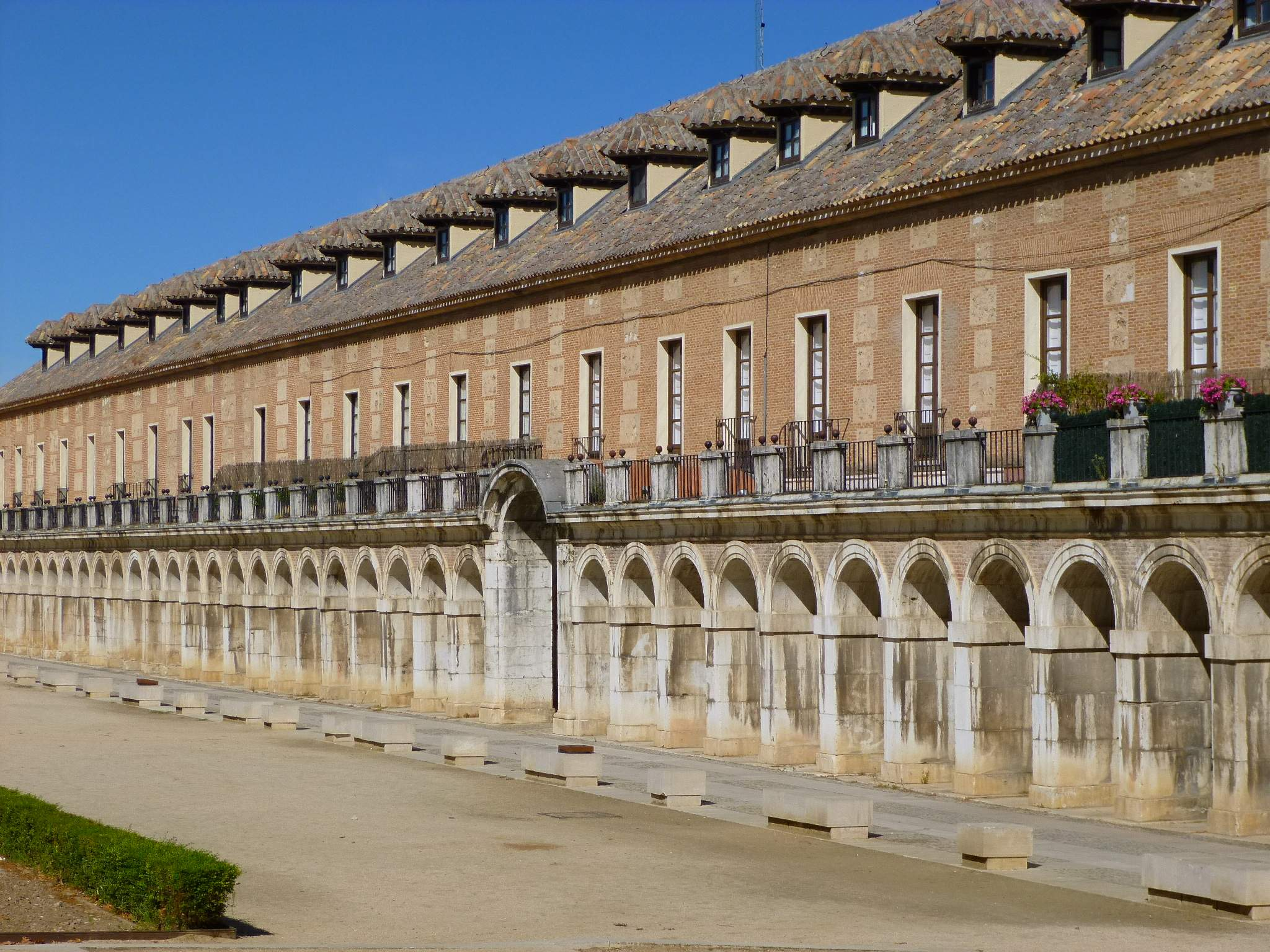
Fachada occidental de la Casa de Caballeros y Oficios

Su construcción se remonta a 1584. Se trata de un conjunto de dependencias auxiliares organizadas en torno a dos patios; el situado al norte se destinó a Oficios de Boca de Su Majestad y se complementó con pequeños patios adosados en sus ángulos: al noroeste el patio de la cocina del rey, al noreste el de la panetería, al suroeste el de la botica y al sureste el de la sausería, confitería y ramillete. Además, las casas fueron ocupadas por criados y oficiales menores, como el cura de palacio, el médico de cámara, vidrieros, escuderos y el propio arquitecto del Real Sitio. Las obras de este primer patio terminaron a principios del siglo XVII de la mano de Juan Gómez de Mora quien, a continuación, inició la construcción del nuevo patio —Caballeros—, destinado al alojamiento de caballeros con cargo en la corte, como el mayordomo mayor, el mayordomo de semana y los gentilhombres de cámara. La nueva construcción, de mayor altura, se adosó a la primera y sus obras progresaron notablemente de la mano de Santiago Bonavía como arquitecto, quien siguió las trazas renacentistas dadas en su momento por Juan de Herrera. El uso del arco herreriano bordeando todo el conjunto unifica su estilo con el del palacio, a lo que contribuye también el uso bicromático del ladrillo y la piedra blanca. Todo el edificio estaba terminado en 1770.

#### Fuente de Mariblanca

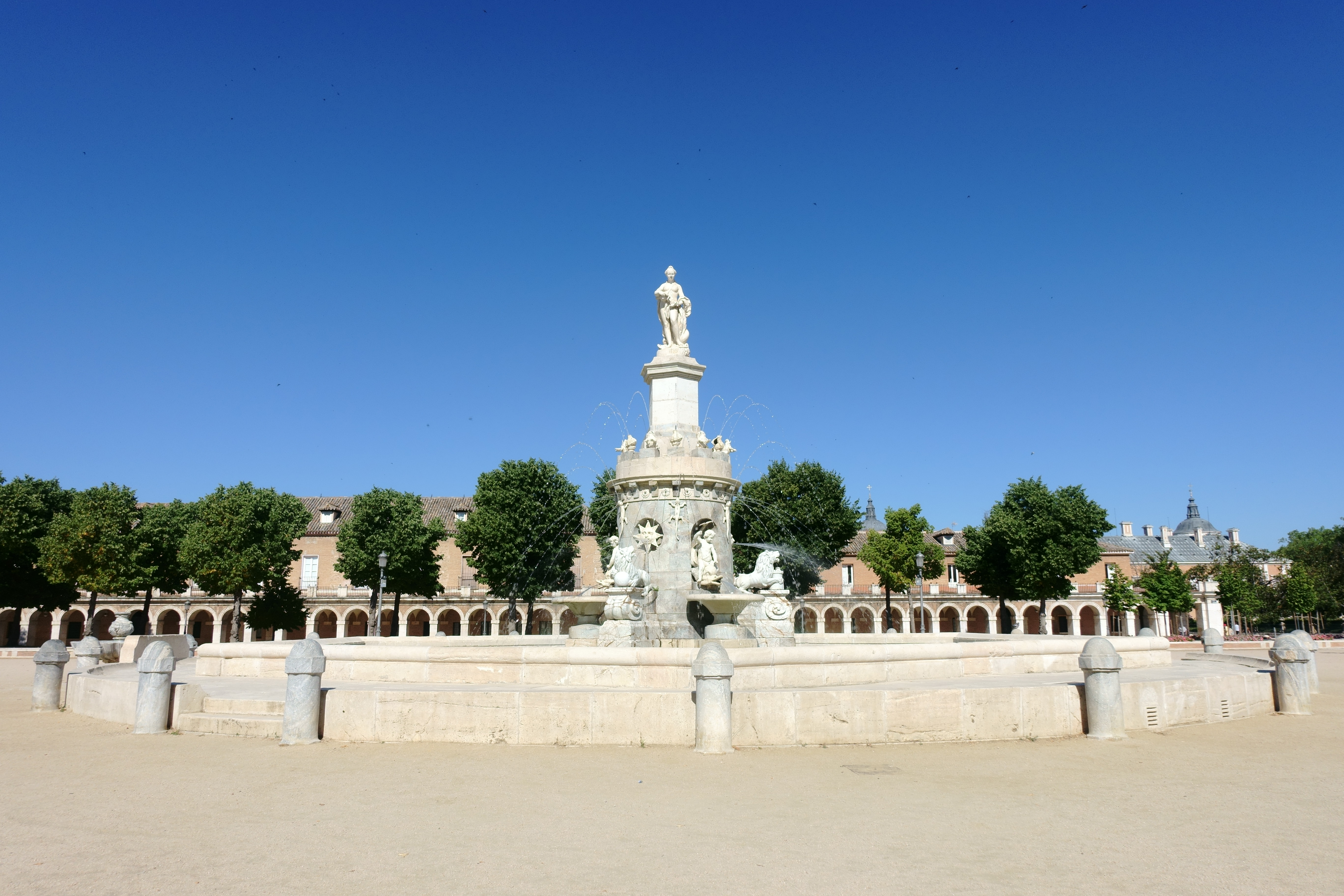
Fuente de la Mariblanca

Proyectada por Santiago Bonavía, en origen fue concebida como un monumento a Fernando VI, con una estatua del soberano en lo alto de una estructura triangular, a cuyos pies se situaban tres leones, obra de Juan Domingo Olivieri. Así no solo expresaba el dominio del monarca sobre el Sitio, sino que también recibía a los visitantes que entraban por el puente de Barcas. En 1760 Carlos III ordenó retirar la estatua del rey —ubicada posteriormente en la plaza de París, en Madrid—, y en su lugar se colocó una «Venus» realizada por Juan Martínez Reina entre 1761-1762, también llamada Mariblanca por su parecido con la existente en Madrid. Presenta símbolos alusivos al agua, como un jarro que deja caer el líquido sobre una concha, un delfín a sus pies y el agua de donde ella misma emerge. La última transformación tuvo lugar entre 1831 y 1836 de la mano de Isidro González Velázquez; el cuerpo triangular se transformó en cilíndrico y en el basamento circular abrió tres hornacinas, con niños a lomos de delfines. Posteriormente se giró la mirada de la figura hacia el sur, constituyéndose como contrapunto de la iglesia de San Antonio.

#### Iglesia de San Antonio

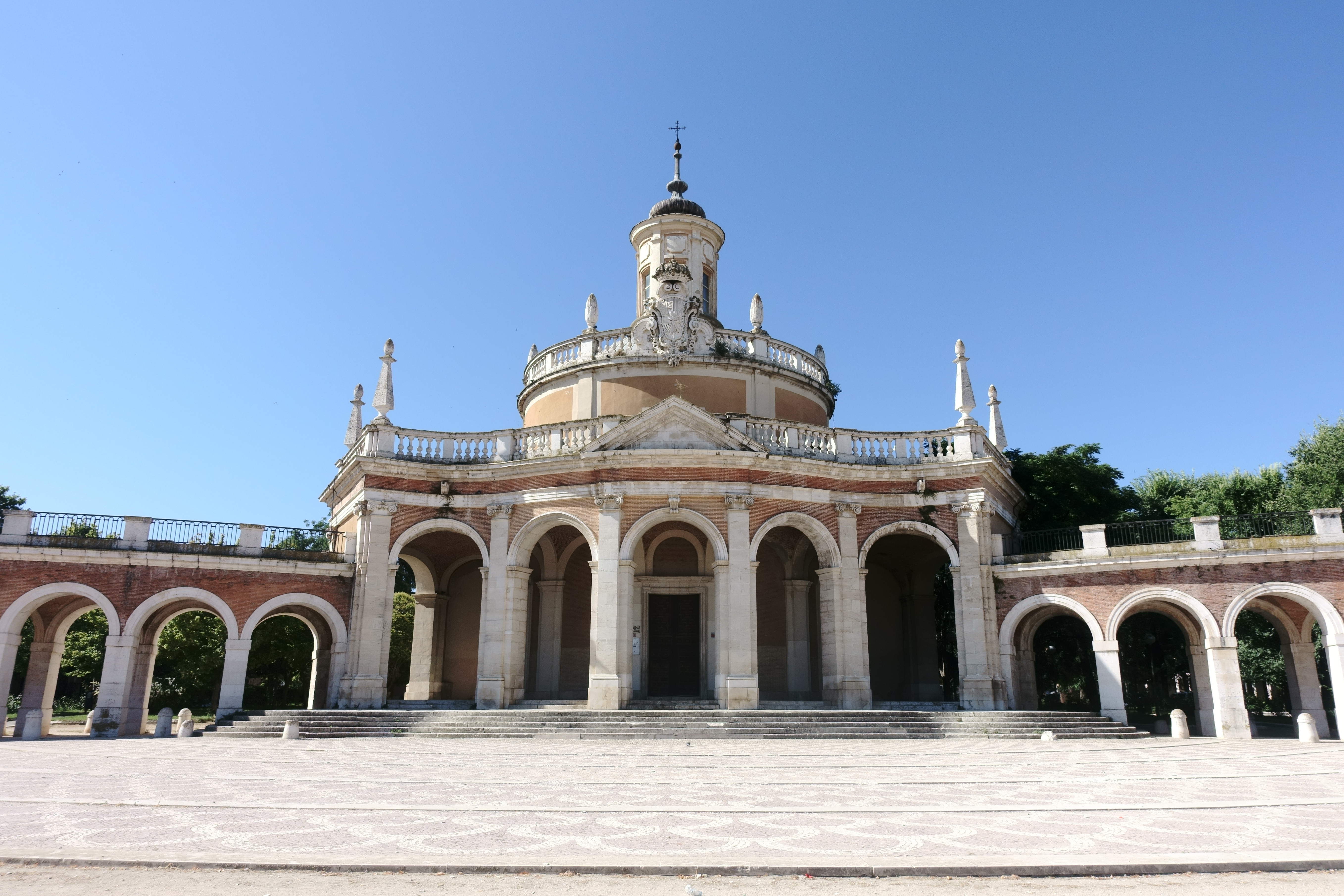
Vista exterior de la iglesia

Configurada como cierre sur de la plaza de San Antonio, fue construida en 1752-53 según un proyecto de Santiago Bonavía con el objetivo de satisfacer las necesidades religiosas de la población y de la Corona. Se trata de un templo de planta circular, cuya fábrica es de ladrillo y piedra de Colmenar, en el cual destaca especialmente su fachada. Esta presenta una composición a modo de arco de triunfo, con cinco vanos de medio punto entre pilastras jónicas, y sobre ellos arquitrabe de piedra, friso de ladrillo y cornisa de piedra, sobre la que apoya una balaustrada, y en el centro un frontón. Su línea es ondulante, con los extremos cóncavos y el centro convexo, lo cual le da una sensación de movimiento. Por encima de la fachada sobresale el tambor cilíndrico, rodeado por una balaustrada y decorado con adornos en forma de alcachofa y un escudo real, y como remate superior una linterna cilíndrica que culmina en un chapitel bulboso. En los ángulos de su cabecera, y en conexión con las galerías laterales de la plaza, Jaime Marquet proyectó en 1768 cuatro pórticos serlianos —nombrados así por Sebastiano Serlio—, los cuales constan de un vano principal, en arco carpanel, flanqueado por dos vanos menores adintelados.

#### Casa de Infantes

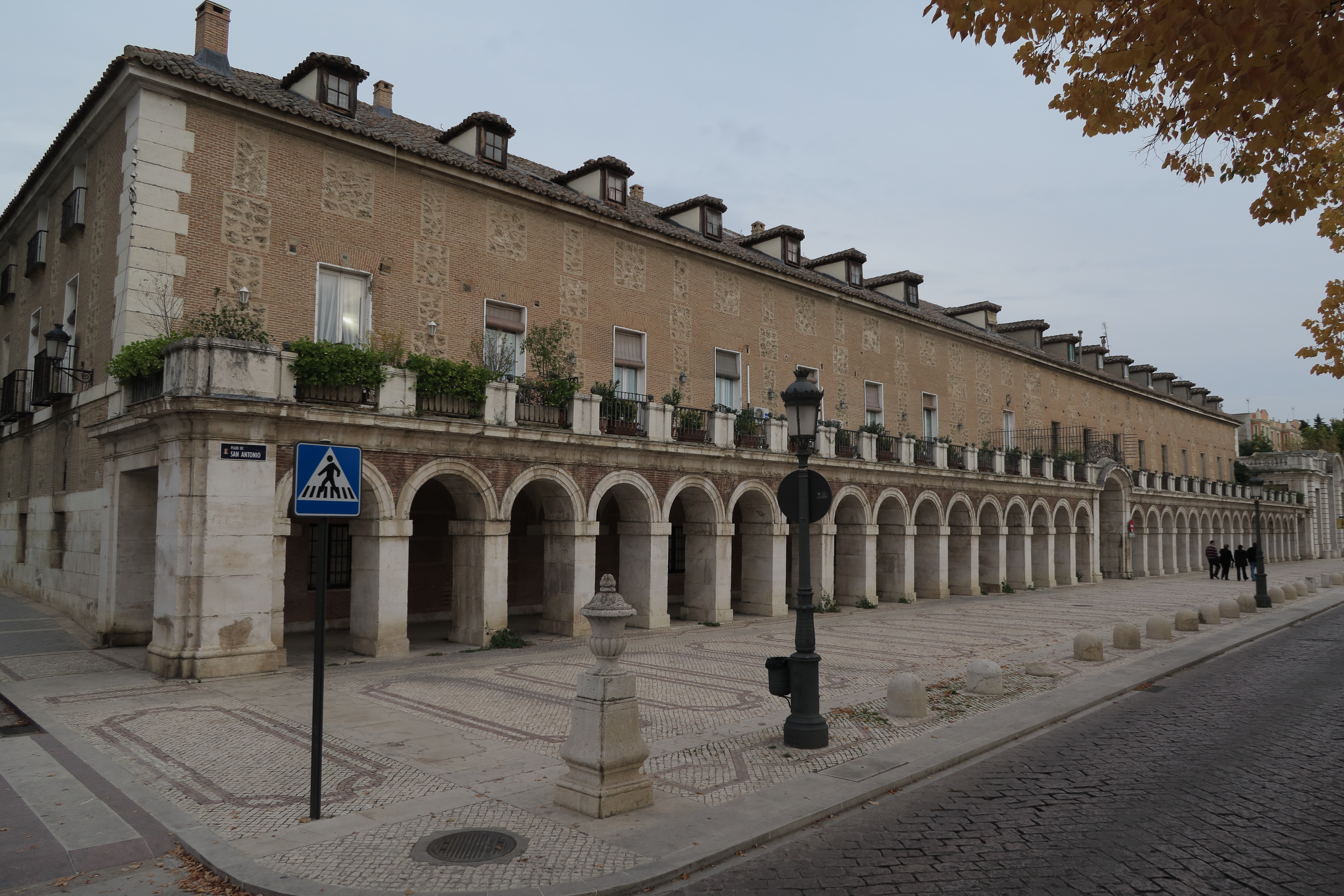
Fachada de la casa de los Infantes a la plaza de San Antonio

Su construcción tuvo lugar entre 1769 y 1772 según un proyecto de Manuel Serrano. Se trata de un edificio de planta cuadrada, con patio central porticado, y cuenta con piso bajo, primero, segundo y desván (a ellos se añade un semisótano en las fachadas septentrional y meridional). Su fachada occidental, con vistas a la plaza, presenta una galería a imitación de la Casa de Caballeros y Oficios. Está construida en ladrillo, con piedra en los zócalos, esquinas y cornisa. El edificio estaba destinado a la comitiva de los infantes Gabriel, Antonio Pascual y Francisco Javier; tras el fallecimiento de este en 1771 y de Gabriel en 1788, Antonio Pascual mantuvo la casa hasta 1817. Incautada por la Corona a sus herederos (Carlos Mª Isidro y Sebastián Gabriel), entre 1834 y 1859 funcionó como Colegio de Huérfanas. En ese último año, la mitad sur fue devuelta a Gabriel, y desde entonces hasta 1979 —año en que fue adquirida por el Ayuntamiento— perteneció a sus descendientes, mientras que la Corona retuvo desde entonces la mitad norte, separadas ambas por una tapia y con acceso independientes.

#### Jardín de Isabel II

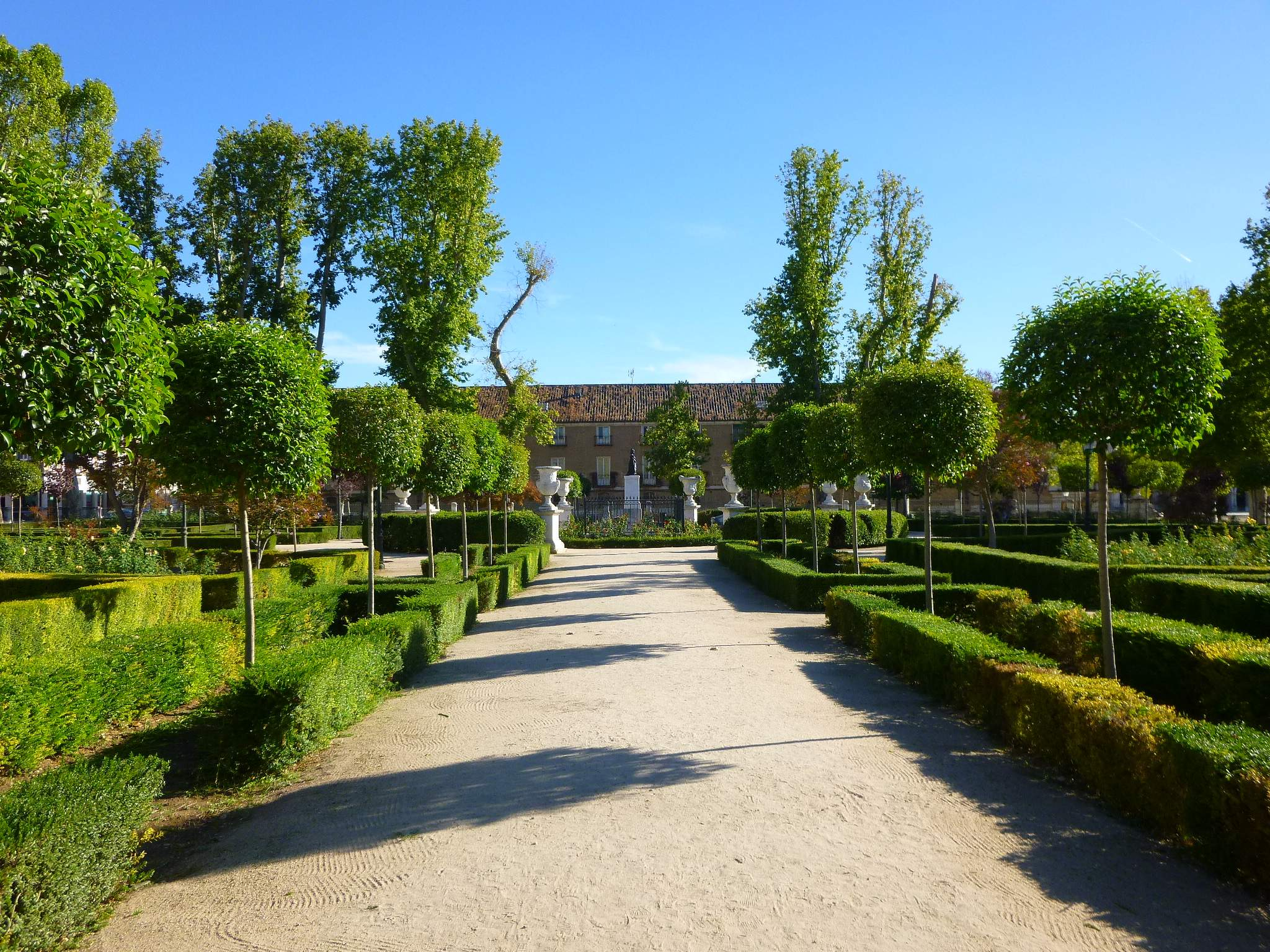
Jardín de Isabel II

Ubicado en una manzana del trazado urbano, constituyó el primer espacio ajardinado de uso público de Aranjuez y posiblemente uno de los primeros de España. Previamente, el solar era utilizado para descanso de caballerizas; sin embargo, a principios del siglo XIX se decidió embellecer el espacio. Se trazó un esquema en forma de cruz, con dos calles perpendiculares unidas en una plaza circular. Cada cuadro resultante se divide a su vez en cuatro cuadros. Tanto las avenidas principales como la plaza se acompañan de platabandas y se bordean de mirto. En la plaza se ubican ocho bancos de piedra, obra de Sabatini, y ocho vasos de Jean Thierry, y en el centro, tras una verja de hierro, una escultura en bronce de Isabel II niña sobre un pedestal de mármol. La obra fue promovida por el embajador francés Juan Luis Brunet y realizada por Desboeufs y L. Ravrio.

### Palacios de la nobleza

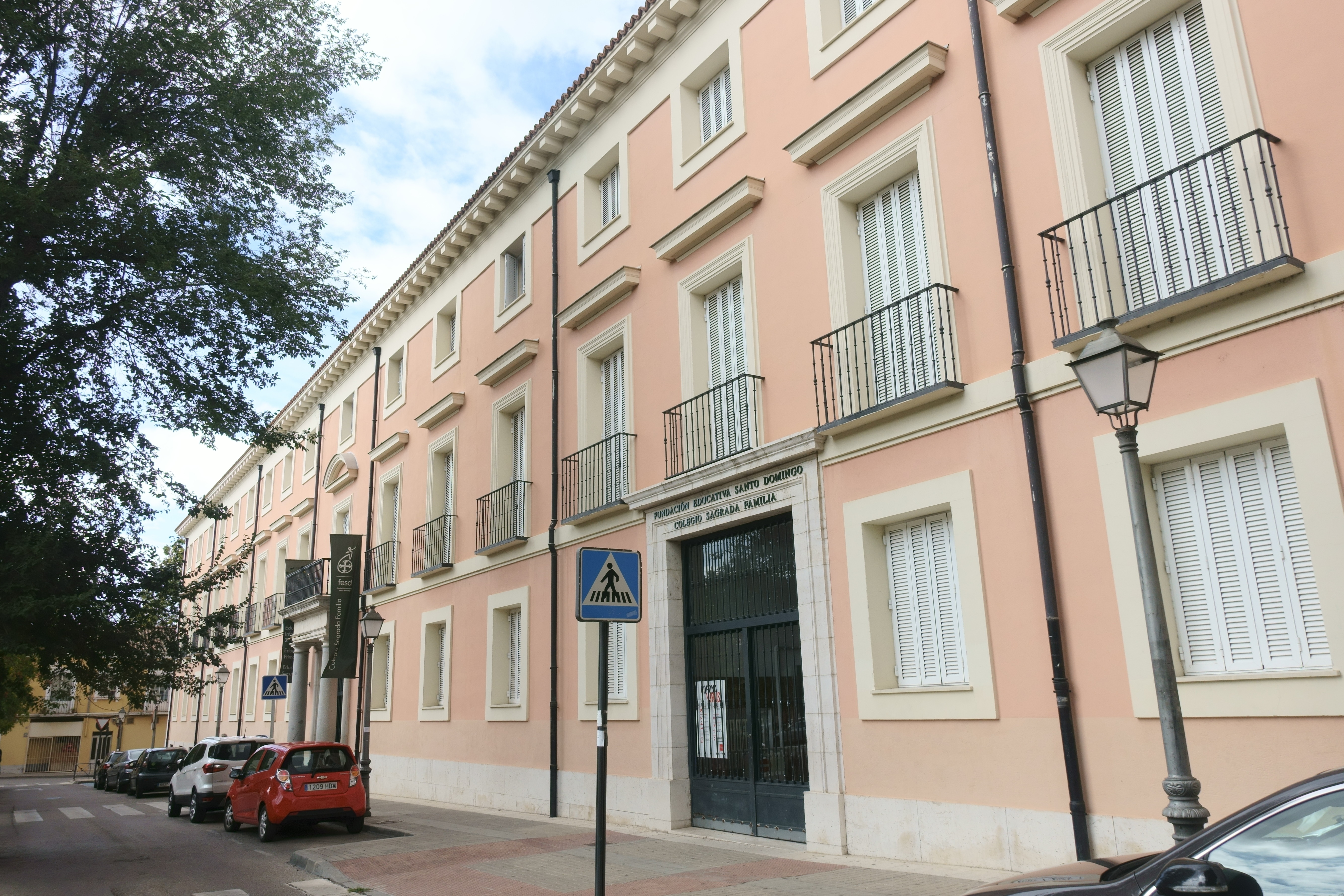
Fachada del palacio de Godoy

#### Palacio de Godoy
Forma parte de la manzana 1 del plan general de 1750. La primera edificación, atribuida a Jaime Marquet, databa de 1761 y era la Casa de Capellanes, construida por iniciativa real para alojar al capellán de palacio y al párroco de Alpajés. Constaba de dos edificios medianeros, con entradas independientes, cada uno con su patio. En 1781, Carlos III vendió las casas al Marqués de Llano, quien reformó el conjunto para transformarlo en un solo edificio. En ese momento se levantaron los alzados existentes bajo las pautas neoclásicas de Juan de Villanueva. En 1792, el Marqués vendió la casa a Manuel Godoy; este amplió el edificio en superficie y en altura, con un segundo piso y desván, mientras que en la planta baja construyó un pórtico dístilo in antis. En 1800 Godoy vendió el edificio a Carlos IV, y en 1825 Fernando VII se lo cedió a su hermano Francisco de Paula, que lo conservó toda su vida y pasó posteriormente a sus hijos. En 1902 se encontraba transformado en el Gran Hotel de Pastor, y esa función se mantuvo hasta la guerra civil. Por último, en 1952 fue adquirido por las Hermanas de la Sagrada Familia de Burdeos, que lo dedicaron a colegio femenino, y desde entonces mantiene su función educativa.

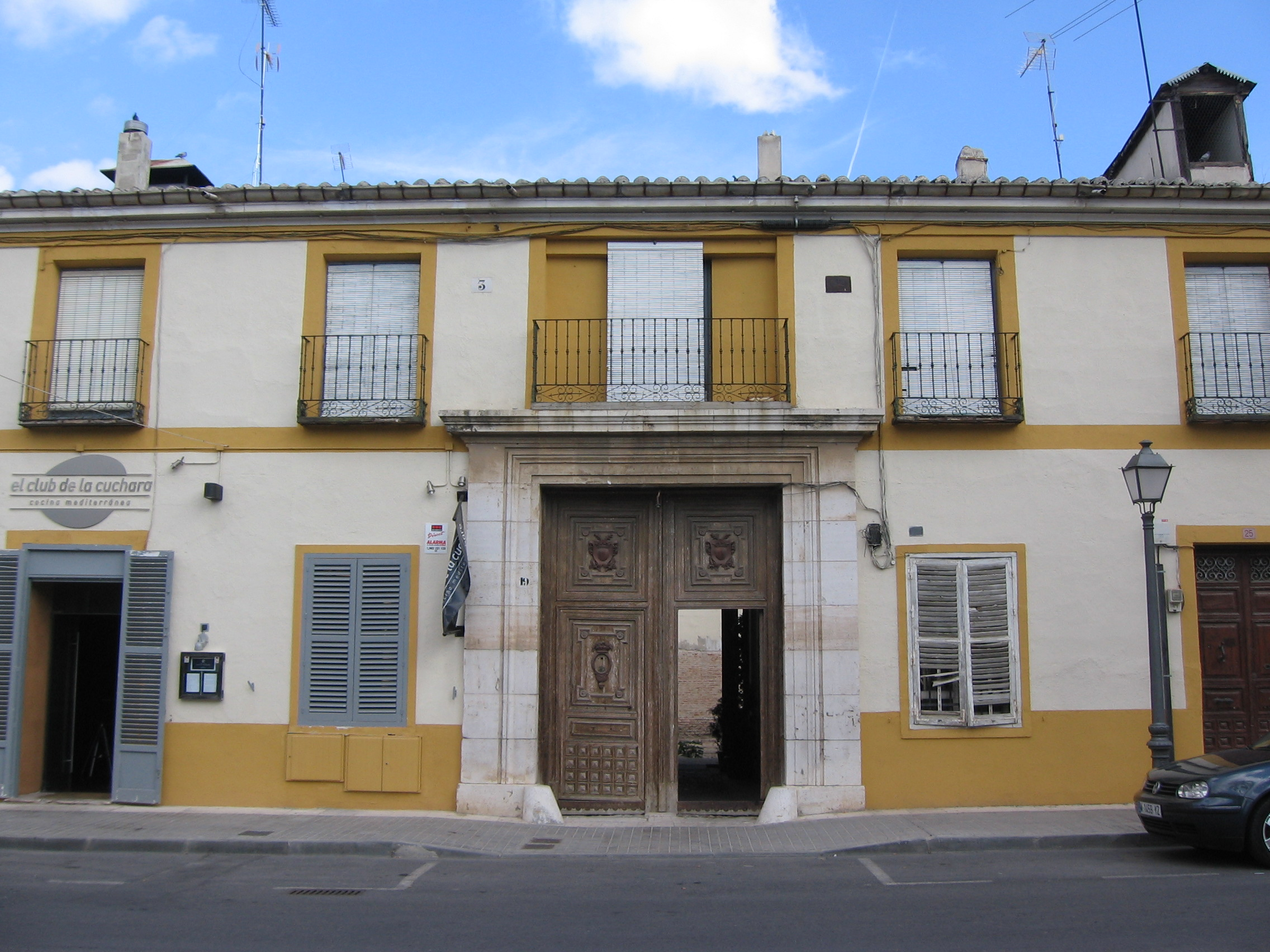
Fachada oriental del palacio de Osuna en 2006

#### Palacio de los Duques de Osuna
Se sitúa entre las calles de la Reina y del Príncipe, colindante con el palacio de Godoy. En 1750, por iniciativa real, se ordenaba construir una casa para Farinelli; su portada, abierta al este, presentaba dos niveles, ventanas enrejadas en el inferior y balcones en el superior, y en el centro la entrada, con arco carpanel y entre pilastras dóricas. Al lado de la casa se levantó otro edificio destinado a caballerizas, y en ambos se siguieron las trazas de Santiago Bonavía. Cuando Carlos III llegó al trono, Farinelli vendió la casa y regresó a Italia. Fue comprada por la Corona y tanto la casa como su adyacente fueron vendidas en 1787 a los duques de Osuna, quienes reformaron y unificaron el conjunto en un solo edificio bajo la dirección de Juan de Villanueva. El acceso principal se trasladó a la fachada meridional y se construyó una nueva fachada hacia la calle de la Reina, con dos garitas octogonales en sus extremos. El palacio perteneció a la Casa de Osuna hasta finales del siglo XIX, momento en que fue vendida. En estado de abandono, en 2018 fue destruido por un incendio.

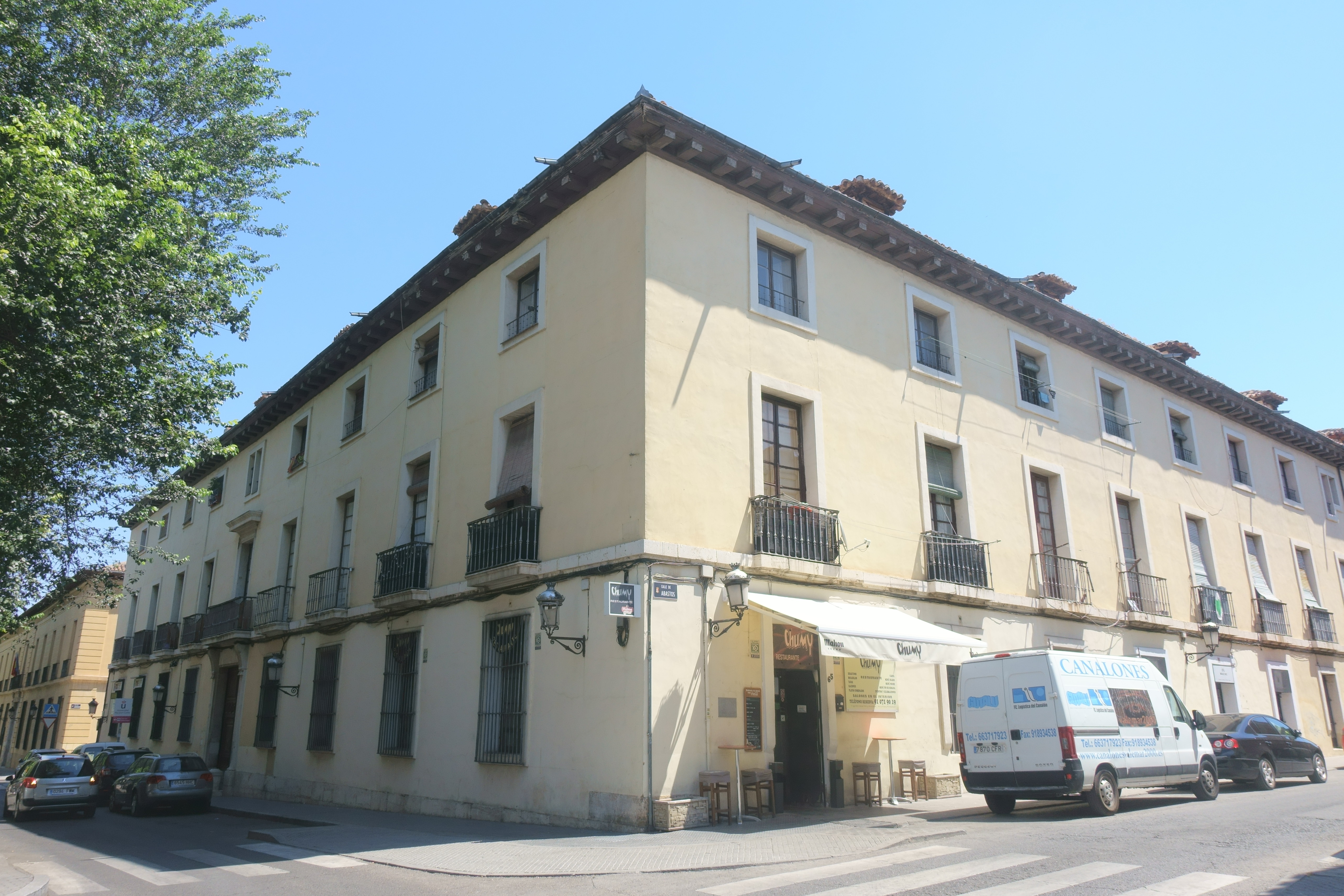
Vista general del palacio de Medinaceli

#### Palacio del Duque de Medinaceli
Ocupa una manzana completa entre las calles Abastos, Gobernador, del Rey y del Capitán. Se construyó en la última década del siglo XVIII para los duques de Medinaceli, Luis María Fernández de Córdoba y Gonzaga y Joaquina María de Benavides y Pacheco, quienes ocupaban cargos en la Corte y necesitaban alojamiento para su familia y servicio. Su autoría se atribuye a Juan de Villanueva. Se trata de un conjunto rectangular dividido en dos sectores, el residencial hacia el oeste y el auxiliar hacia el este. El primero presenta tres pisos más buhardillas, mientras que el segundo lo conforman dos pabellones en los ángulos. La fachada principal, a la calle del Capitán, se ordena simétricamente mediante portada, con pilastras a los lados y ménsulas que soportan un balcón, ventana y vano. Como elementos decorativos están la línea de imposta entre pisos, los marcos de los vanos y el zócalo, todos ellos en piedra de Colmenar. Tras la entrada se accede a un patio, con fuente en el centro.

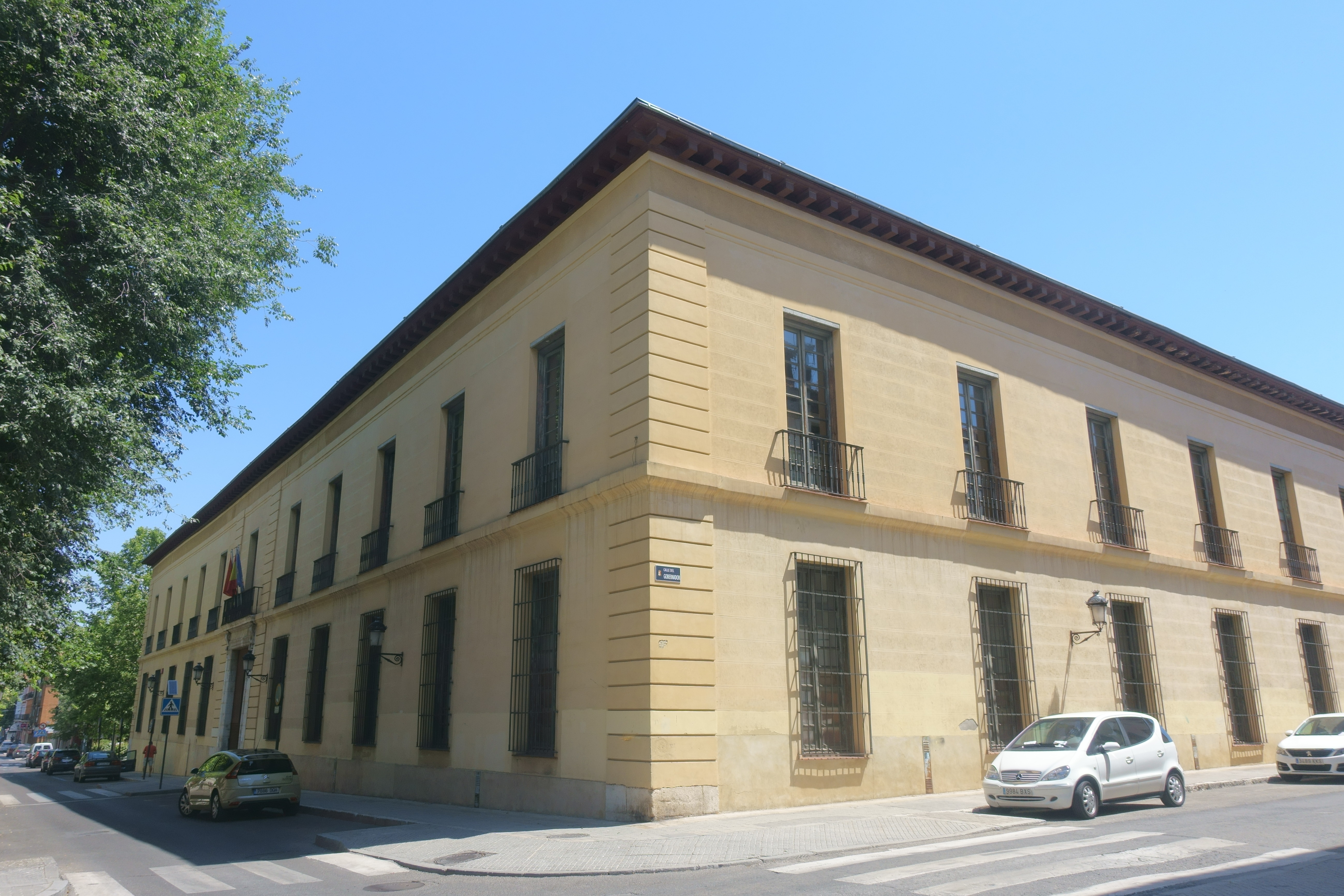
Fachada de las antiguas cocheras de la Reina Madre

#### Cocheras de la Reina Madre
Situado entre las calles del Rey, Gobernador, Capitán y la plaza de Abastos, se trata de un edificio de planta rectangular, de dos pisos, con portada de sillería y dintel adovelado. En el piso inferior presenta ventanas enrejadas y en el superior balcones. Se construyó, bajo la dirección de Jaime Marquet, entre 1758 y 1765 para cocheras, caballerizas y habitaciones de los criados de Bárbara de Braganza. Tras el fallecimiento de esta, Carlos III lo acabaría destinando al servicio de su madre Isabel de Farnesio. En 1811 sufrió un incendió, en el contexto de la guerra de la Independencia, y no se reconstruyó hasta 1832-1833 de la mano de Isidro González Velázquez. En 1886, la reina María Cristina lo cedió para colegio de huérfanos del cuerpo de Infantería. En 1985 pasó a la Comunidad de Madrid y entre 1986 y 1992 se llevó a cabo una remodelación, según el proyecto de Juan José Echeverría Jiménez y Enrique de Teresa Trilla, para su conversión en el Centro Cultural Isabel de Farnesio; se vació el interior, conservando fachadas y cubierta, y se sustituyó la crujía intermedia por una nueva construcción que alojaría un auditorio y un salón de actos.

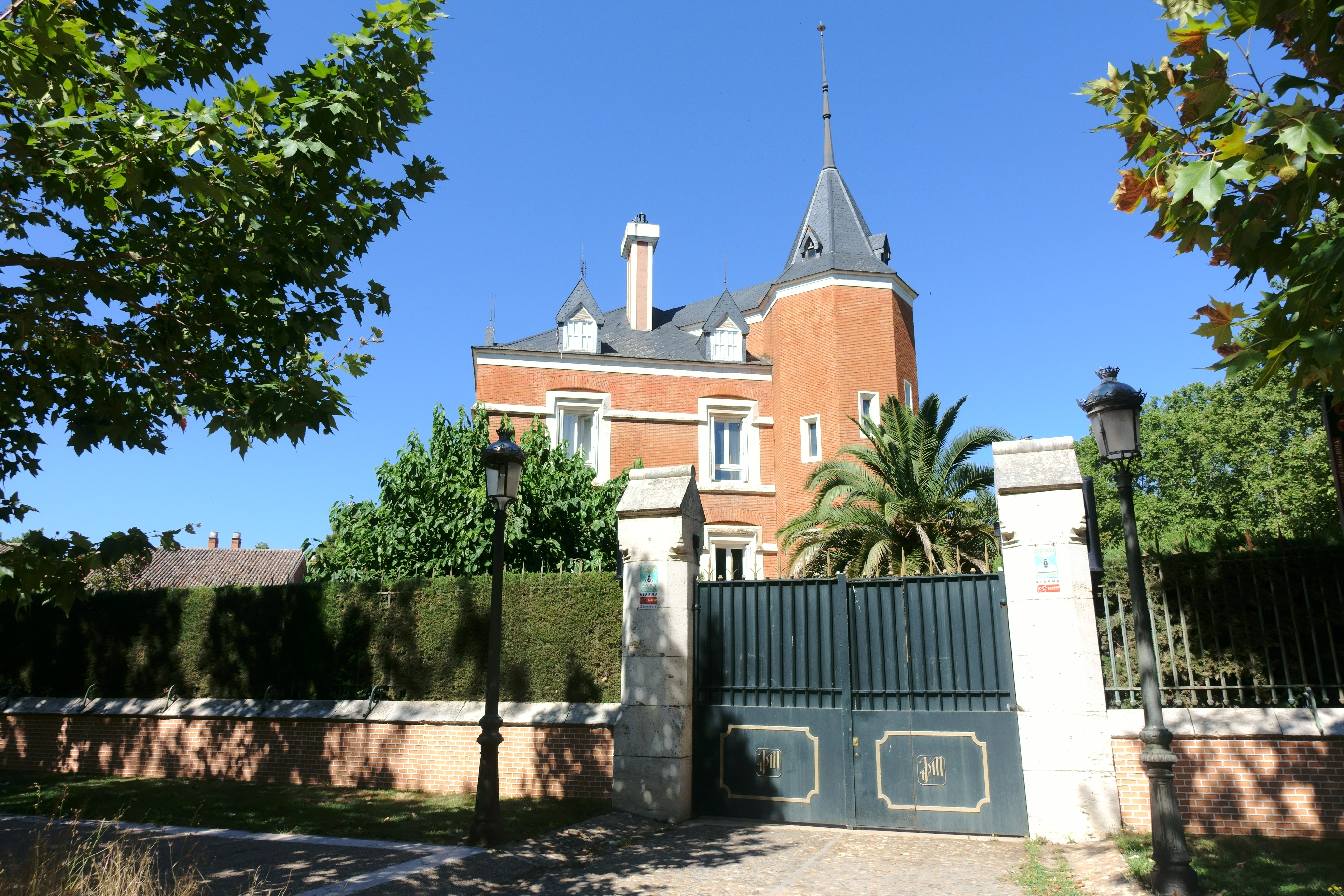
Vista general del palacio Silvela

#### Palacio Silvela
Situado al sudoeste del palacio, en el lugar que previamente ocupaba un pabellón del infante Luis de Borbón, su construcción fue encargada por Francisco de Asís a mediados del siglo XIX como residencia para su primo Adalberto de Baviera. En 1902 estaba ocupado por Francisco Silvela y posteriormente sufrió un progresivo abandono y degradación, hasta que en 1987 fue restaurado. Obra de José Segundo de Lema, se encuadra en el llamado racionalismo neogótico. De planta rectangular, con tres alturas más buhardilla, cuenta con tres vanos en los lados mayores y dos en los menores, y torres en tres de las esquinas, la mayor en el ángulo noroccidental, donde se encuentra la entrada principal y el hueco de la escalera. Al exterior presenta fachada de ladrillo visto combinado con piedra de Colmenar, mientras que la cubierta es de pizarra con chimeneas de ladrillo.

### Edificios civiles

#### Casa de Fogones

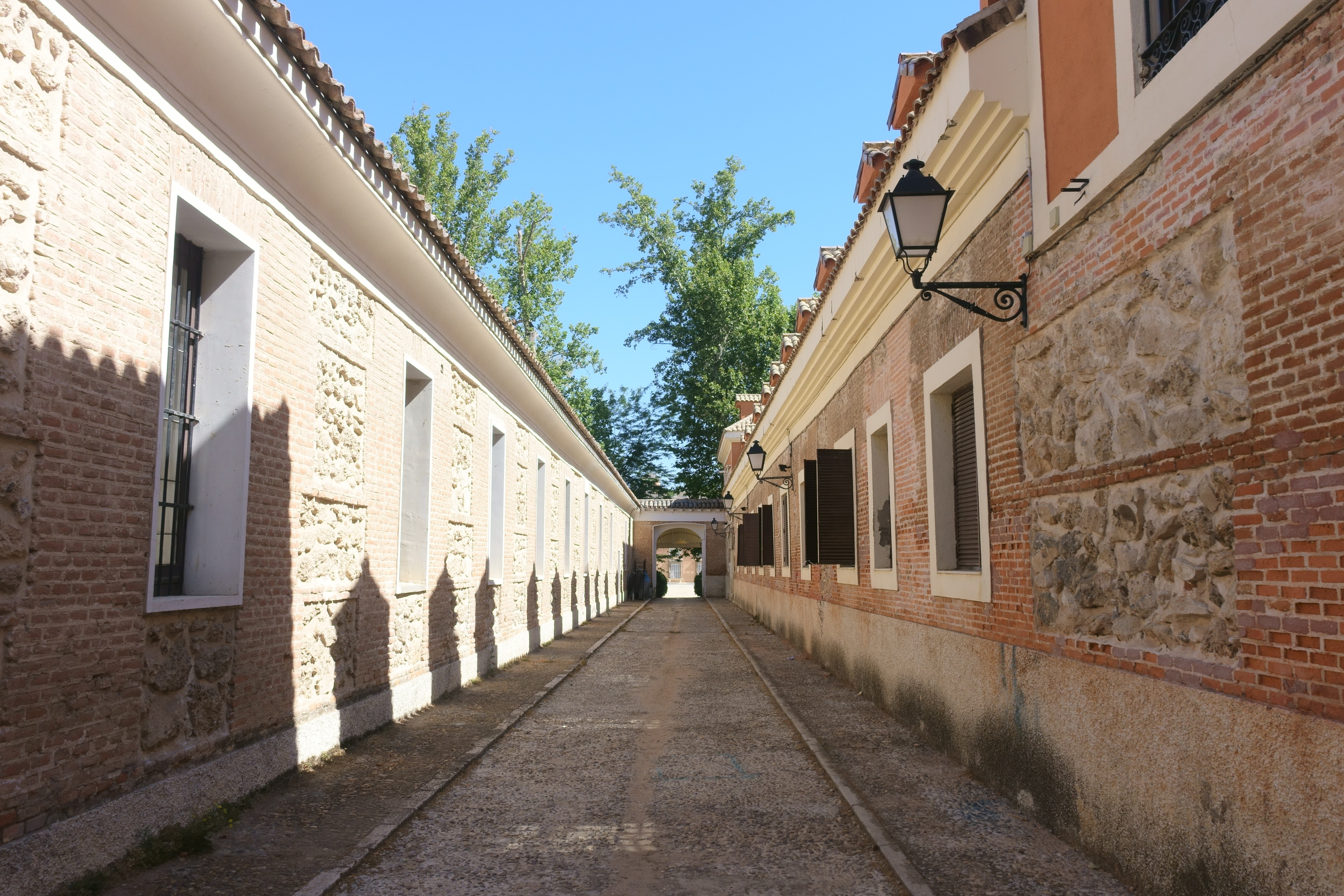
Casa de Fogones

Con la llegada de los Borbones a España se introdujo la etiqueta cortesana francesa, lo que supuso un aumento del número de cargos y oficios. Esto impidió que todo el personal de servicio estuviera dentro del palacio. A ello se unió el interés por alejar las cocinas del palacio para evitar el peligro de incendio. Por todo ello, en 1758 Santiago Bonavía dirigió la ejecución de las obras del nuevo edificio, que se ubicó al sur de la plaza de Parejas. Se trata de una construcción rectangular alrededor de un patio; su fábrica es de ladrillo y mampostería sobre zócalo de piedra y el acceso principal se realizaba por la calle del Lucero. Tras la desamortización de 1869, la mitad de la casa pasó a manos privadas, mientras que la otra mitad fue transformada en almacén por la Casa Real. La parte privada se amplió con un nivel de altura más de cara a su conversión en viviendas.

#### Casa del Gobernador

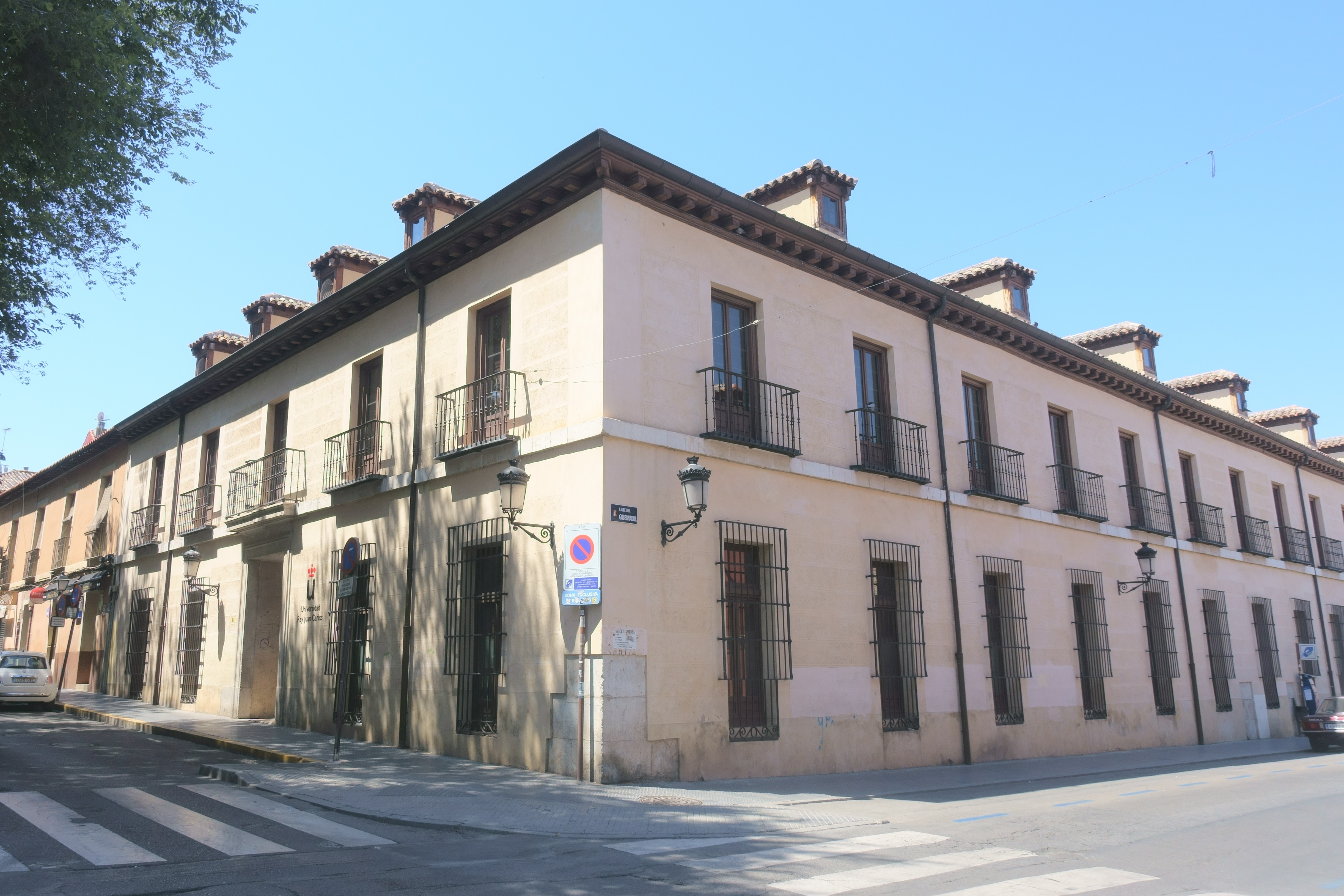
Casa del Gobernador. Fachada a la calle Capitán

A finales del siglo XVIII, Juan de Villanueva recibió el encargo de construir una casa para alojamiento del gobernador y las oficinas de contaduría, tesorería y escribanía. Su construcción se llevó a cabo entre 1799 y 1802 y ocupó la mitad de una de las manzanas, entre las calles Almíbar y Capitán. Presenta una planta en forma de «U» alrededor de un patio medianero y cuenta con nivel bajo y principal, además de semisótano y buhardilla. Exteriormente su composición es sencilla, con portada enmarcada con piedra de Colmenar, ventanas con rejas en el piso inferior y balcones en el superior. En 1836, tras el establecimiento del ayuntamiento constitucional, perdió su función al desaparecer el cargo de gobernador y pasó a denominarse Casa de Administración del Real Patrimonio. En 1873 fue cedido al Ayuntamiento, que lo transformó en escuela pública, y así continuó hasta finales de los años 1980. En 1998, el Ayuntamiento, la Comunidad de Madrid y la Universidad Complutense de Madrid llegaron a un acuerdo para rehabilitarlo e incorporarlo al Centro de Estudios Superiores Felipe II.

#### Casa de Empleados

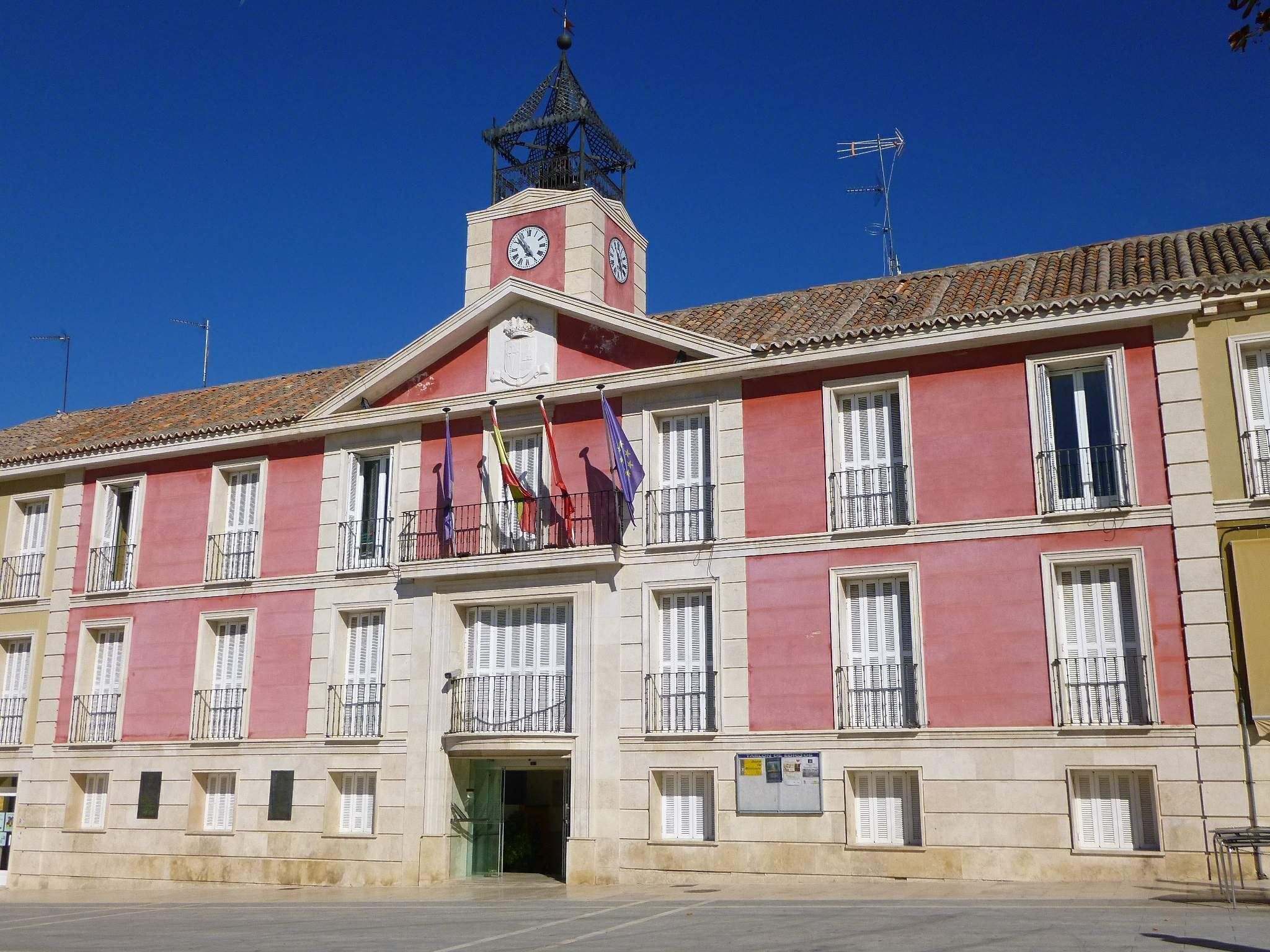
Detalle de la casa de Empleados, actual casa consistorial

Se trata de un edificio que ocupa una manzana completa y cuya fachada central se abre a la plaza de la Constitución. Se construyó en 1792 para viviendas de los criados de mayor categoría de Su Majestad y contaba con piso principal y segundo piso con buhardilla, excepto en la fachada a la plaza donde se añade un piso bajo debido a la pendiente. Si bien al exterior parece un conjunto unitario, engloba nueve divisiones residenciales distintas con autonomía en su acceso. Su fachada está construida con muros de ladrillo y cajones de mampostería, con piedra en los zócalos y arranques de las esquinas. En 1836, cuando se constituyó el primer Ayuntamiento constitucional de Aranjuez, se pidieron como sede las casas orientadas hacia la plaza de la Constitución. En 1881 se llevó a cabo una reforma en la fachada, con la sustitución de balcones y ventanas y con la colocación de un frontón y la torre del reloj, inspirada en la Real Casa de Correos de Madrid.

#### Hospital de San Carlos

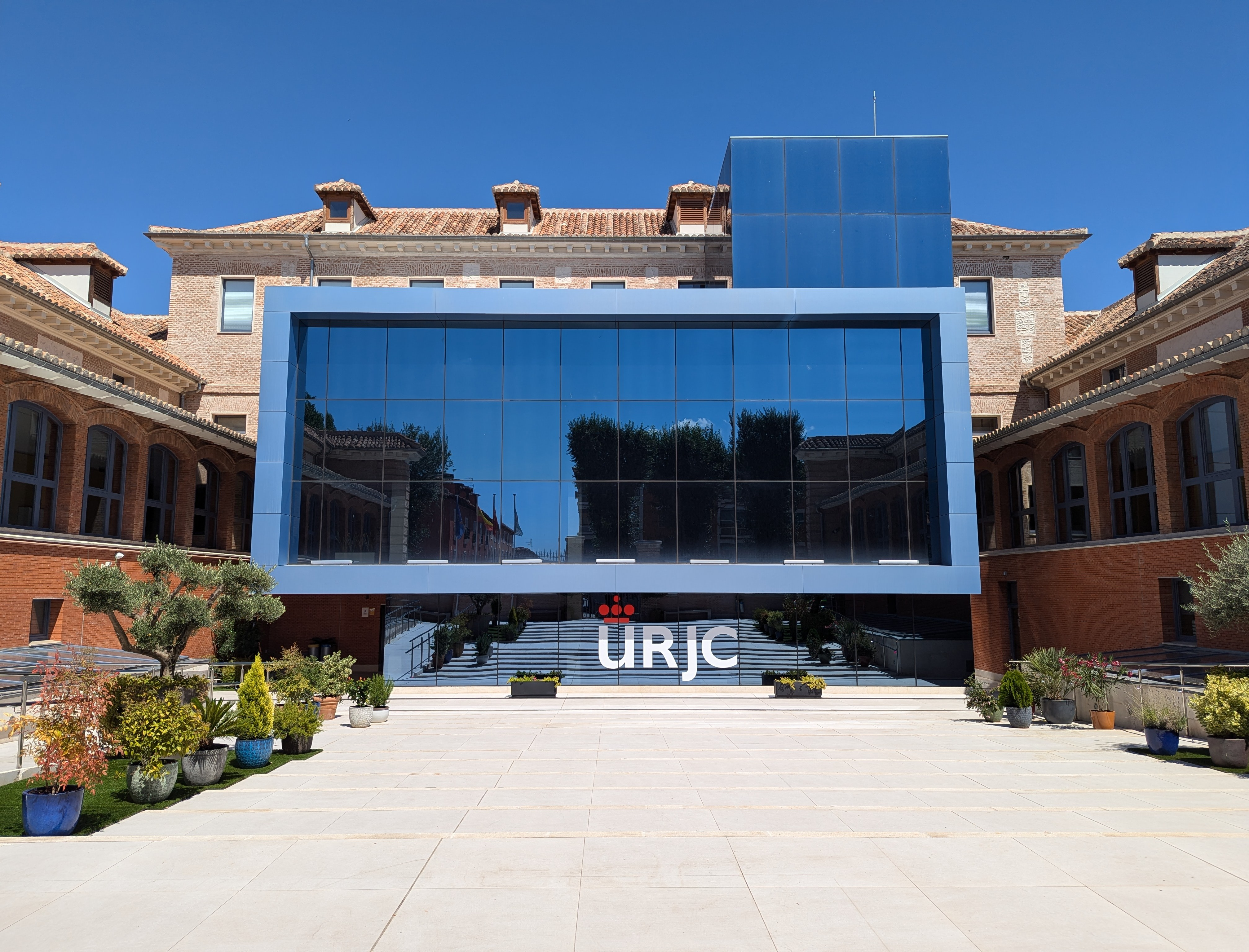
Hospital de San Carlos en 2024, tras su rehabilitación

Fue construido en 1775-1776 bajo la dirección de Manuel Serrano, con el fin de ofrecer asistencia sanitaria a los empleados reales y residentes del Real Sitio. Se organiza en crujías en torno a un patio, al igual que el modelo de manzana seguido en el trazado urbano. La fachada principal, de ladrillo visto con cajones de mampostería, se abre a la plaza de San Pascual; su portada posee dos machones almohadillados sobre los que apoya un arco de medio punto, coronado por una cruz; el arco alberga un frontón triangular y una cartela con la inscripción Hospital Municipal de San Carlos. Debido a problemas económicos, en 1840 se ordenó su cierre; sin embargo, durante el reinado de Isabel II se llevó a cabo una ampliación, de la mano de José Segundo de Lema, con la incorporación de un patio posterior hacia la calle del Capitán y galerías abiertas en los laterales, y se puso al servicio de las Hermanas de la Caridad. Posteriormente se utilizó como hospital militar, prisión y asilo de ancianos de las Hermanas de San Vicente de Paul. En 1990 pasó a ser propiedad del Ayuntamiento y, tras varios intentos de rehabilitación, finalmente la Universidad Rey Juan Carlos se hizo cargo de la misma, tras obtener una cesión por 75 años.

#### Teatro Real Carlos III

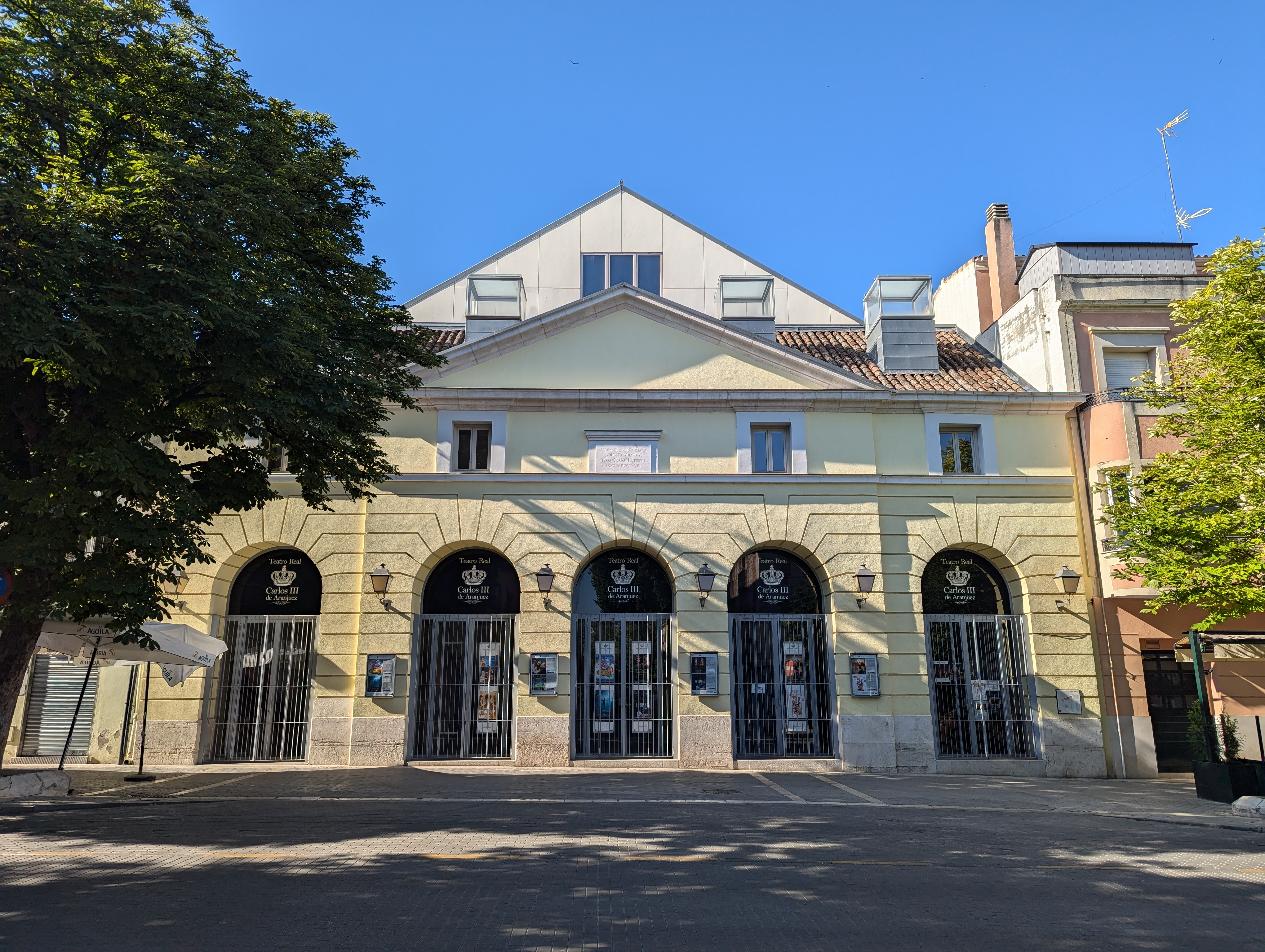
Fachada del teatro Real

Cuando Carlos III llegó al trono en 1759 desmontó un espacio del palacio, denominado Coliseo, que se utilizaba para representaciones escénicas. Dos años después planteó construir un nuevo Coliseo, independiente, y le encargó el proyecto a Jaime Marquet. El edificio original contaba con cuatro plantas, incluida platea, palcos, anfiteatro y piso alto, y su capacidad era de unos 500 espectadores. Su fachada está dispuesta a imagen de un arco triunfal; en la planta baja presenta cinco arcos de medio punto y en la planta alta cuatro ventanas y una placa con la inscripción «Las delicias campestres aumentan los placeres urbanos/por orden de Carlos III, Año de 1768», redactada por Juan de Iriarte. Todo ello se remata con un frontón triangular, con cornisa de sillería y tímpano de ladrillo.
Durante los primeros años se representaron óperas italianas, tragedias y comedias españolas pero a lo largo del siglo XIX, debido a distintos avatares, su actividad fue reduciéndose. En 1933, el empresario que lo arrendó decidió adaptarlo como cine y, con objeto de ampliar el número de localidades, llevó a cabo una serie de reformas que cambiaron su fisonomía original. Cerró en 1988 y en 1990 la Comunidad de Madrid se propuso devolverle su forma original; en 1994 se iniciaron las obras, bajo el proyecto de Mariano Bayón Álvarez, pero se detuvieron en 1996. Finalmente, las obras se reanudaron en 2008 y la reforma finalizó en 2011.

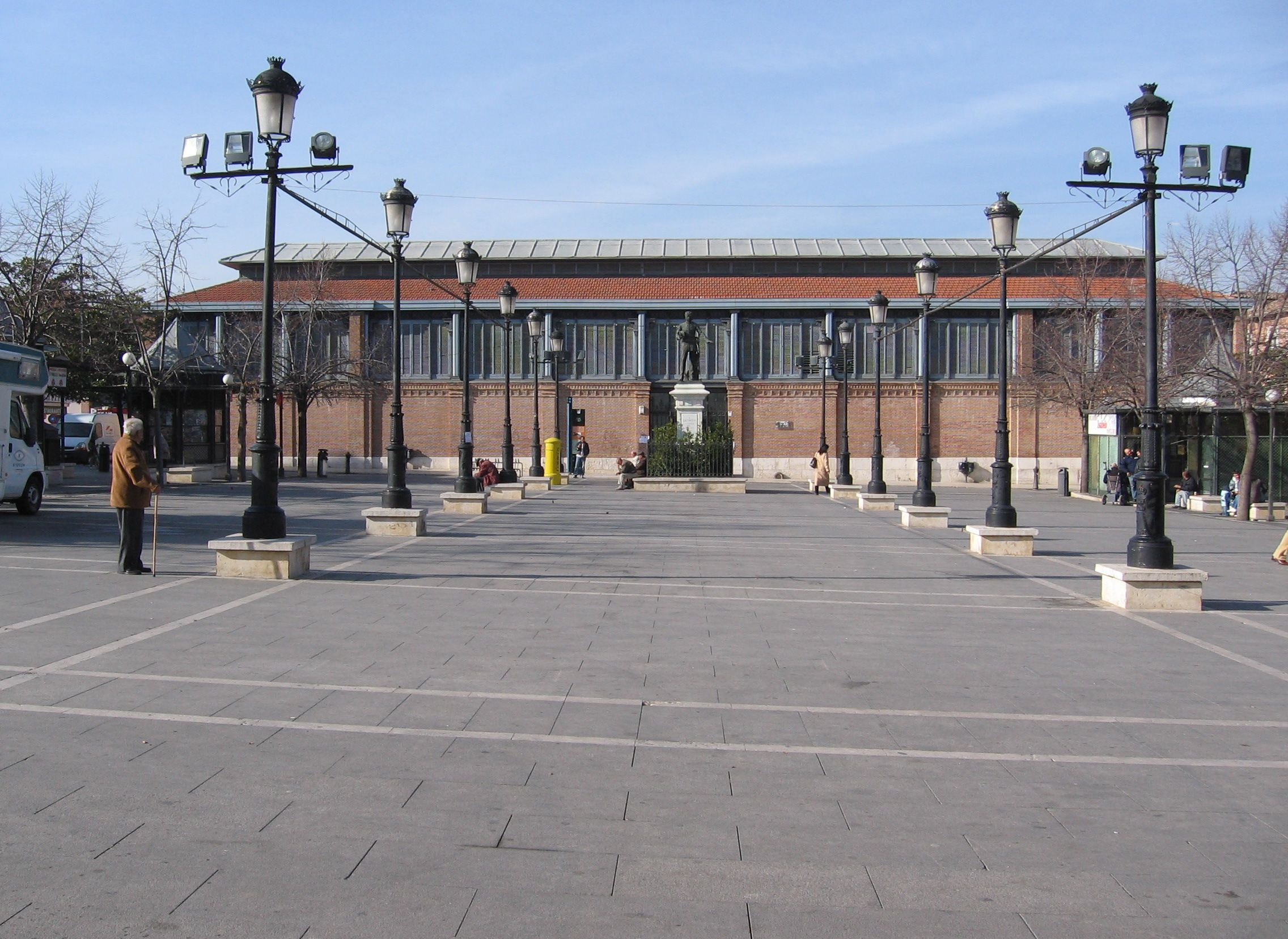
Mercado de Abastos

#### Mercado de Abastos
Situado en la plaza de la Constitución, fue construido en 1893-1894 bajo la dirección de Enrique Sánchez Sedeño. Presenta una planta rectangular en torno a un patio central, con cubierta inclinada de dos faldones. Su diseño sigue los patrones de la arquitectura industrial de hierro y vidrio de finales del siglo XIX en conjunción con la arquitectura tradicional de Aranjuez. Así, cuenta con un basamento de piedra de Colmenar, un primer cuerpo de ladrillo con pilastras intercaladas, y un segundo cuerpo de cristal y celosías de madera entre columnas. En 1986-1987 el mercado sufrió una ampliación y restauración, de la mano de Enrique de Teresa Trilla y Juan José Echeverría Jiménez, en la que se renovaron elementos externos del edificio y se cubrió el patio.

#### Cuarteles de la Guardia Real

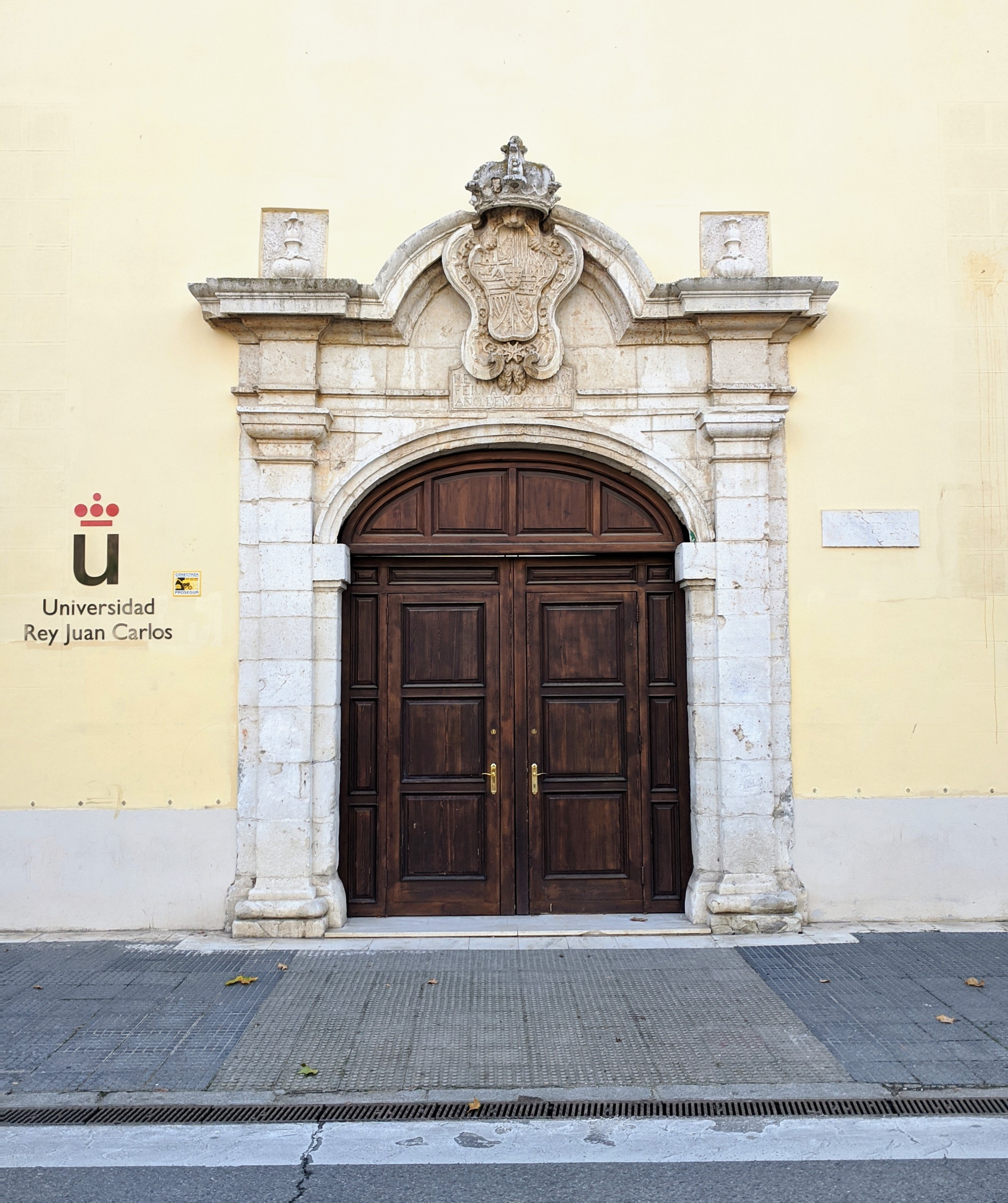
Portada de cuartel de Pavía

La permanencia de la Corte en Aranjuez hizo necesaria la construcción de cuarteles para alojar a la guardia real. En 1751 Santiago Bonavía recibió el encargo de levantar un cuartel para los guardias de corps. El edificio, ubicado fuera del primer trazado de la ciudad, presenta planta rectangular y se dividía en dos sectores organizados en torno a dos patios. La fachada principal cuenta con una portada realizada con piedra de Colmenar, compuesta por un arco carpanel entre pilastras toscanas, arquitrabe, friso y cornisa, en la cual aparecen las armas reales y la inscripción Reynando Fernando VI, año de mdcclii. En 1866 se vendió al Ministerio de la Guerra y en él se estableció el Regimiento de Pavía hasta su traslado en 1994. Finalmente, fue cedido al Ayuntamiento y este lo transfirió a la Comunidad de Madrid y la Universidad Complutense de Madrid, quienes, tras su rehabilitación en 2000-2002, lo incorporaron al Centro de Estudios Superiores Felipe II.
En cuanto a las guardias españolas y valonas, sus cuarteles fueron construidos en 1770, bajo la dirección de Jaime Marquet, a ambos lados del eje central del tridente occidental, al oeste del palacio. Se trataba de construcciones de una planta cuya fachada oriental la componía un cuerpo de ladrillo visto, con almohadillado en las esquinas, vano central coronado por un frontón y cubierta a dos aguas. Tras el destronamiento de Isabel II en 1868, ambos edificios cayeron en desuso y, debido al abandono, se encuentran en estado de ruinas.

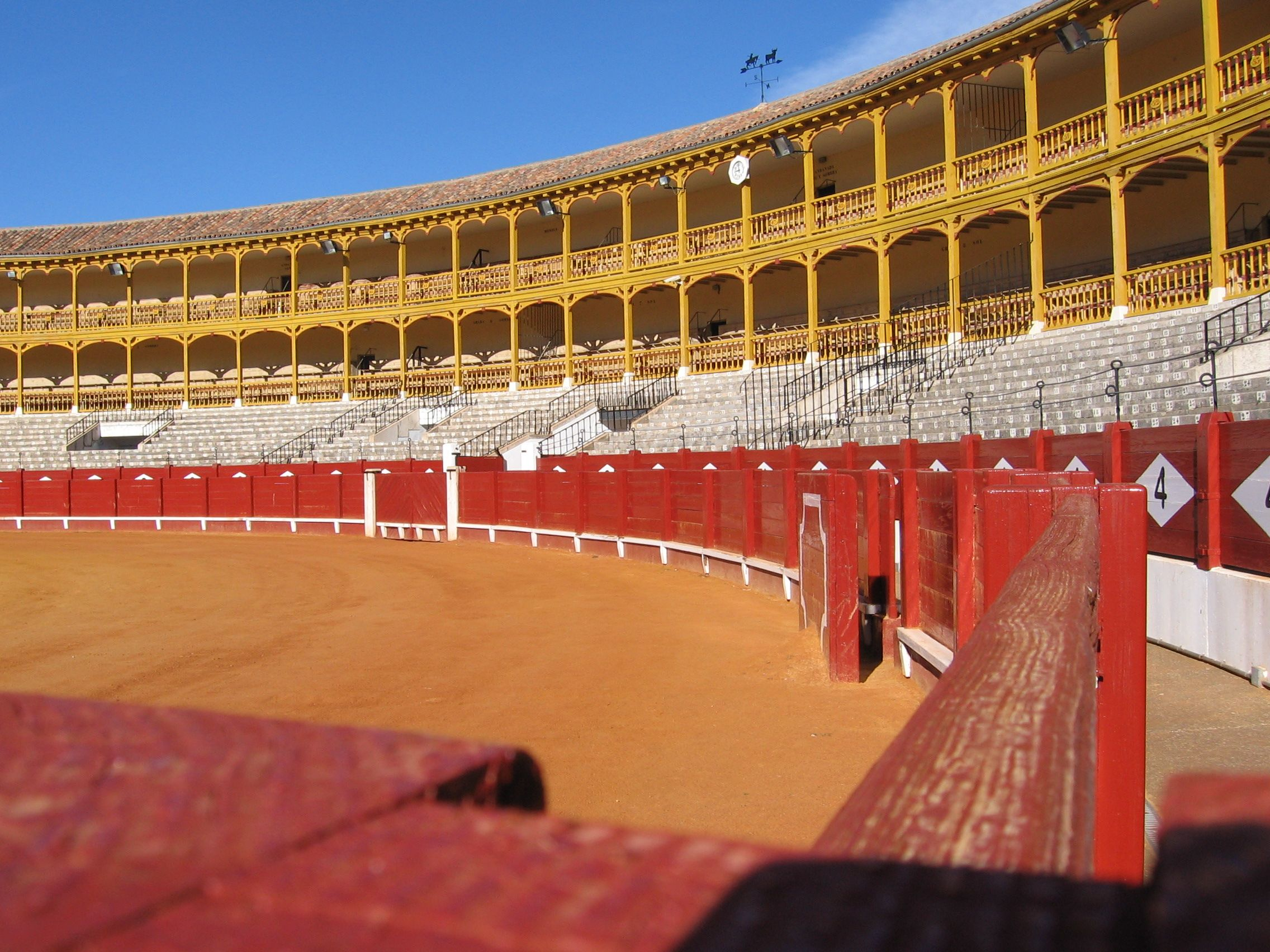
Interior de la plaza de toros

#### Plaza de toros
Por influencia de la Ilustración, a partir del siglo XVIII los espectáculos taurinos se empezaron a celebrar en recintos exclusivos. En Aranjuez, hasta entonces, tenían lugar en la plaza de Parejas. Sin embargo, en 1761 se construyó un primer recinto por iniciativa particular; se ubicaba en el espacio comprendido entre las calles Almíbar, Calandria, Stuart y Rosa, y su perímetro era de ladrillo mientras que los elementos interiores eran de madera. Tras la prohibición de Carlos III de dar muerte a los toros en 1785, se produjo su cierre y demolición. En 1796 se propuso a Carlos IV la construcción, con cargo al erario público, de un nuevo recinto, que fue inaugurado al año siguiente. Se levantó al sur de la población, frente a la calle Almíbar, bajo la dirección de José de la Riva. Fue construida en ladrillo, con bóvedas para sostener el tendido, y consta de un porche en la puerta de acceso al palco real. En 1809 sufrió un incendio y desde entonces ha sufrido varias restauraciones, la última en 1998 por Juan José Echeverría y Enrique de Teresa.

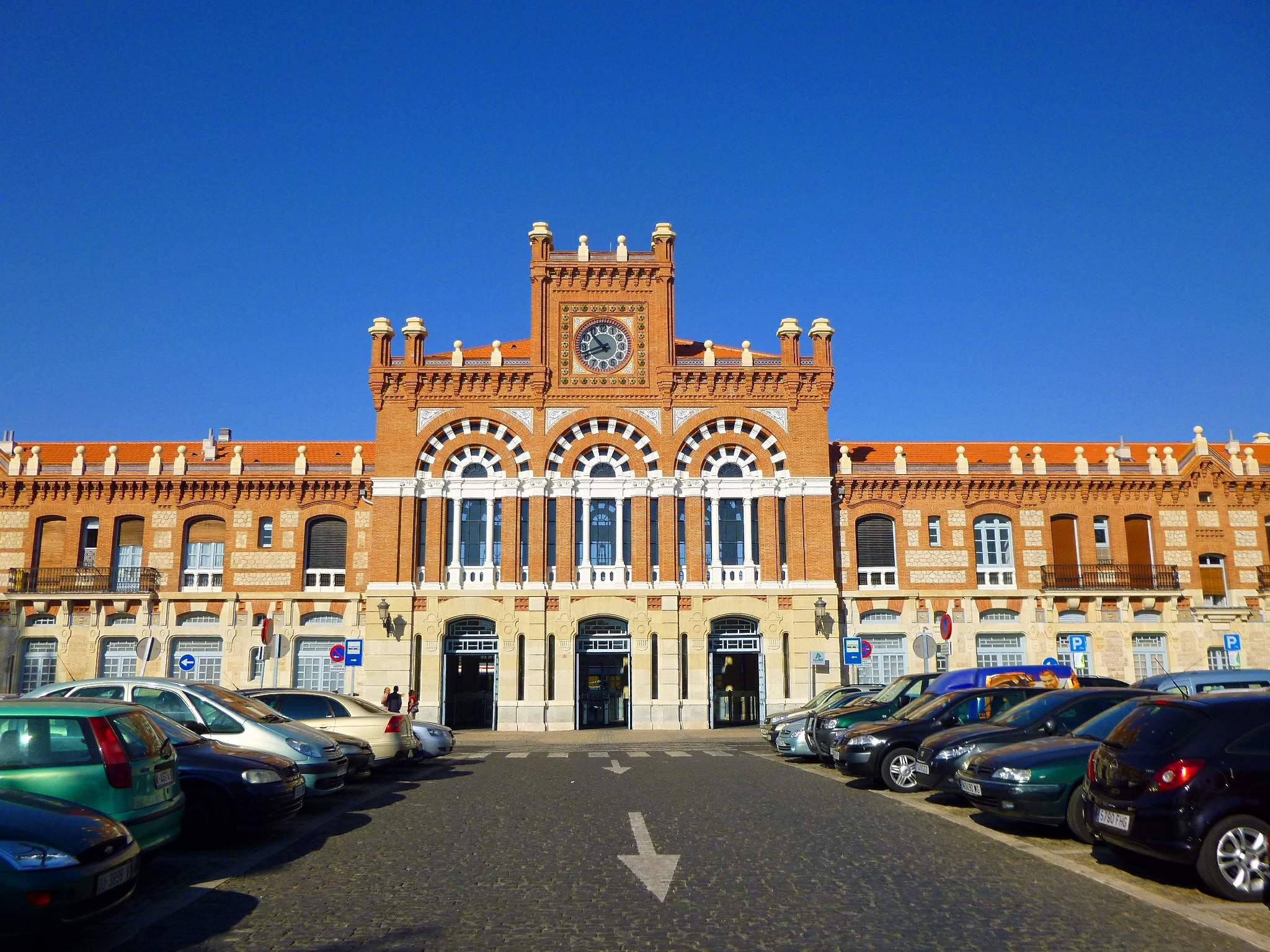
Estación de ferrocarril

#### Estación de ferrocarril
Cuando se inauguró la línea de ferrocarril de Madrid a Aranjuez en 1851, los pasajeros desembarcaban a los pies del palacio, en una estación con andén cubierto, gran vestíbulo y fachada adornada con nueve arcos, el central más grande que el resto. Además, disponía de un ramal exclusivo para la Corte que llegaba hasta la puerta de Damas del palacio. Entre 1922 y 1927 se ejecutaron las obras de una nueva estación en estilo neomudéjar, al oeste de la anterior. Se trata de un edificio rectangular en cuya zona central se levanta un vestíbulo de dos alturas, luminoso y ornamentado a base de arcos curvos, mosaicos y artesonado. La fachada principal presenta un piso inferior a modo de gran zócalo de piedra y un piso superior en el que se alterna el ladrillo con la piedra y que se remata con un frontispicio cuadrado que aloja un reloj. Se completa con tres andenes cubiertos, unidos por un paso inferior en el que, durante unas obras de acondicionamiento realizadas en 1989-1990, se descubrieron varios mosaicos de la decoración original de la estación, obra de Mario Maragliano.

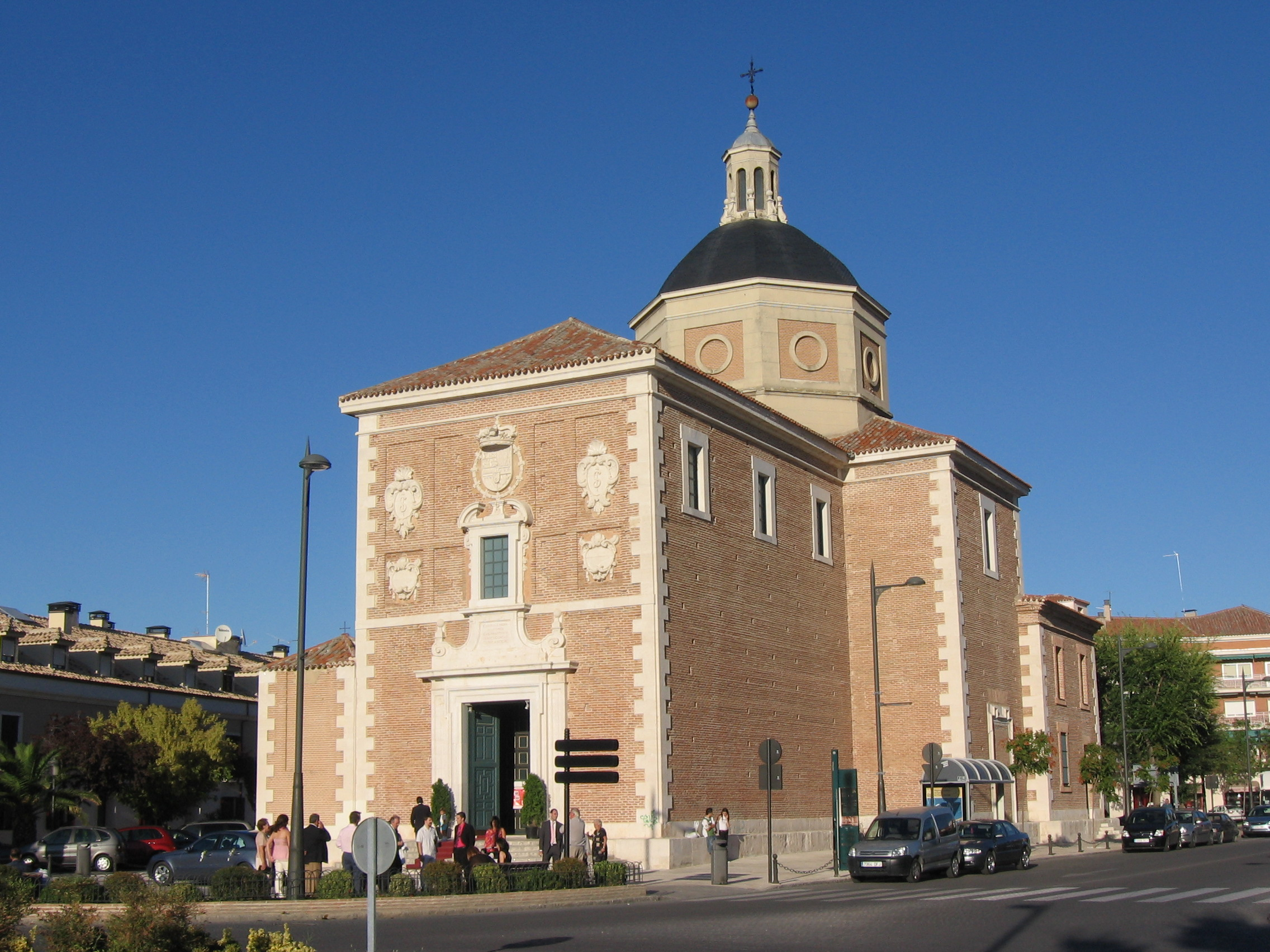
Vista exterior de la iglesia

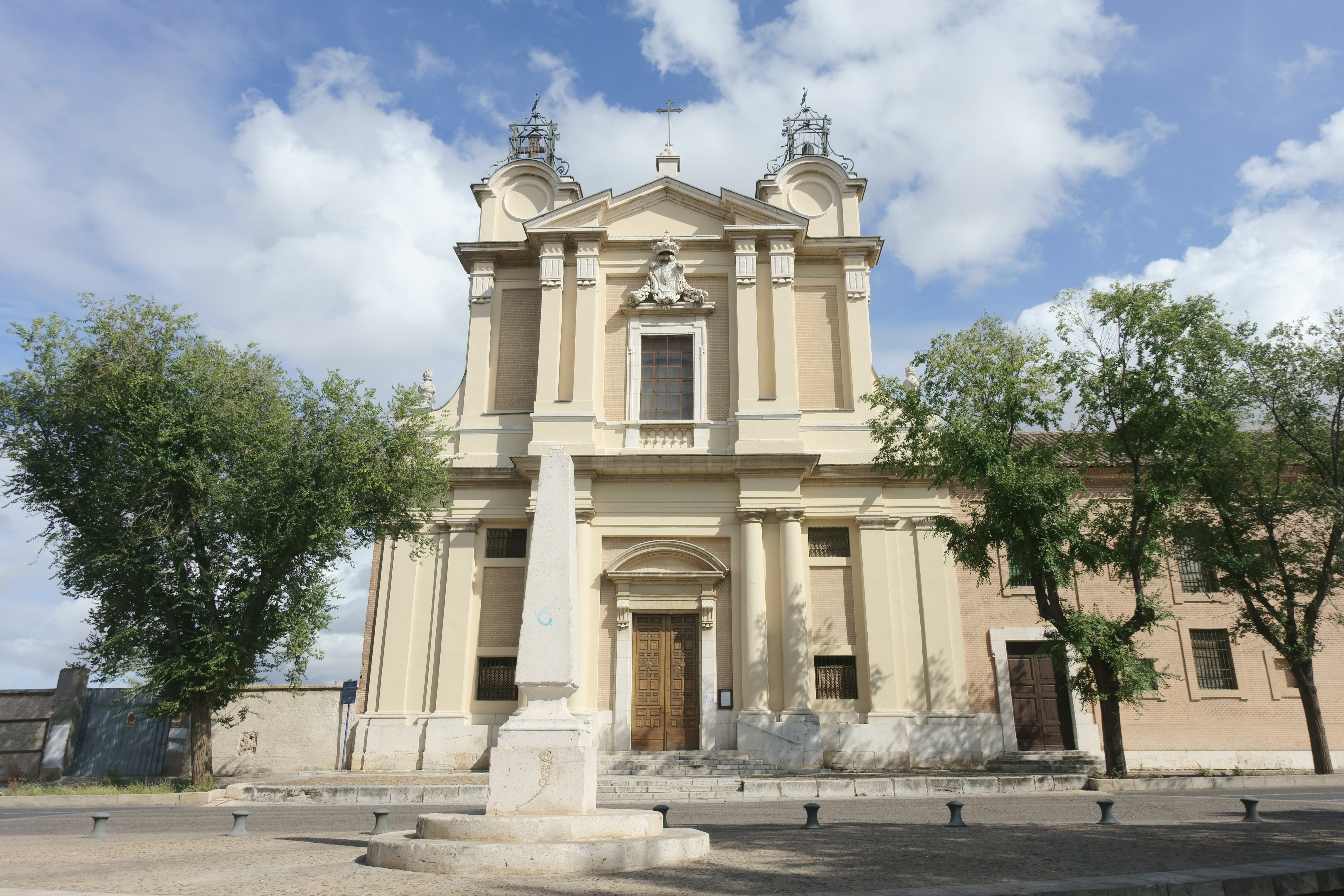
Fachada del convento

### Edificios religiosos

#### Iglesia de Alpajés
Su origen está en una ermita dedicada a San Marcos, ubicada junto a las antiguas casas de Alpajés. En 1680 los cofrades de Nuestra Señora de las Angustias solicitaron permiso para construir un nuevo templo y no tener que acudir a Ontígola, y al año siguiente se iniciaron las obras bajo el proyecto de Cristóbal Rodríguez de Jarama. Presenta planta de cruz latina, con el cuerpo inacabado de una torre a los pies y la vivienda del sacerdote y despacho parroquial en la cabecera. En 1744, Santiago Bonavía levantó un cimborrio octogonal sobre el crucero —reconstruido tras la guerra civil— coronado por una cúpula ochavada con una linterna. Su fachada alterna el ladrillo con la piedra caliza de Colmenar. Encima de la puerta arranca la ventana del coro y alrededor de esta aparecen cuatro cartelas, las dos inferiores con textos de la letanía lauretana y las dos superiores con el emblema de la Orden de Santiago, y el escudo real de Carlos II.

#### Convento de San Pascual
Situado en la calle del Rey, en el límite del casco antiguo, su construcción tuvo lugar entre 1765 y 1770, aunque sufrió reforma y ampliación durante el reinado de Isabel II. El conjunto se compone de iglesia, dependencias conventuales —organizadas en patios— y huerta. La iglesia es obra de Marcelo Fontón. Presenta planta de cruz latina, con capillas laterales en la nave y brazos de crucero poco desarrollados. Al exterior, el crucero está rematado por una cúpula sobre tambor. En su fachada neoclásica destaca la simetría y la combinación cromática entre la piedra de Colmenar y el enfoscado. Está dividida en dos pisos y tres calles verticales; el cuerpo central presenta, en el piso inferior, la puerta de entrada coronada por un frontón curvo y flanqueada por columnas toscanas, y en el piso superior una ventana, coronada por el escudo real y flanqueada por pilastras. Se remata con un frontón quebrado. Las calles laterales muestran pilastras en el piso inferior y aletones en el piso superior, y están coronadas por torrecillas sobre las que se colocan campanarios de hierro.

## Elementos singulares dentro de la zona de protección

### Paseos y sotos
La red de paseos arbolados, cuyo trazado se inició en el siglo XVI, fue ampliada en tiempos de Carlos III. Dentro de la zona de protección se encuentran los siguientes:
| Calle          | Longitud (m) | Especies                             | Año  | Calle                             | Longitud (m) | Especies                    | Año  |
| -------------- | ------------ | ------------------------------------ | ---- | --------------------------------- | ------------ | --------------------------- | ---- |
| De la Escuadra | 634          | Plátano de sombra                    |      | De la Barca                       | 1500         | Álamos negros y olmos rojos |      |
| De San Isidro  | 590          | Tilo de hoja ancha                   | 1772 | De Camellos (Joaquín Rodrigo)     | 618          | Plátano de sombra           |      |
| Juan Prados    | 1130         | Plátano de sombra                    | 1564 | Mariano el Artillero              | 620          | Plátano de sombra           | 1882 |
| De las Aves    | 1540         | Robles, olmos, castaños y guayacanes |      | Trinquete de la Casa del Labrador | 120          | Plátano de sombra           |      |
| Confesores     | 1490         | Plátano de sombra                    | 1747 | Del Rey                           | 877          |                             |      |
| Del Mediodía   | 285          | Plátano de sombra                    | 1858 | Del Embocador                     | 2350         | Plátano de sombra           | 1747 |

Además, en la zona de protección destaca otro conjunto de sotos, entre los cuales se encuentran El Embocador, La Pavera, La Flamenca, Matalonguilla, Las Infantas, Sotomayor, Castillejo, Villamejor o Algodor, de interés por sus valores medioambientales como refugio de la fauna y como elemento que ayuda a suavizar los efectos del clima.

### Áreas de interés natural

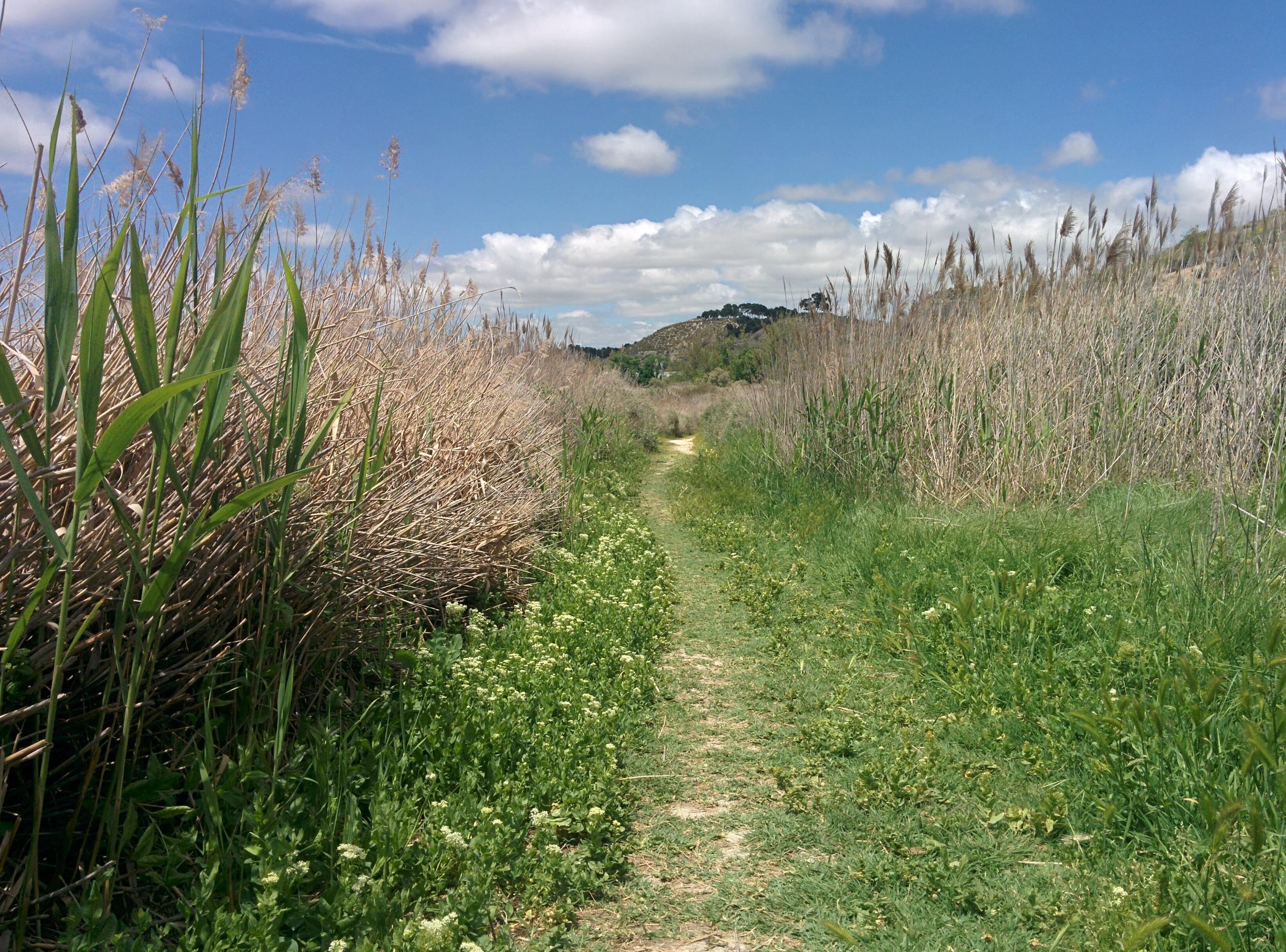
Vegetación junto al Mar de Ontígola

Dentro de la zona de protección se incluyen varias áreas que destacan por su interés natural. Una de ellas es la reserva del Regajal-Mar de Ontígola, creada el 30 de junio de 1994, y compuesta por dos zonas, el humedal del histórico Mar de Ontígola y la finca El Regajal. Alberga 72 comunidades vegetales diferentes, entre ellas numerosas especies endémicas. A nivel faunístico, destaca por su importancia entomológica, principalmente por su riqueza en mariposas, ya que en ella se encuentran 75 de las 225 especies de la península ibérica, muchas de ellas endémicas. Otra zona es el Carrizal de Villamejor, que incluye un saladar en el que la especie más emblemática es la sapina, y en el que se dan otras especies como juncos y tamariscos; forma parte de una zona de especial protección para las aves debido a la presencia de especies como el aguilucho lagunero y el búho real. Además, destacan los humedales y cañaverales de Soto del Lugar, La Flamenca-Arroyo del Corralejo, Las Infantas, La Flamenca-Arroyo de la Cavina y las islas del Tajo, y la parte de la declaración que coincide con el Parque regional del Sureste.

### Zonas agrícolas y ganaderas

#### Real Cortijo de San Isidro

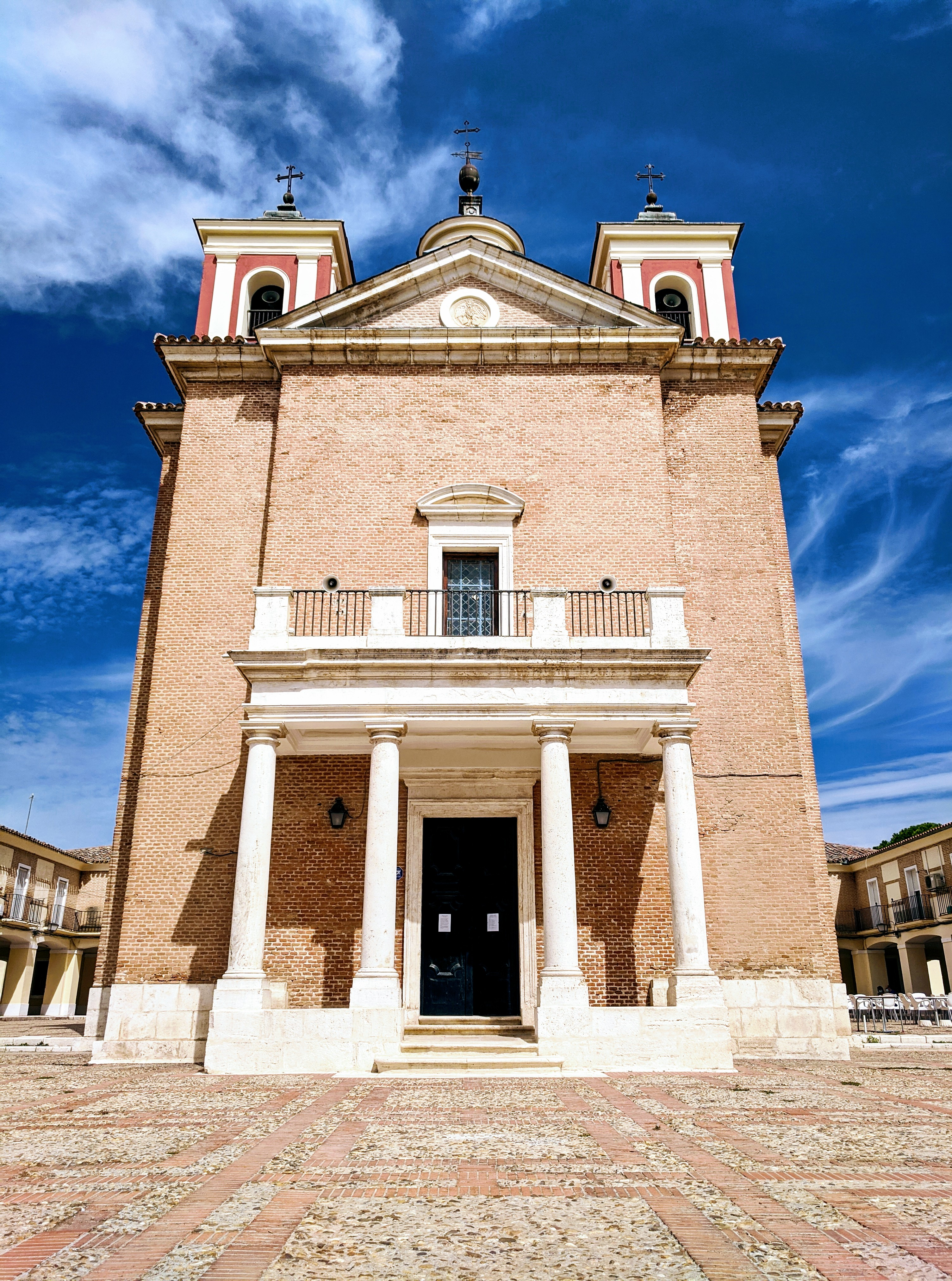
Ermita del Real Cortijo de San Isidro

Situado a cinco kilómetros al noreste de Aranjuez, su creación como núcleo de explotación agrícola fue ordenada por Carlos III en 1761. Cinco años después se pusieron en cultivo 534 fanegas de tierra para la siempra de granos, viñas y olivos, y en 1770 se construyó la Casa Grande, que sería el núcleo del cortijo. La planificación de este, en la que intervendría Jaime Marquet y lo ejecutaría Manuel Serrano, siguió un eje central en el cual se suceden la capilla, la plaza porticada y un paseo ajardinado, que divide el núcleo en dos partes simétricas. La Casa Grande presenta planta rectangular, con patio central y dos alturas, y contaba, entre otros espacios, con cuarto para los reyes, vivienda del gobernador de la finca, habitaciones para guardias y empleados y oratorio. En 1782 se construyó un lagar y una bodega —esta subterránea, con dos ramales de bóveda sobre ladrillo, uno para vino y otro para aceite—, y en 1788 se terminó la ermita, dedicada a San Isidro Labrador. Tras la desamortización, la finca pasó por la mano de varios propietarios, hasta que en 1944 volvió al Estado. En 1948, a través del Instituto Nacional de Colonización, se construyó un poblado en torno al antiguo cortijo según un proyecto de Manuel Giménez Varea.

#### La Flamenca

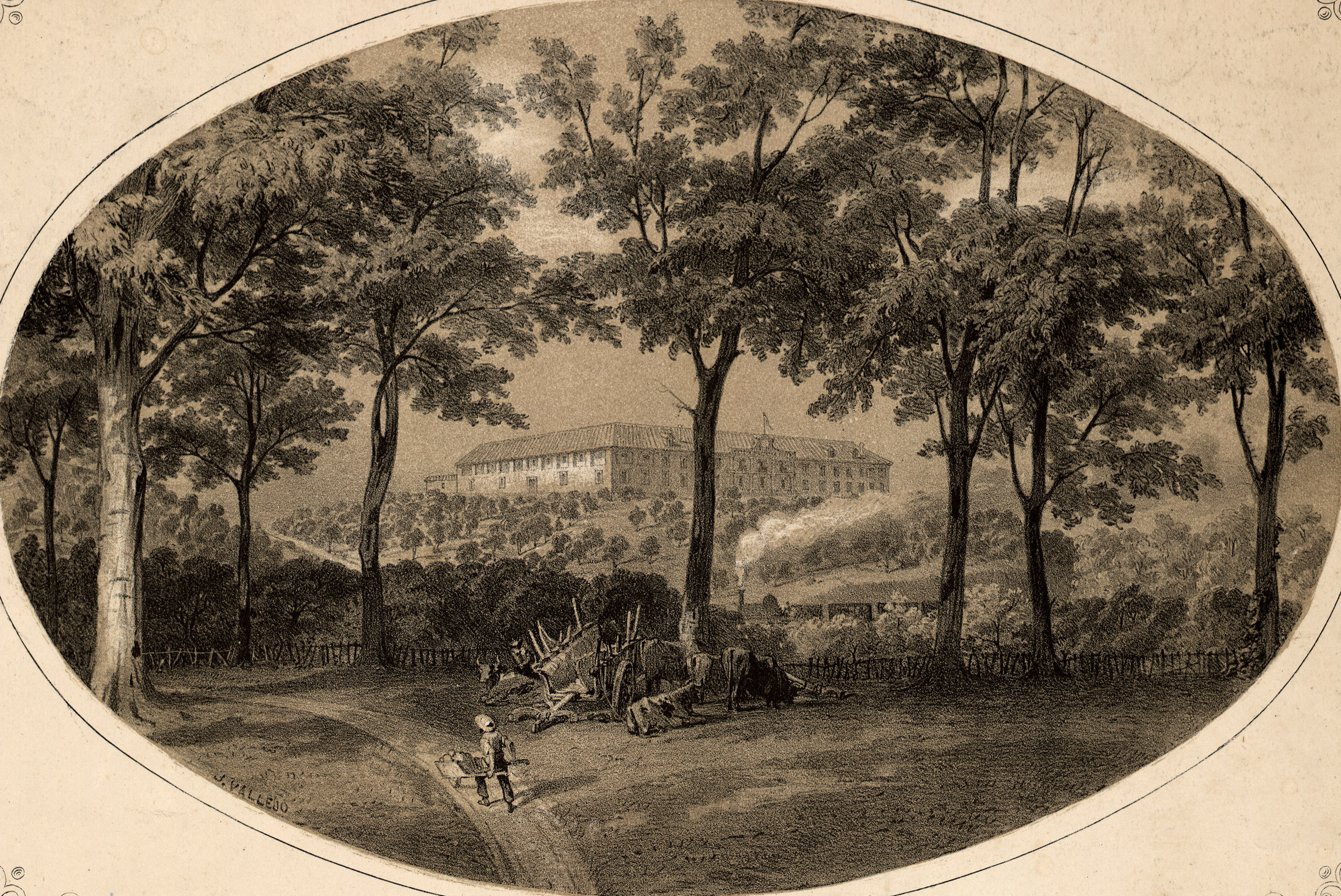
Vista de La Flamenca en 1856

Situada junto al antiguo camino de Toledo, al suroeste de Aranjuez, la finca comprendía dos partes: los campos regados por el caz de las Aves y el monte, 40 metros por encima del nivel del río Tajo. Se estableció en 1775, siguiendo el modelo de Flandes, con la creación de praderas artificiales, y ese mismo año se mandó construir una casa en la parte más alta. Esta consta de un cuerpo central y dos alas laterales conectadas mediante un porche, en cuyo piso superior hay una terraza abierta. Está construida en ladrillo visto salvo la planta baja, que está revocada para poder crear un almohadillado. Su acceso se realizaba a través de un paseo arbolado, con una entrada monumental compuesta por dos pilastras de ladrillo con aletones. En la finca se cultivaba alfalfa, frutales, viñas y olivos. En 1855 se transformó en Escuela de Agricultura, y en 1870, tras la desamortización, pasó a ser propiedad del duque de Fernán Núñez.

#### Dehesa de Sotomayor

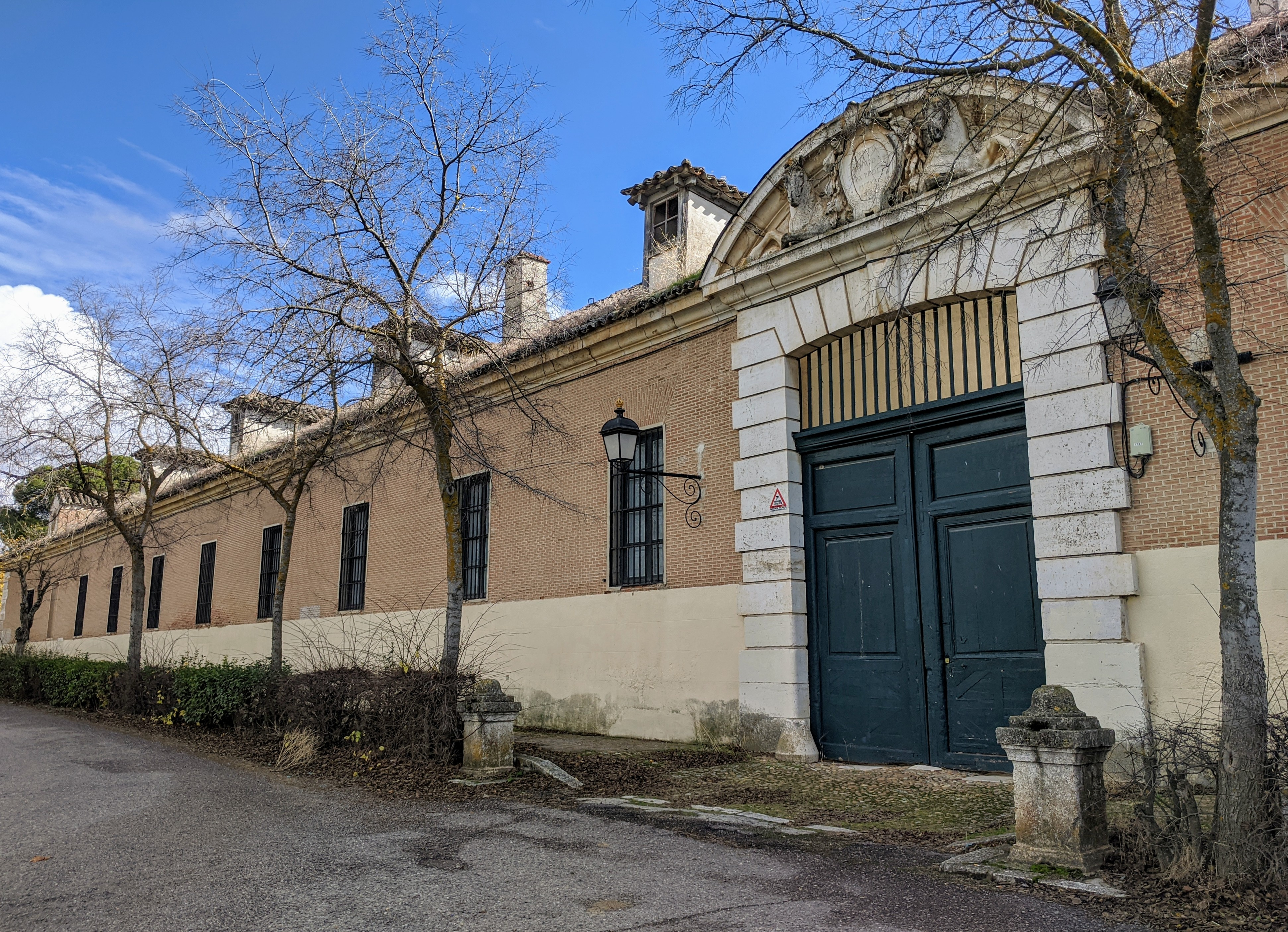
Vista exterior de la Casa de la Monta

Está espacio, ubicado al este del casco urbano, estuvo ligado a la cría de caballos. En su entrada, Carlos III ordenó construir la Casa de la Monta para albergar la yeguada real, además de servir como residencia a sus cuidadores. Las obras se llevaron a cabo entre 1761 y 1765 según un proyecto de Jaime Marquet. Consta de un edificio rectangular, de una sola planta, con dos patios, y su fábrica es de ladrillo, con mampostería en el zócalo y piedra de Colmenar en la cornisa. Su portada se remata con un frontón curvo en cuyo interior se incluyen las figuras de un caballo y una yegua, obra de Juan Reina. Los accesos se organizaron con calles arboladas y un puente sobre el caz de las Aves.

#### Conjunto agropecuario de Las Infantas
Ubicado en el antiguo camino de Toledo, al suroeste de Aranjuez, sus terrenos fueron puestos en explotación en tiempos de Carlos III. Entre 1814-1815, el infante Don Carlos los recibió de Fernando VII y formó su propia yeguada. En ese momento se construyó la edificación, en la que destacaba la capilla y la casa de guardas. Debido a las guerras carlistas, los bienes del pretendiente fueron expropiados, por lo que la finca volvió a manos de la Corona. En 1848 se dedicó a la yeguada inglesa y en 1870 se desamorizó, pasando a ser propiedad de los duques de Fernán-Núñez.

#### Real finca de Villamejor
La finca, de 323 hectáreas, se extiende entre los términos municipales de Yepes y Añover de Tajo, al suroeste de Aranjuez. En el centro de la misma, Jaime Marquet levantó una casa de planta rectangular, que contaba con dos pisos, organizada en dos sectores: el norte para el cuarto real y lechería y el sur para establos, vivienda de empleados y dependencias. Todo el conjunto se destinó a la cría de mulas y, posteriormente, búfalos.

### Obras hidráulicas

#### Presa de Ontígola
Se encuentra un kilómetro al sur de Aranjuez. Se trata de una presa de gravedad de 140 metros de longitud, 10 de anchura y 6 de altura, que permitía embalsar hasta 400 000 m³. Las primeras ideas para crear un gran estanque se remontan a 1552 y en 1560 Juan Bautista de Toledo y Pietre Jansen comenzaron a trabajar en el proyecto. Su construcción se inició en 1563, con dos muros de piedra separados por un terraplén; sin embargo, en 1565 se derrumbó el muro delantero, por lo que se levantaron varios contrafuertes para reforzarlo, y en 1568 se produjo un segundo derrumbamiento, esta vez en el segundo muro, lo que obligó a reforzarlo también con contrafuertes. La finalización de las obras tuvo lugar en 1572 de la mano de Jerónimo Gili y Juan de Herrera. El embalse o «mar», en el que eran abundantes los peces y las aves acuáticas, contaba con un islote desde el cual la Corte asistía a los espectáculos y festivales acuáticos que se celebraban; además del uso lúdico, también se utilizó para regar los jardines de Aranjuez.

#### Puente Largo

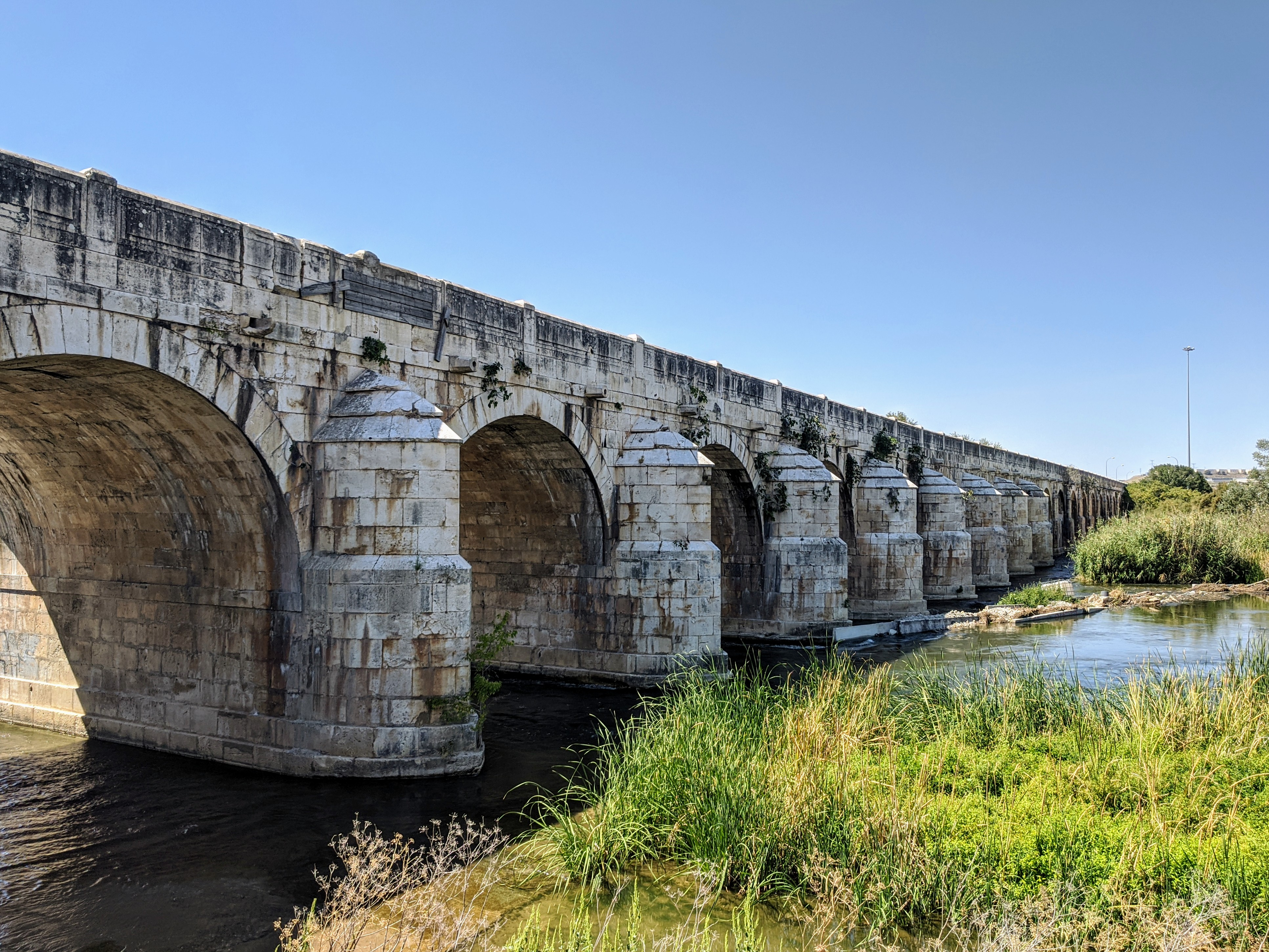
Puente Largo, sobre el río Jarama

Está situado en la carretera M-305, a cinco kilómetros al norte de Aranjuez. Con motivo de la construcción de las seis carreteras radiales básicas —una de ellas de Madrid a Cádiz, que atravesaba Aranjuez— se promovió la construcción de un puente que sirviera para consolidar el cruce del Jarama y el acceso al Real Sitio, el cual se realizaría a través de la calle Nueva o Larga, terminada en 1751; así, fue levantado entre 1757 y 1761 con piedra de Colmenar, según un proyecto de Marcos de Vierna, y mide 500 metros de longitud, 8,5 de ancho y 11 de alto. Consta de 25 tramos iguales, con luces de 8,36 metros cada uno y salvados a través de arcos de medio punto. En sus extremos se colocaron cuatro estatuas de leones con escudos.

#### Presa del Embocador

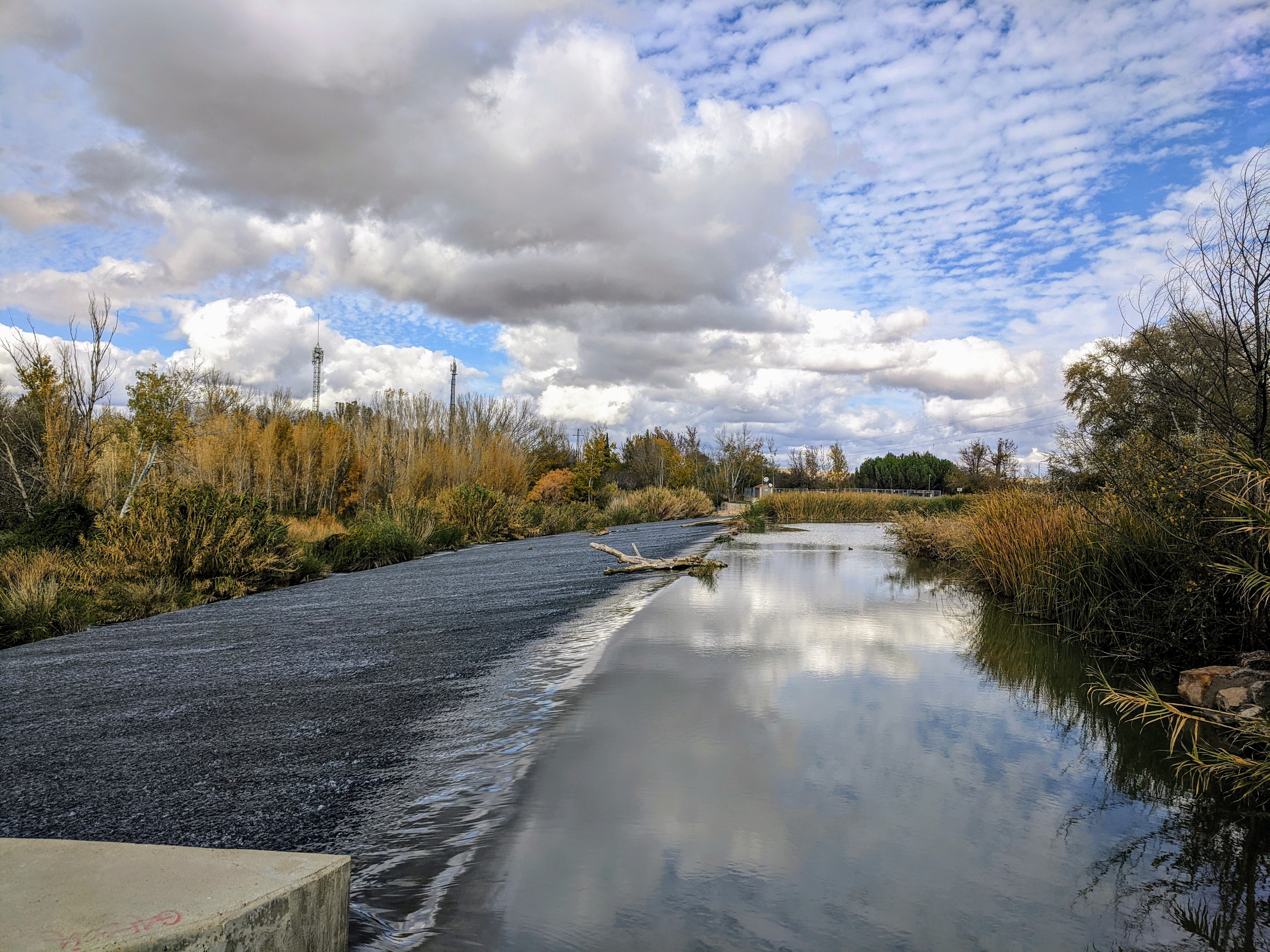
Presa del Embocador

Se encuentra en la dehesa de Sotomayor, seis kilómetros al este de Aranjuez. Fue construida entre 1530 y 1534 en el mismo lugar que existió una presa que abastecía a los molinos de Gonzalo Chacón y en los trabajos participó el arquitecto Luis de Vega. Constituyó la primera de las obras del sistema de riego del Real Sitio y dio origen a dos canales, el de las Aves o de Sotomayor, en la margen izquierda del Tajo, y el de la Azuda o del Embocador, en la margen derecha; ambos fueron iniciados por Carlos I e impulsados por Felipe II. Presenta sección triangular y planta cóncava, y a lo largo de su historia ha sufrido numerosas reparaciones debido a los destrozos producidos por las crecidas del río.

#### Arca de agua
Se trata de una de las arcas de control del viaje de aguas desde los manantiales de Ocaña. Se ubicaba a la entrada del casco urbano, en la confluencia del Paseo del Deleite con la Carrera de Andalucía, pero fue trasladada junto a la plaza de Toros. Su estructura se asemeja a la de un templete y está construida con piedra de Colmenar.

#### Azuda de la Montaña

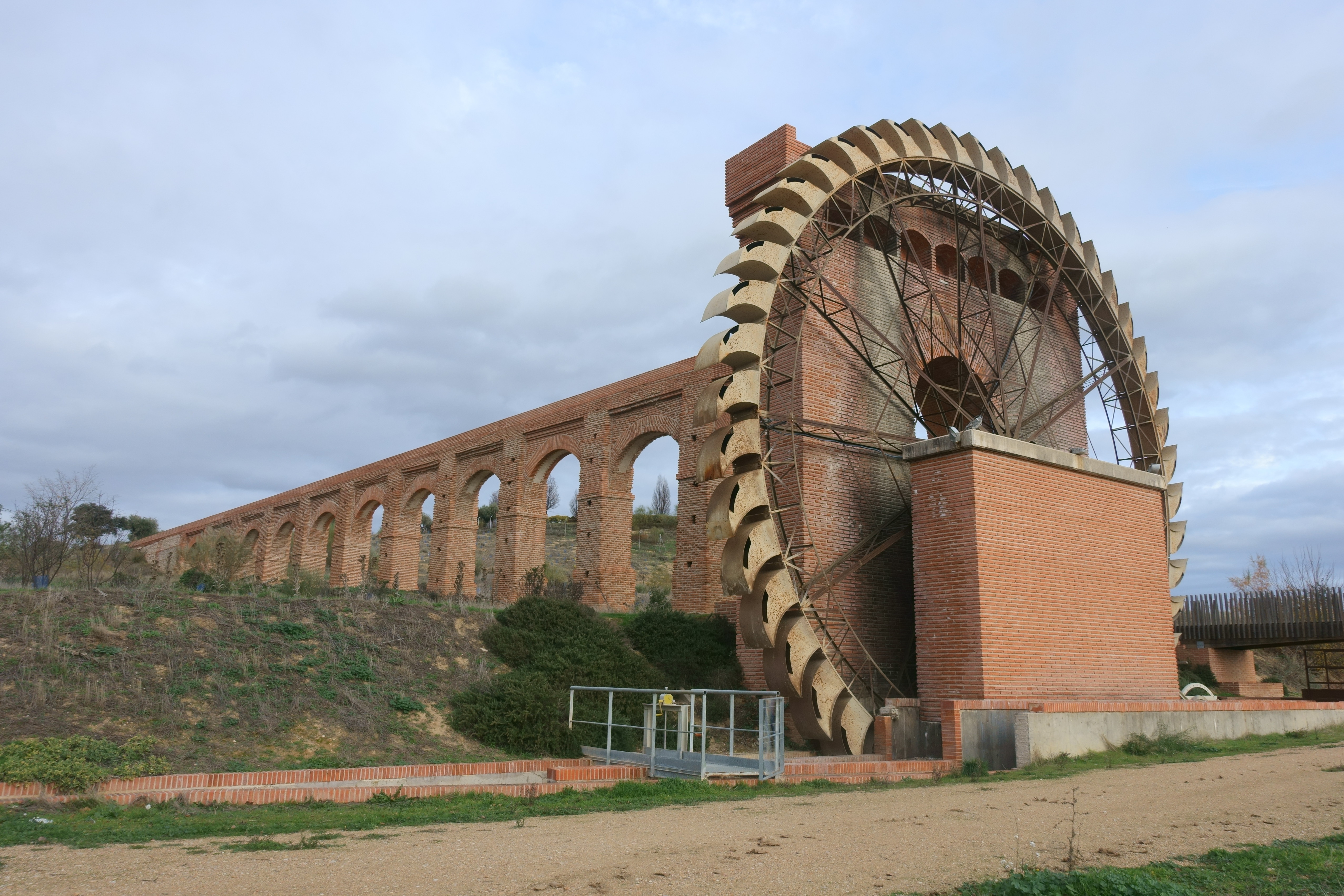
Azuda de la Montaña

Construida en la segunda mitad del siglo XVIII, esta azuda o noria servía para elevar el agua del canal de la Azuda hasta los terrenos de la Casa de la Montaña. Cuenta con una rueda de 12 metros de diámetro que incluye 48 cangilones para recoger el agua; al principio estaba hecha de madera pero, debido a los daños que presentaba, en 1845 se rehízo en su mayor parte en hierro. Una vez elevada, el agua era conducida a la finca mediante un acueducto de ladrillo, de 87 metros de longitud, que contaba con doce arcos. La estructura estuvo en uso hasta la segunda década del siglo XX; tras su abandono llegó a perder la maquinaria. Entre 2011 y 2012 fue rehabilitada y musealizada.

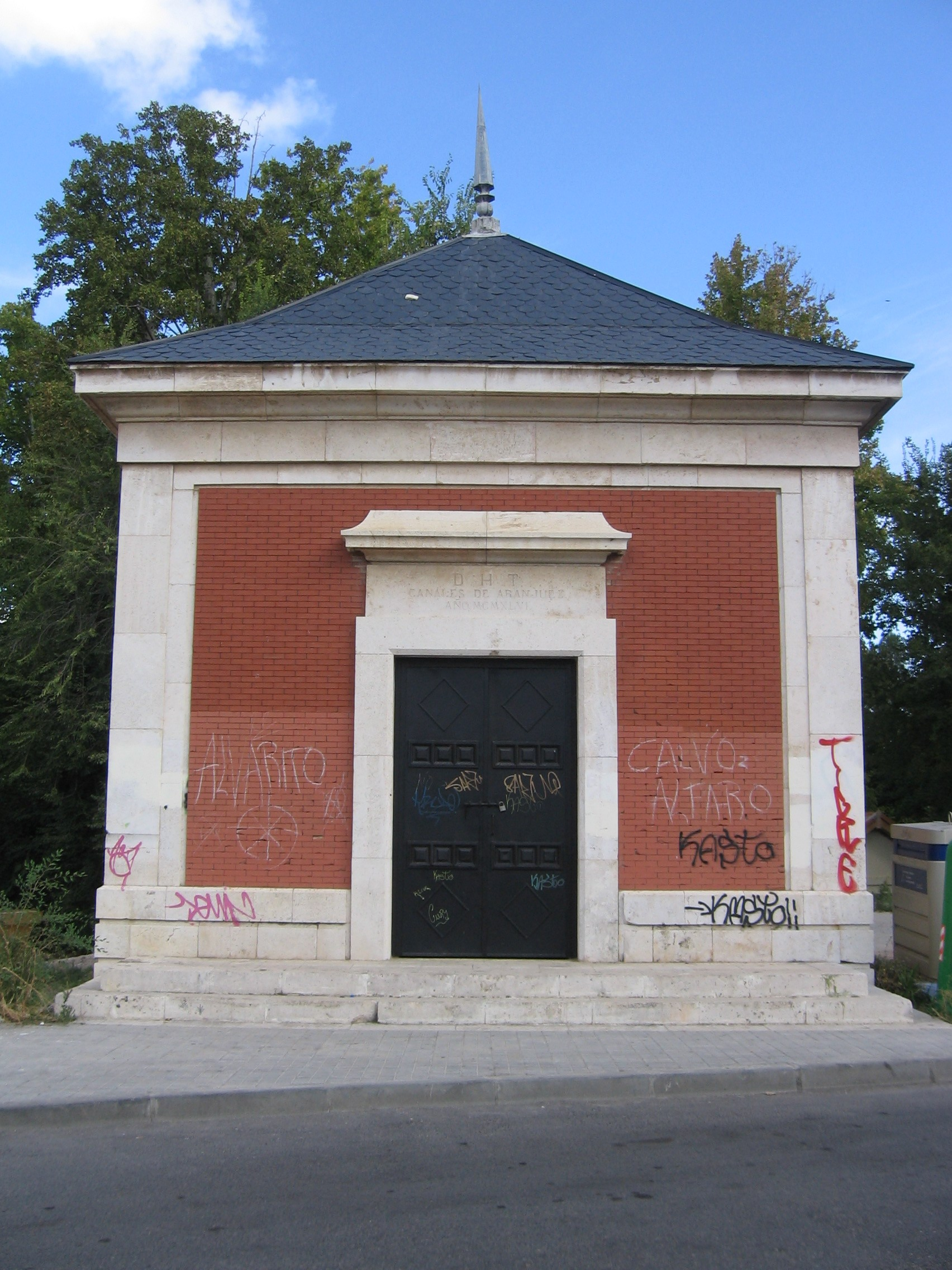
Registro del caz de las Aves en la calle Capitán

#### Caz de las Aves
Trazado a lo largo de la orilla izquierda del Tajo durante 15 km, fue mandado construir por Carlos I en 1535 para el riego de los jardines y el arbolado del Real Sitio. Parte de la presa del Embocador y desde ahí el canal discurre siguiendo el relieve del terreno, con pasos inferiores cuando cruza barrancos naturales. Al llegar al casco urbano, hasta principios del siglo XIX lo cruzaba en abierto, pero debido a los problemas sanitarios que provocaba, se procedió a enterrar; este soterramiento se llevó a cabo mediante un túnel abovedado, con registros cada 830 metros. Tras aflorar nuevamente a la superficie junto al antiguo matadero, continúa su trazado hacia el suroeste, paralelo al ferrocarril de Toledo, hasta la Madre, en Castillejo, donde finalizaba. En la segunda mitad del siglo XX se prolongó varios kilómetros, hasta la entrada a la ciudad de Toledo, donde sus aguas vuelven al Tajo.

#### Viaje de aguas de Ocaña a Aranjuez

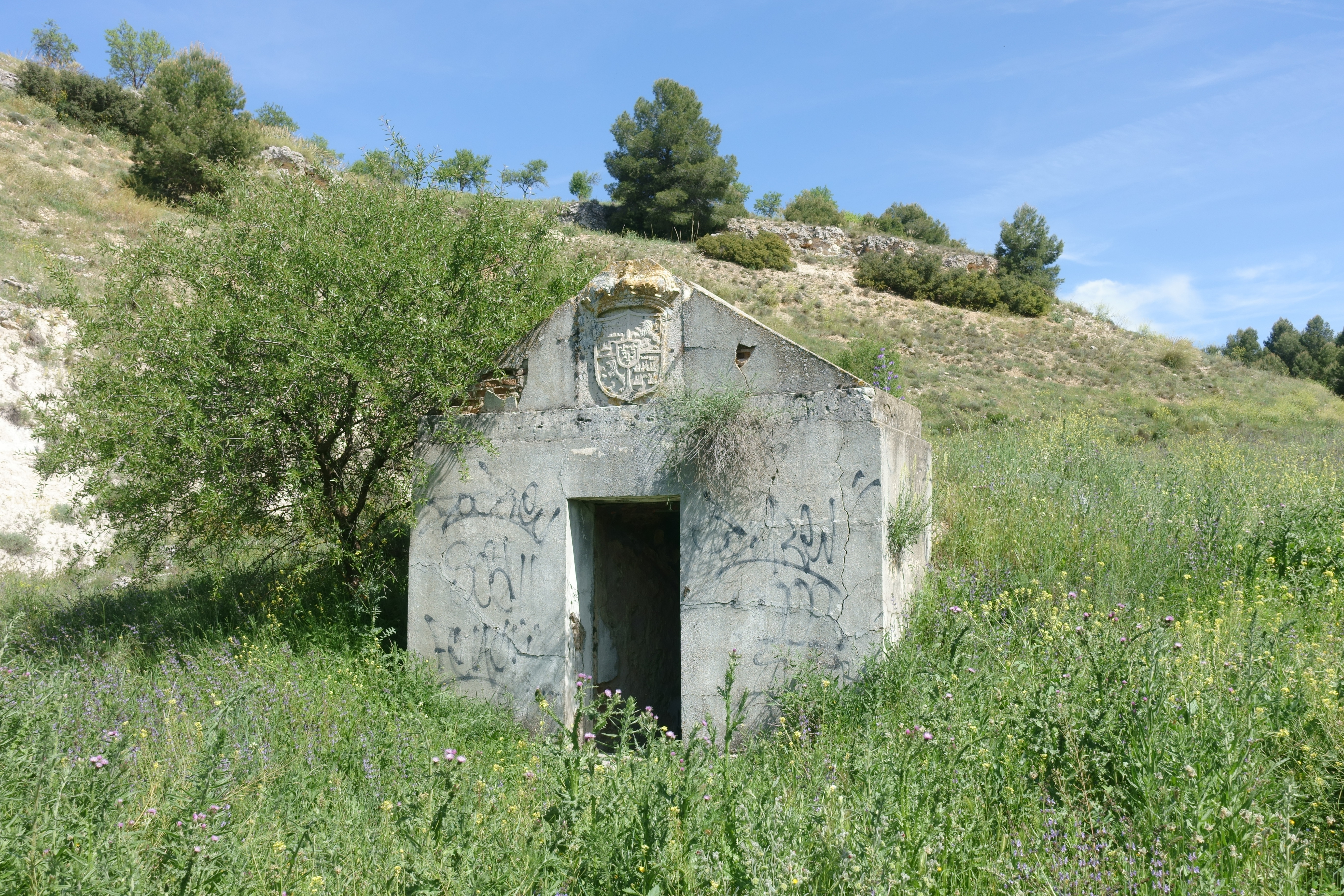
Arca de agua en el paraje de Algivejo

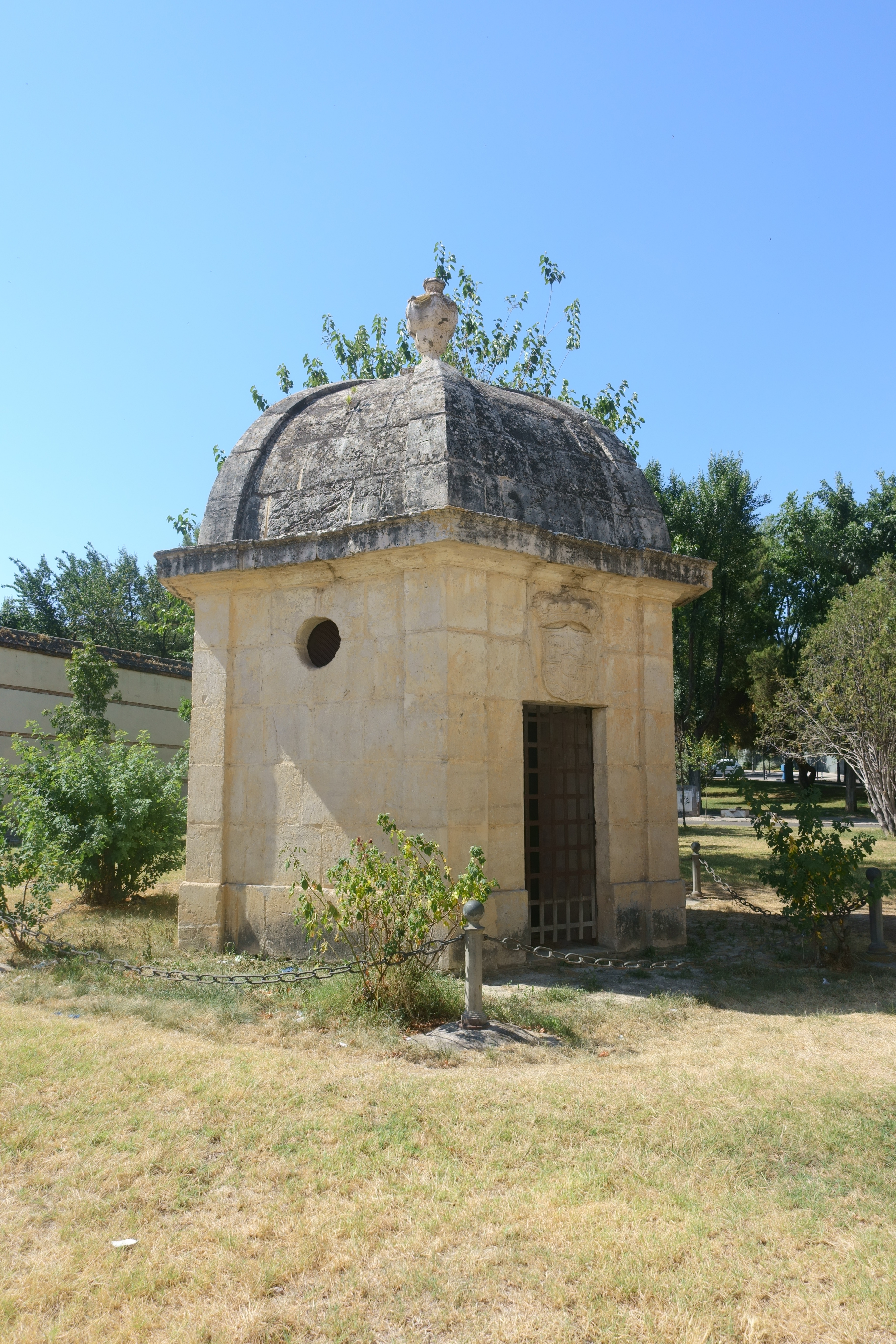
Arca de agua junto a la plaza de Toros

Aranjuez no contaba con aguas blandas aptas para el consumo por lo que, en vistas de la planificación de la nueva ciudad, Santiago Bonavía diseñó un proyecto para mejorar la traída de agua y la construcción de varias fuentes (entre ellas la de la plaza de San Antonio). Fue aprobado por Fernando VI en 1750. Para su ejecución, se adquirieron los terrenos donde se encontraban los manantiales elegidos —Aldehuela, Algivejo, Menalgavia y Valhondo, en las cañadas que vertían al Valle Mayor, al norte de Ocaña—, y desde ellos el agua se canalizaría hasta el casco urbano mediante ocho kilómetros de cañerías y acueductos, con sus correspondientes arcas para su revisión y limpieza. La última de ellas, a la entrada de Aranjuez (ubicada, desde 2002, junto a la plaza de Toros), fue proyectada y ejecutada por Jaime Marquet en 1762; se trata de un templete de piedra de Colmenar, de planta hexagonal y cúpula de gajos sobre la que apoya un jarrón.

### Otros elementos
Vías pecuarias
Se trata de las rutas de dominio público destinadas al movimiento de ganado. Están reguladas por la ley 3/1995, de 23 de marzo, de Vías Pecuarias, y en la zona de protección se encuentran las siguientes:
- Senda Galiana
- Cañada de los Pastores
- Cañada de Ontígola
- Cañada del Regajal

Hitos y mojones
Real Deleite y Palacio

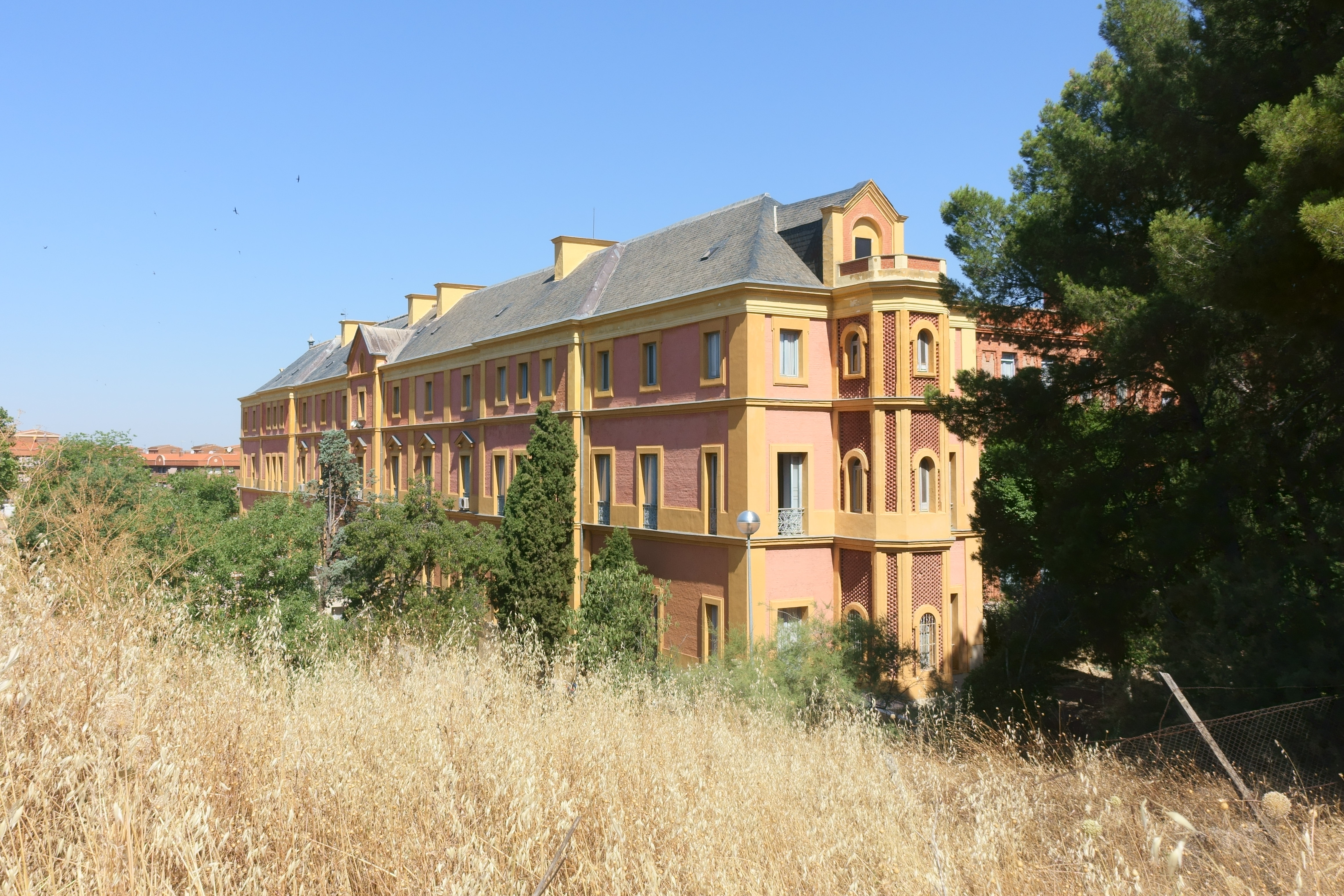
Palacio del Deleite

El recinto del Real Deleite se estableció en 1755 y tuvo su máxima expansión bajo Carlos III, diez años después. En él se plantaron encinas, olivos y viñas y, en 1778, se añadió un jardín o vergel en el que se plantaron frutas y flores. El objetivo era crear un modelo de cultivo cuya vegetación hiciera agradable la vista hacia el sur del casco urbano. Por su disposición y trazado, pudo haber sido obra de Pablo Boutelou. En 1851 estos terrenos fueron cedidos a María Cristina de Borbón quien, al año siguiente, ordenó construir un palacio según un proyecto de Alejandro Sureda. Finalizado en 1854, está construido en ladrillo, con cubierta de pizarra, remates en piedra e imitación de yeso en la cornisa. Posteriormente fue vendido a la Compañía de Jesús, que añadió una ampliación, alterando la planta original, y lo utilizó como noviciado. Finalmente pasó a manos privadas y desde entonces alberga una residencia de personas mayores.
Grupo escultórico del Deleite

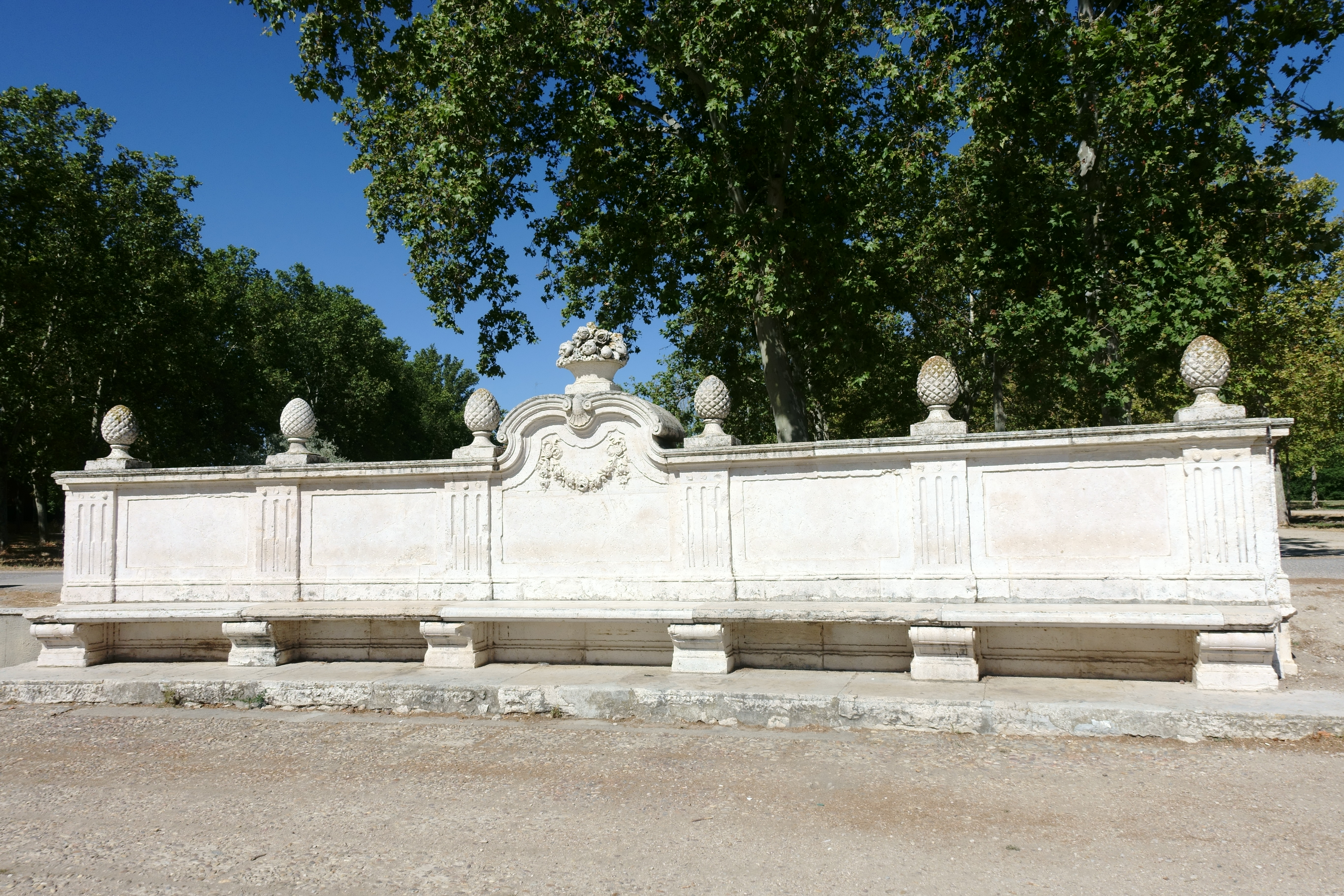
Uno de los canapés de la plaza de Parada

Situado en el Paseo del Deleite, se trata de dos esculturas sobre pedestal, realizadas en piedra de Colmenar, que representan a un ciervo y un jabalí atacados por perros.
Canapés de la plaza de Parada
Diseñados por Sabatini, sirven para delimitar la plaza de Parada, situada frente a la fachada principal del palacio. Son un total de doce bancos, diez de los cuales permanecen en la plaza y dos fueron trasladados a la plaza de Rusiñol, frente al jardín del Parterre. Están realizados en piedra de Colmenar y, estilísticamente, en su parte superior predominan elementos decorativos típicos del barroco, como floreros o piñas, mientras que en el respaldo presentan elementos neoclásicos, como bandas verticales de pilastras con estrías.